# Histoire du bassin minier du Nord-Pas-de-Calais
Pour un article plus général, voir Bassin minier du Nord-Pas-de-Calais.
L'histoire du bassin minier du Nord-Pas-de-Calais retrace en détail tous les faits historiques de l'exploitation de ce bassin minier, exploité intensivement pour la houille présente dans son sous-sol de la fin du XVIIe siècle jusqu'à la fin du XXe siècle.

## Découverte et exploitation du bassin du Boulonnais

### Découverte, à la fin duXVIIesiècle
La légende veut que la houille ait été découverte vers l'année 1660 par un cultivateur de Réty, qui labourait son champ avec sa charrue. Celle-ci aurait mis au jour un affleurement, sur les communes d'Hardinghen et de Réty,. La houille affleurait en effet le long de la faille de Ferques, à l'ouest d'Hardinghem et à Réty, jusqu'au hameau de Locquinghem, ainsi que dans le bois des Roches, elle est recouverte seulement de terre végétale. Un mémoire sur la minéralogie du Boulonnais, publié en l'an III au Journal des Mines, indique que l'exploitation des mines de charbon paraît y avoir commencé en 1692. La fosse du Cavrel de Tagny est ouverte cette année-là, et abandonnée en 1693. D'autres hypothèses existent toutefois quant à la date de la découverte de la houille : 1720, voire 1730,.
Albert Olry considère que la date de 1660 peut paraître trop ancienne, et que celle de 1692, première fosse datée, peut paraître trop tardive, et a fortiori les dates avancées de 1720, 1730 et 1739. Un arrêt du Conseil d'État, en date du 16 juillet 1689, accorde au duc du Montausier, pour une durée de quarante ans, le privilège d'exploiter toutes les mines et minières de charbon de terre qu'ils découvriraient dans l'étendue du royaume de France, le Nivernais excepté. Le duc de Montausier est mort en 1690, sans avoir fait usage de ce privilège. L'arrêt du 29 avril 1692, confirme la jouissance à sa fille et héritière, la duchesse d'Usez, mais en formulant une réserve à l'égard des terres de Réty et d'Austruy, situées dans le Boulonnais, ainsi que celles d'Arquiau, appartenant à la généralité d'Orléans, au sujet desquelles elle avait pris des arrangements avec les sieurs de Tagny et de Mason, qui en étaient les seigneurs et hauts justiciers. Une autre exception est accordée par le roi en 1692, sans doute avec l'assentiment de la duchesse d'Usez, en faveur de Louis-Marie-Victor, duc d'Aumont, gouverneur de Boulogne, fils et héritier du maréchal d'Aumont, pour les autres communes du Boulonnais.

### Exploitation par la famille Desandrouin
Jean-Antoine et François-Joseph Desandrouin arrivent en 1720. Ce dernier obtient par arrêt du Conseil d'État du 1er février l'autorisation de construire une verrerie dans le Boulonnais. Jean-Antoine meurt le 18 novembre 1722. François-Joseph acquiert la jouissance des mines d'Hardinghen, dont il a poursuivi l'exploitation. Il meurt le 7 mai 1731, son frère, Jean-Pierre Desandrouin lui succède. Les mines d'Hardinghem et de Réty sont restées plus d'un siècle dans cette famille. Gaspard Moïse Augustin de Fontanieu a été le principal concurrent de la famille Desandrouin. Seigneur et marquis de Fiennes, il acquiert en 1730 la terre de Fiennes de la comtesse de Valençay, présente une requête au roi en 1735, et entreprend plusieurs fosses, en vertu de son droit de propriétaire du sol, sur les territoires de Fiennes, et même d'Hardinghen.

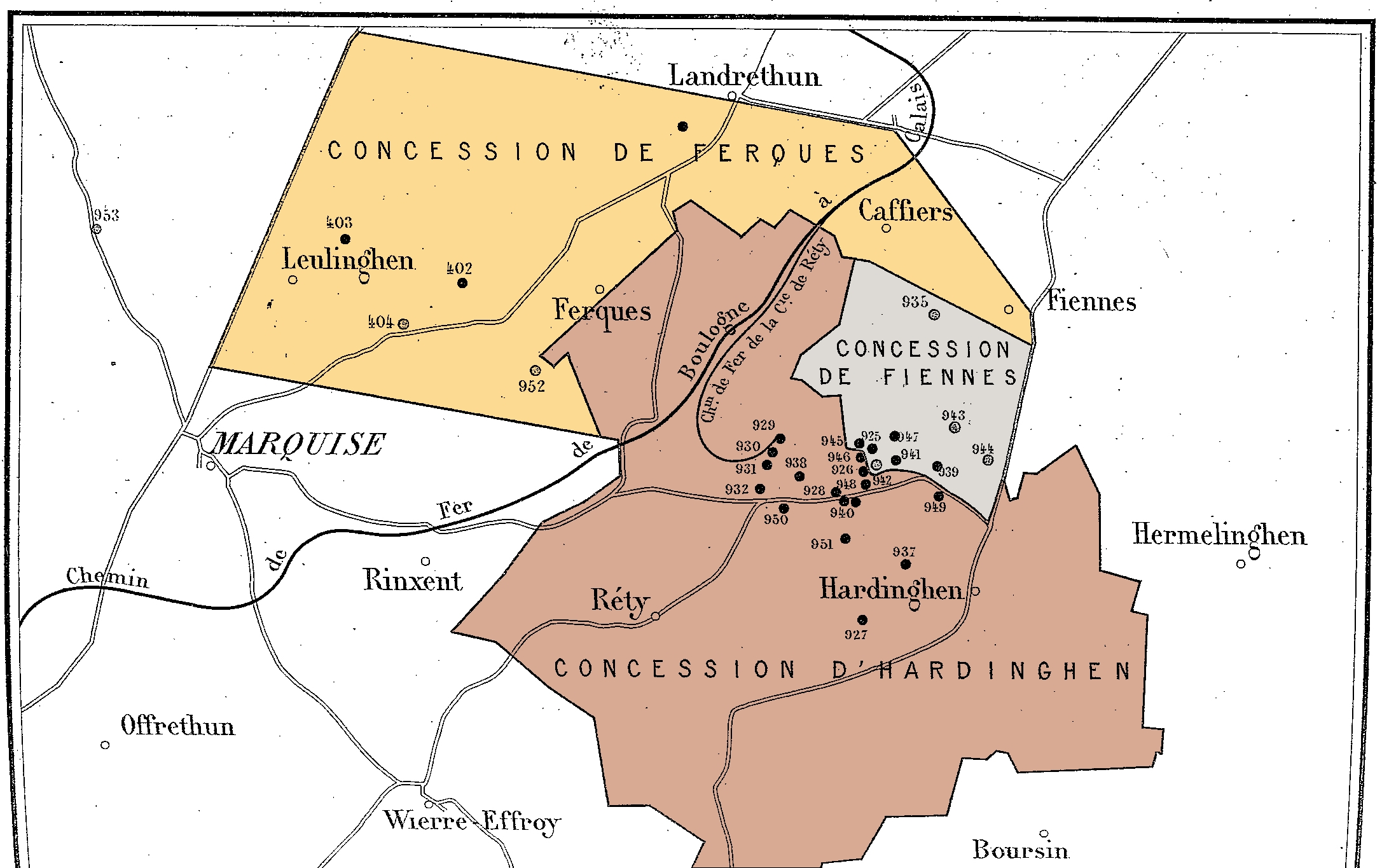
Les concessions du Boulonnais vers 1880.

De nombreuses contestations se sont produites, car les limites des territoires sont mal connues, et après de longs débats, une transaction a eu lieu le 15 mai 1739, homologuée par un arrêt du Conseil du roi du 26 mai 1739. Sous conditions, les propriétaires du sol peuvent également exploiter eux-mêmes. Le baron de Contes d'Esgranges, seigneur de Bucamps, s'est associé à Jean-Pierre Desandrouin dès 1730, seuls deux groupes exploitent alors le bassin du Boulonnais, les propriétaires gardant le pouvoir d'extraire du charbon sur leurs terres, sous réserves des restrictions édictées par l'arrêt du Conseil d'État,.

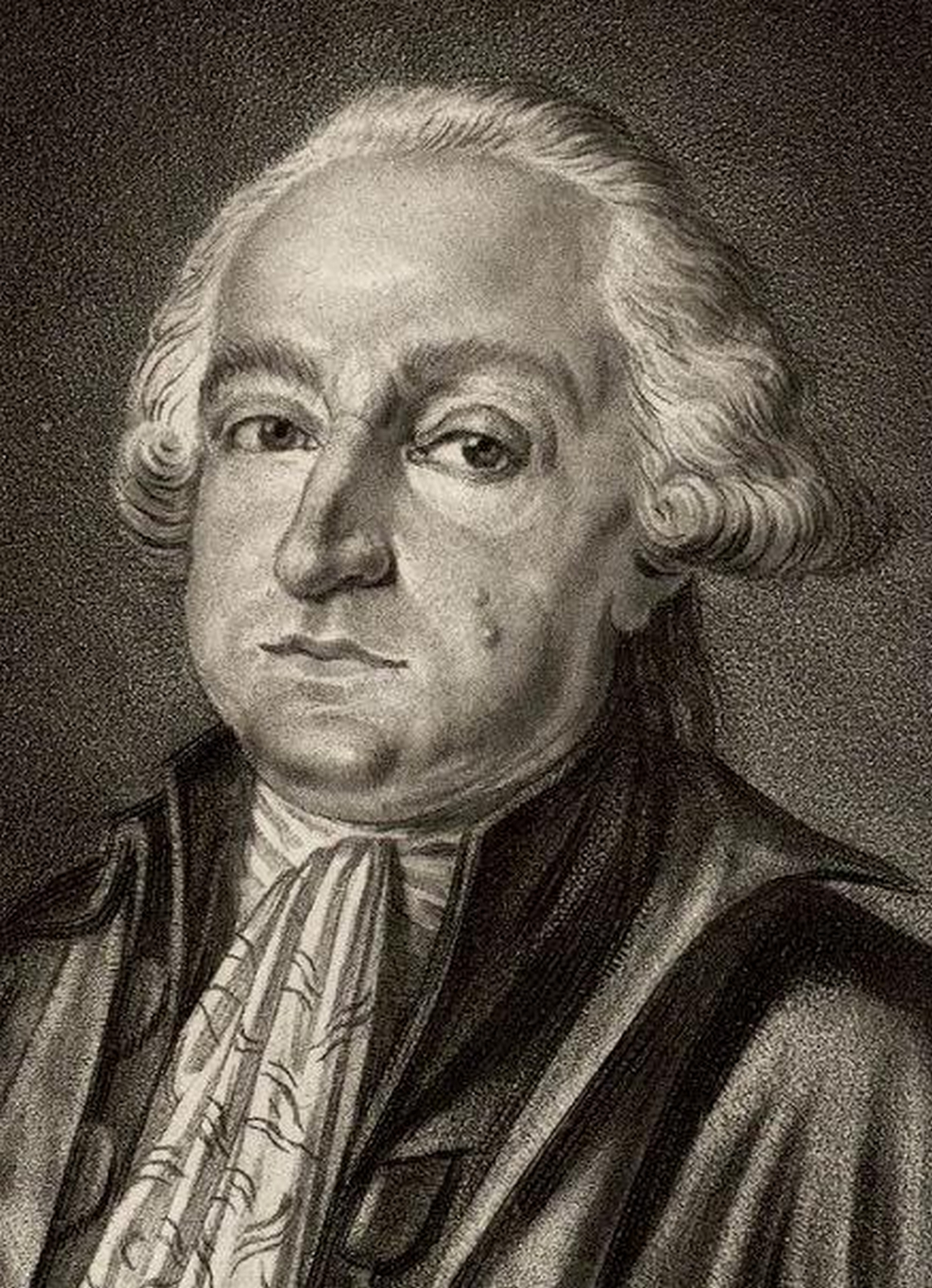
François Joseph Théodore de Désandrouin.

L'exploitation des mines en France est réglementée peu de temps après par un arrêt du Conseil en date du 14 janvier 1744, soumettant explicitement leur ouverture au régime de la permission préalable. Jean-Pierre Desandrouin meurt sans postérité le 29 mai 1764. Il lègue ses exploitations à son neveu le vicomte François Joseph Théodore, fils de Jean-Jacques Desandrouin, qui a été député aux États généraux de 1789, et mort à son tour célibataire le 21 juillet 1801. Celui-ci a fait creuser les fosses du Réperchoir ou du Privilégié, du Bois de Saulx no 1, Saint-Ignace, du Privilège, Sainte-Marguerite no 1...
Le 9 juin 1771, le Conseil d'État rend un arrêté confirmatif du privilège précédemment accordé au duc d'Aumont et d'Humières, pour une nouvelle durée de trente ans, en faveur du duc Louis-Marie d'Aumont. Dix ans après, par acte du 23 décembre 1781, François Joseph Théodore Desandrouin s'associe avec Cazin-Cléry d'Honincthun. C'est à cette période que la fosse Petite-Société, sur Hardinghen, a été ouverte, et ensuite les fosses Hénichart, du Vieux-Rocher, du Gouverneur, Lefebvre, Pâture-Grasse, du Rocher (nouvelle) et du Verger-Blondin.
Les 14 mars et 31 juillet 1784, des arrêts du Conseil d'État précisent les limites et les conditions dans lesquelles il peut être fait usage du privilège confirmé en dernier lieu par l'arrêt de 1771, et définissent plus exactement les droits réservés aux propriétaires du sol. Certains propriétaires font alors usage de leur droit d'exploiter sur leurs terrains. Après la dissolution de la société Desandrouin-Cazin, survenue le 23 juin 1793, François Joseph Théodore Desandrouin passe un nouveau contrat, le 29 juin suivant, avec les deux fils Cazin-Cléry : Pierre-Élisabeth et Joseph-Alexis-Félix-Martin. C'est dans ces conditions qu'a été sollicitée, sous le régime de la loi du 28 juillet 1791, par pétition du 3 complémentaire an VI (19 septembre 1798), la concession des mines de houille d'Hardinghen. Elle est accordée le 11 nivôse an VII (1er janvier 1800), et confirmée par un arrêté des consuls du 19 frimaire an IX (10 décembre 1800). La concession Desandrouin-Cazin devient perpétuelle, conformément à l'article 51 de la loi du 21 avril 1810. La fosse des Limites sur Réty, et celles du Bois d'Aulnes nos 2 et 3 datent de cette époque. Après le décès de François Joseph Théodore Desandrouin, ses intérêts dans les mines d'Hardinghen passent à Pierre-Benoît Desandrouin et à ses sœurs, autres enfants de Jean-Jacques. Pierre-Benoit meurt en 1811. Son gendre, le comte Hilarion de Liedekerque-Beaufort, rachète alors toutes les parts de la famille Desandrouin qui n'avaient pas été dévolues à sa femme. Enfin, le fils de ce dernier, Florent-Charles-Auguste, et sa fille, Mme de Cunchy, vendent, en 1838 et 1839, conjointement avec les héritiers Cazin d'Honincthun ou leurs ayants droit, leurs propriétés minières aux sieurs Carpentier-Podevin, Théophile Brongniart-Bailly et Hyacinthe-François Chartier-Lahure, créateurs d'une société déjà formée sous le nom de Société de Fiennes. Le prix a été d'environ 840 000 francs.

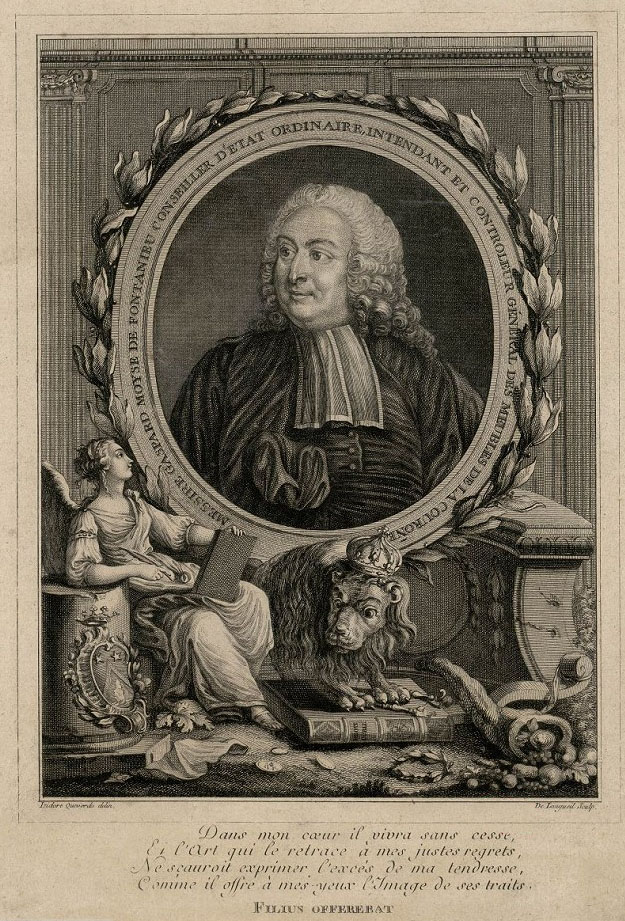
Portrait de Gaspard Moïse Augustin de Fontanieu, gravure de Joseph de Longueil (1730-1792), d'après François-Marie-Isidore Queverdo (1748-1797).

### L'exploitation par la famille de Fontanieu
Les mines de Fiennes appartiennent à Gaspard-Moïse de Fontanieu, seul ou en société, elles ont été exploitées pendant quarante ans environ, après la transaction de 1739, sous la direction de François Brunel, receveur général du marquisat de Fiennes. Gaspard-Moïse de Fontanieu, mort en 1757, a eu pour successeur son fils Pierre-Élisabeth. Il meurt en 1784.
Ses héritiers, Antoine-Louis, marquis de Belsunce, et Michel Doublet, marquis de Bandeville, cèdent temporairement la jouissance de leurs mines à Mme veuve François Brunet et à son fils, moyennant une redevance annuelle de 20 000 francs. François Brunet fils ouvre alors la fosse Espoir no 1, après l'arrêt de la fosse Sans-Pareille. il en dirige les travaux jusqu'en 1791, époque vers laquelle est encore exécutée la fosse de la Commune.

## Reprises successives
Le 1er juillet 1791, le marquis de Belsunce et les héritiers du marquis de Bandeville vendent leur terre de Fiennes et le droit d'en extraire le charbon à Jean-Baptiste-André Gallini, chevalier toscan, qui prend comme directeur le précité Mathieu. Il est stipulé que, sur la somme de 700 000 francs, montant de cette vente, 100 000 francs s'appliquent aux mines de Fiennes.
Gallini réside à Londres et ne s'occupe guère de son domaine du Boulonnais. Son régisseur David a laissé les affaires de son maître dans un désordre complet, les relations entre la France et l'Angleterre étant en outre très difficiles, il a fallu nommer un curateur. Le 26 pluviôse an VIII, le juge de paix d'Hardinghen choisit pour cette fonction le notaire Leducq, de Marquise.
Enfin, le 29 avril 1803, la terre de Fiennes est vendue à Pierre-Paul Jurquet, par jugement du tribunal de Boulogne. Gallini avait négligé de se prévaloir de la loi du 28 juillet 1791, de sorte que les mines de Fiennes ont cessé d'avoir une existence régulière. Elles ont continué néanmoins à être exploitées par lui (fosse des Limites sur Fiennes), puis par Jurquet ; mais leurs travaux n'ont pas tardé à décroître. En 1811, les fosses sont complètement en chômage, et elles ont été l'objet d'un procès-verbal officiel d'abandon en juin 1812.
Jurquet s'était, sur les entrefaites, laissé poursuivre pour non-payement, et, par jugement du tribunal de Boulogne du 15 juin 1810, la terre de Fiennes est adjugée à Pierre Ters, médecin à Paris, moyennant la somme de 560 000 francs.
Celui-ci présente peu de temps après une demande en concession. Il attendait, disait-il, pour entreprendre de nouveaux travaux, le titre qui devait régulariser sa situation. Mais il meurt en juin 1825 sans l'avoir obtenu, et cela sans doute par sa faute, car, le 22 décembre 1813, l'ingénieur des Mines annonçait à son administration que, malgré ses instances, Ters ne lui avait pas renvoyé le cahier des charges qu'il avait soumis à son examen. En outre, les années suivantes, aucune redevance n'a été payée à l'État au sujet des mines de Fiennes.

### Société de Fiennes
Ters laisse pour unique héritière sa nièce Marie-Adélaïde Ters, qui avait épousé Charles-François Rottier, baron de Laborde. Après le décès de son mari, la baronne de Laborde cède, par acte du 10 décembre 1837, ses droits éventuels à la concession sollicitée par son oncle aux sieurs Carpentier-Podevin, Brongniart-Bailly et Chartier-Lahure, fondateurs de la Société de Fiennes, moyennant deux rentes de 1 500 francs et de 2 500 francs, la première payable pendant le temps où l'exploitation aurait lieu dans une étendue de trente-huit hectares soixante-et-onze ares vingt-quatre centiares alors demandée en extension par les propriétaires de la concession d'Hardinghen, l'autre pendant le temps d'exploitation de la future concession de Fiennes.
Et c'est seulement par ordonnance royale du 29 décembre 1840, qu'est instituée, en faveur de la baronne de Laborde, la concession de Fiennes, en vertu de l'article 53 de la loi du 21 avril 1810. De cette façon, les deux concessions d'Hardinghen et de Fiennes se sont trouvées réunies dans les mêmes mains et sont devenues la propriété de la Société de Fiennes. Auparavant les deux groupes, Hardinghen et Fiennes, avaient été continuellement en conflit, le premier réclamant une extension de la concession d'Hardinghen et s'opposant à l'institution de la concession de Fiennes. L'accord a été rétabli par leur fusion.
Le capital de la Société de Fiennes est de 1 800 000 francs, divisé en 600 actions de 3 000 francs. La mise en fonction d'une machine à vapeur permet de quadrupler la production, et il n'y a eu aucune difficulté pour la vendre, un permis administratif ayant été accordé pour cet objet à Mme de Laborde, avant l'institution de la concession de Fiennes,.

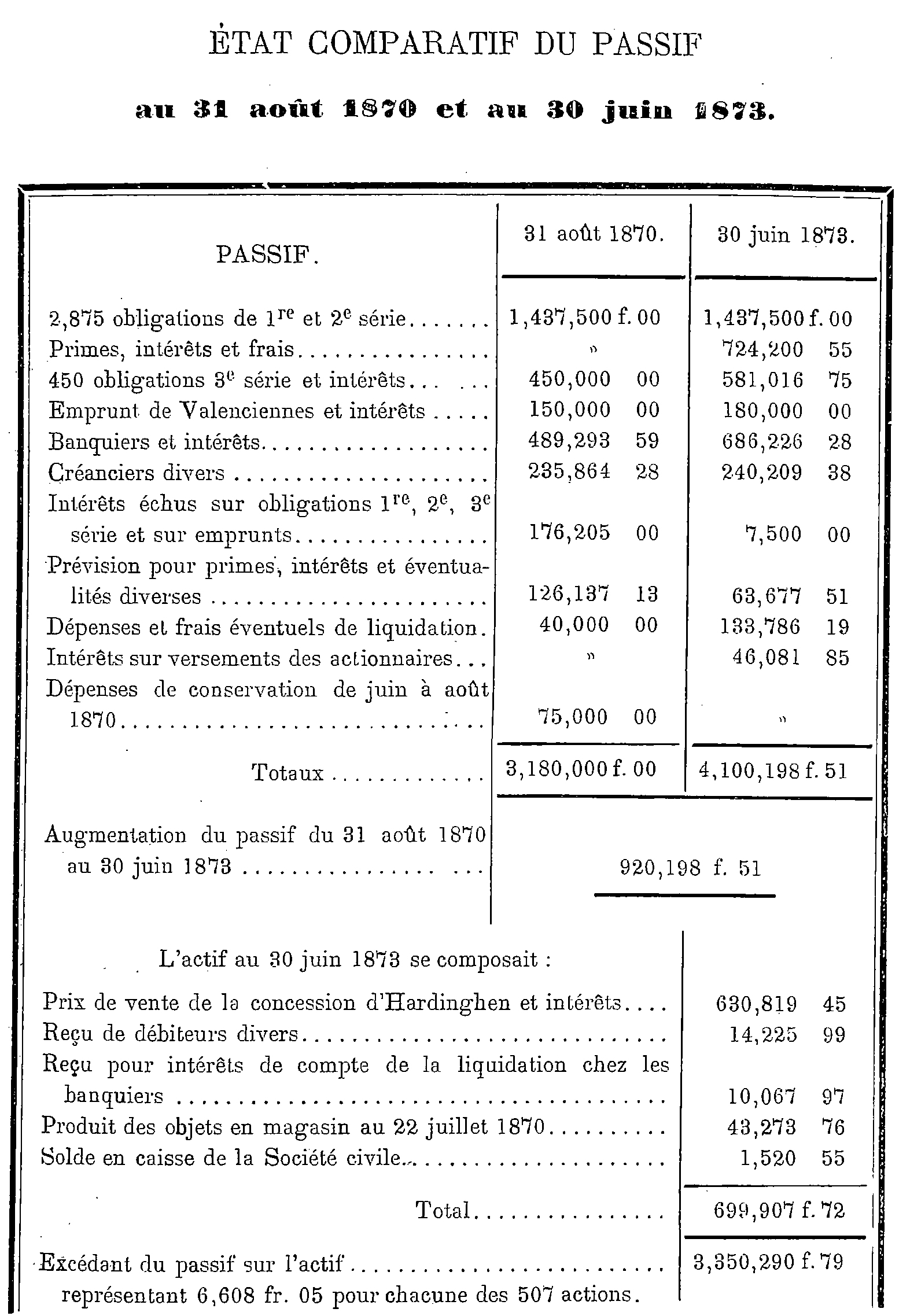
État comparatif du passif au 31 août 1870 et au 30 juin 1873.

L'installation d'une machine d'exhaure de 700 chevaux à la fosse Providence devait, selon les espérances que l'on avait conçues, rétablir les affaires de la société. En avril 1869, on peut déjà extraire de cette fosse cinq-cents hectolitres de charbon par jour. La production est allée ensuite en augmentant. Elle atteint mille hectolitres en août, et deux-mille en décembre. C'est alors que la rupture d'un retour d'eau à la machine d'épuisement a entraîné une inondation nouvelle, et par conséquent une suspension des travaux qui devait durer au moins six mois.
La société est incapable de supporter cette nouvelle épreuve. La remise en état de la fosse Providence, qui avait été évaluée à 754 000 francs, avait, en réalité, coûté deux millions de francs. Il a fallu faire les plus grands efforts pour se procurer cette somme à des conditions extrêmement onéreuses. On est à bout de forces : les dettes s'élèvent à environ trois millions de francs. Il aurait encore fallu emprunter cinq-cent-mille francs. Après de vaines tentatives, une assemblée générale du 30 mai 1870 décide la liquidation de la société.

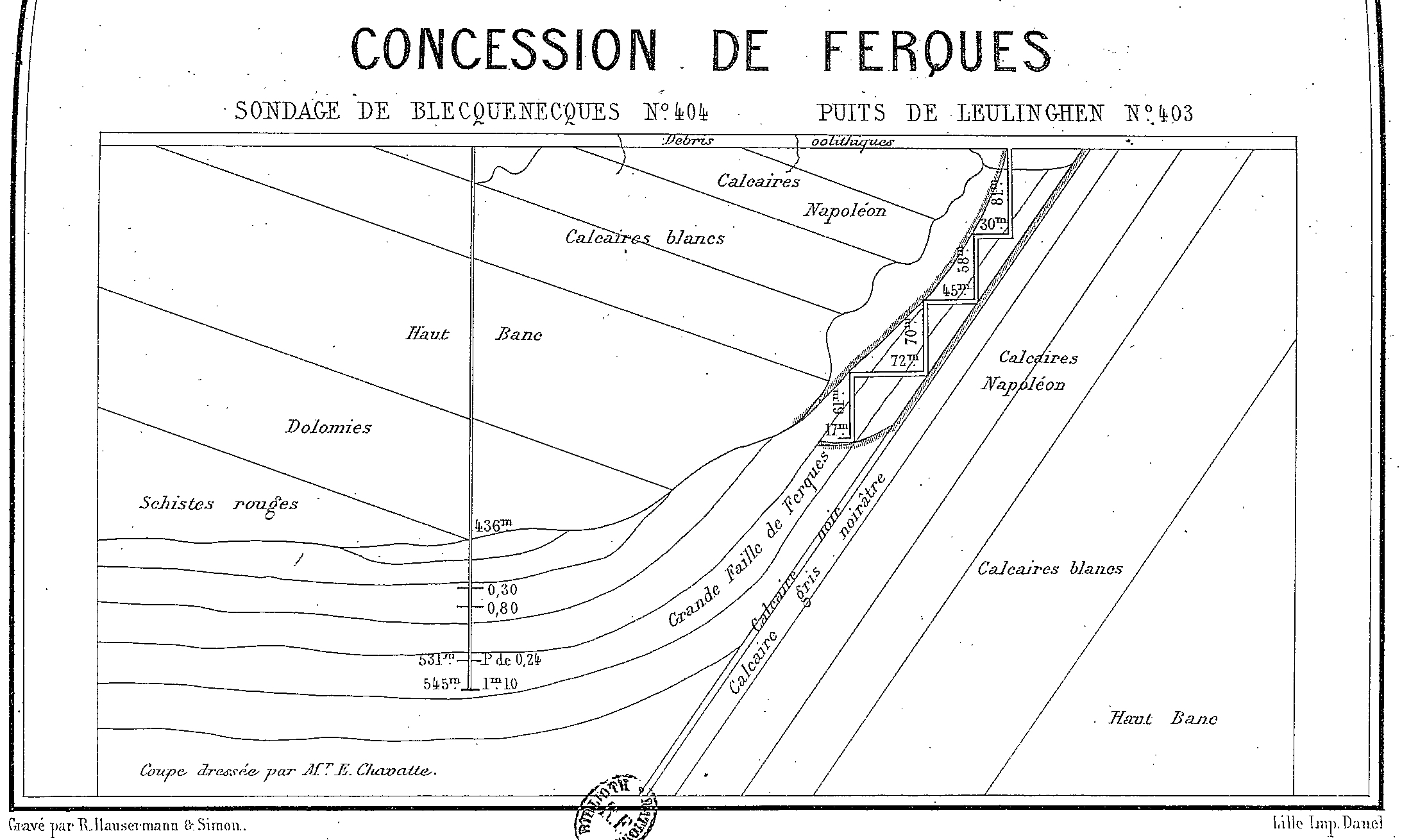
Coupe verticale passant par le sondage de Blecquenecques et la fosse de Leulinghen.

### Société de Ferques
La houille a été découverte en 1835 dans la commune de Ferques, une troisième concession, dite concession de Ferques, est instituée par ordonnance royale du 27 janvier 1837 en faveur de MM. Frémicourt père et fils, Parizzot, Richardson et Davidson. Les propriétaires de la concession constituent, par acte des 17 mars et 19 avril suivants, une société en commandite par actions, au capital de 2 400 000 francs, divisé en 480 actions de 5 000 francs.
Faute de résultats encourageants, la société entre en liquidation le 5 septembre 1842, et, le 22 octobre 1843, ses liquidateurs adressent au préfet du Pas-de-Calais une déclaration de renonciation à la concession.
Un peu plus tard, au commencement de 1845, un sieur Bonvoisin, propriétaire à Leulinghen, découvre de la houille en labourant son champ. Il constitue, le 17 septembre suivant, une société dite des mines de Leulinghen.

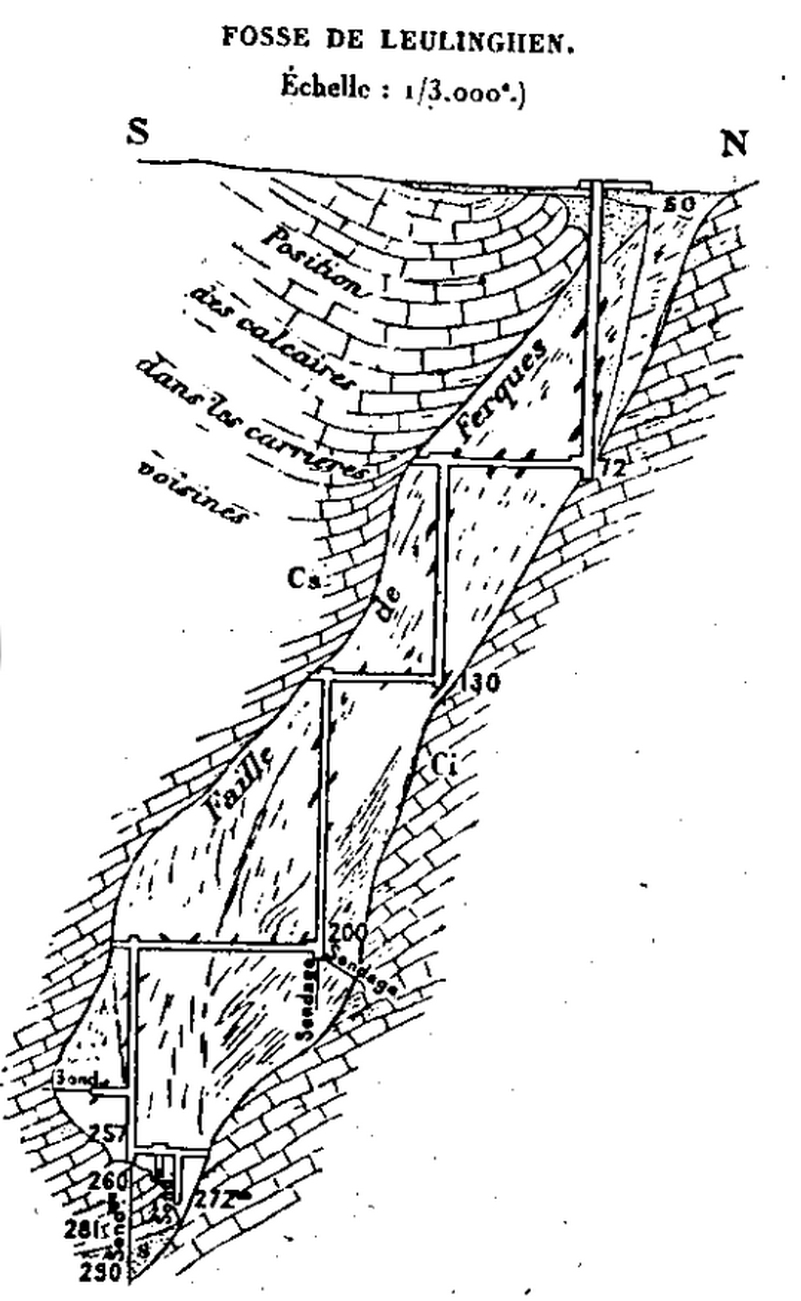
La fosse de Leulinghen.

De son côté, la Société de Fiennes sollicite, à la date du 15 septembre 1845, une extension de sa concession d'Hardinghen vers Leulinghen. Mais la renonciation de la société de Ferques n'ayant pas encore été acceptée, cette société s'empresse de la retirer par lettre du 29 septembre 1845, et elle a été maintenue dans la propriété de la concession de Ferques par décision ministérielle du 26 juin 1847. Les demandes ci-dessus sont restées ainsi sans effet, malgré les protestations de leurs auteurs. Après cette décision, la mine de Ferques a été vendue à une nouvelle société qui s'est constituée, en 1847, au capital de 3 600 000 francs, divisé en 7 200 actions de 500 francs, pour entreprendre des travaux dans la région récemment explorée.
En 1848, elle ouvre le puits de Leulinghen, qui a servi à exploiter, par une succession de travers-bancs horizontaux et de bures verticaux, un petit gisement houiller compris entre le calcaire carbonifère du nord et la faille de Ferques. Ces travaux n'ont découvert que du terrain houiller broyé. D'autres recherches ont été effectuées, sans résultats probants. La deuxième société de Ferques suspend ses travaux en 1852, elle entre en liquidation en 1866. Ayant été vainement mise en demeure de les reprendre, elle a été déclarée déchue de sa concession par arrêté du ministre des Travaux publics du 21 janvier 1874. La mine, mise en vente publique, est adjugée le 9 janvier 1870, moyennant le prix de deux-cent-mille francs, à Constantin Descat, propriétaire à Roubaix, et Charles Deblon, propriétaire à Lille.
Les nouveaux acquéreurs exécutent à Blecquenecques et à Hidrequent deux sondages qui démontrent l'existence d'un gisement houliler très intéressant. Ils sollicitent une extension de leur concession vers le sud qui, ayant été l'objet d'une demande en concurrence de la Compagnie des charbonnages de Réty, Ferques et Hardinghen, leur a été refusée par un décret du 15 avril 1886. Puis, quand il s'agit de constituer une société d'exploitation, ils n'en ont pas été capables. Déchus à leur tour par arrêté ministériel du 23 juillet 1894, ils ont vu leur concession adjugée le 23 mars 1895 à la société de Calais-Boulogne, pour la somme de 2 055 francs. L'adjudication a été approuvée par décision ministérielle du 20 avril suivant. La société de Calais-Boulogne, en liquidation, a vendu enfin la concession de Ferques à M. A. Tellier, propriétaire à Louvroil, par acte du 16 février 1898, pour le prix de deux-cent-mille francs.

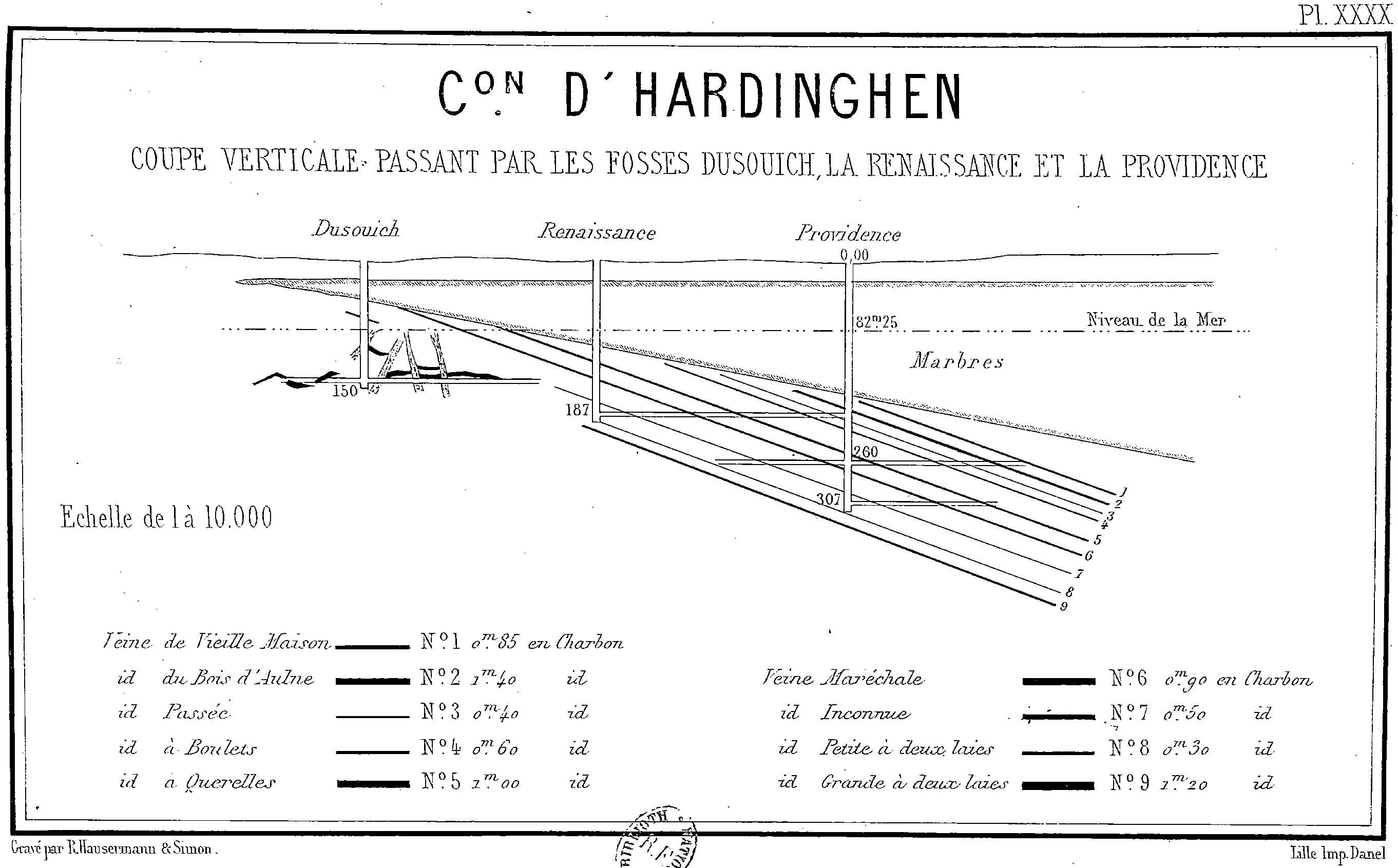
Coupe verticale passant par les fosses Dusouich, La Renaissance et La Providence.

M. A. Tellier constitue, à la date du 21 septembre 1898, une société anonyme, dite des mines de houille de Ferques, au capital de trois millions de francs, divisé en 6 000 actions de 500 francs. Cette société a entrepris, vers la limite sud de la concession, entre les méridiens des sondages de Blecquenecques et d'Hidrequent, deux puits qui ont atteint le calcaire carbonifère, et dont on a renoncé à poursuivre le fonçage à niveau vide, à cause de l'affluence des eaux. Le creusement de l'un d'eux, à niveau plein, par le procédé Kind-Chaudron est poursuivi vers 1904.

### Compagnie des charbonnages de Réty, Ferques et Hardinghen
Mise en adjudication devant le tribunal de Boulogne le 24 juin 1870, la concession d'Hardinghen est vendue 121 000 francs au sieur Broquet-Daliphard, mais une surenchère ayant été mise par MM. Bellart et fils, banquiers à Calais, et d'autres créanciers de la société de Fiennes, elle est définitivement adjugée, le 22 juillet suivant, à un syndicat d'anciens actionnaires de cette société, moyennant le prix de 550 000 francs.
Ce syndicat forme, le 5 décembre 1871, une société anonyme qui prend la dénomination de Compagnie des charbonnages de Réty, Ferques et Hardinghen. Son capital, qui était originairement de 1 200 000 francs, est porté, en septembre 1874, à deux millions de francs, correspondant à 4 000 actions de cinq-cents francs. On fait, en outre, à partir de la fin de 1876, l'émission de deux millions de francs environ d'obligations. En 1871 - 1872, la machine d'épuisement de la fosse Providence est réparée, le puits remis en état, approfondi à 317 mètres, et pourvu d'une machine d'extraction de la force de 250 chevaux. À la Renaissance, on monte une nouvelle pompe de 250 chevaux.

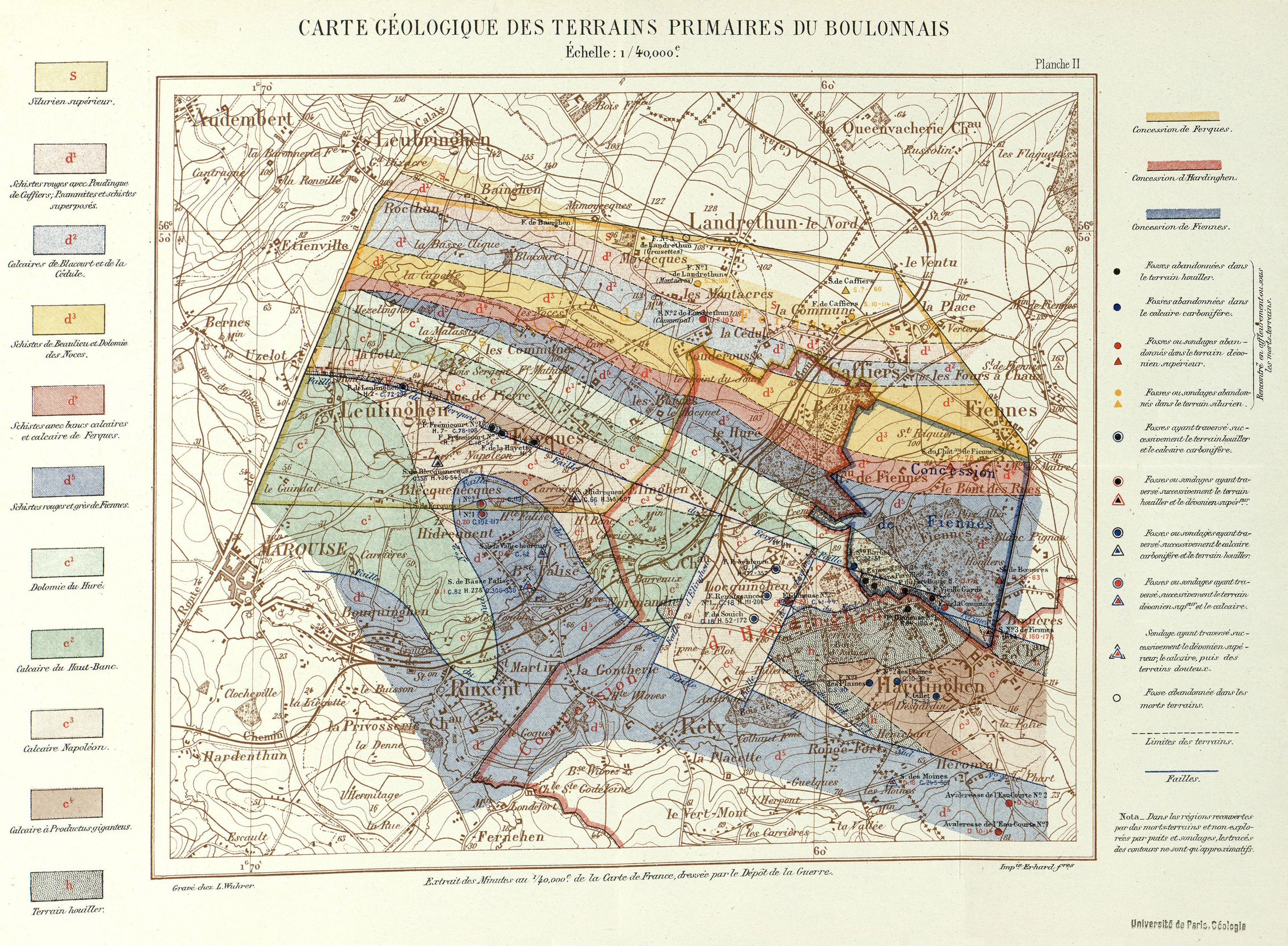
Carte géologique des terrains primaires du Boulonnais (1904).

Un chemin de fer est construit pour relier ces fosses à la gare de Caffiers sur la ligne de Boulogne-Ville à Calais-Maritime. L'extraction se développe ainsi progressivement, elle atteint 94 000 tonnes en 1876, et, en 1880, 95 000 tonnes.

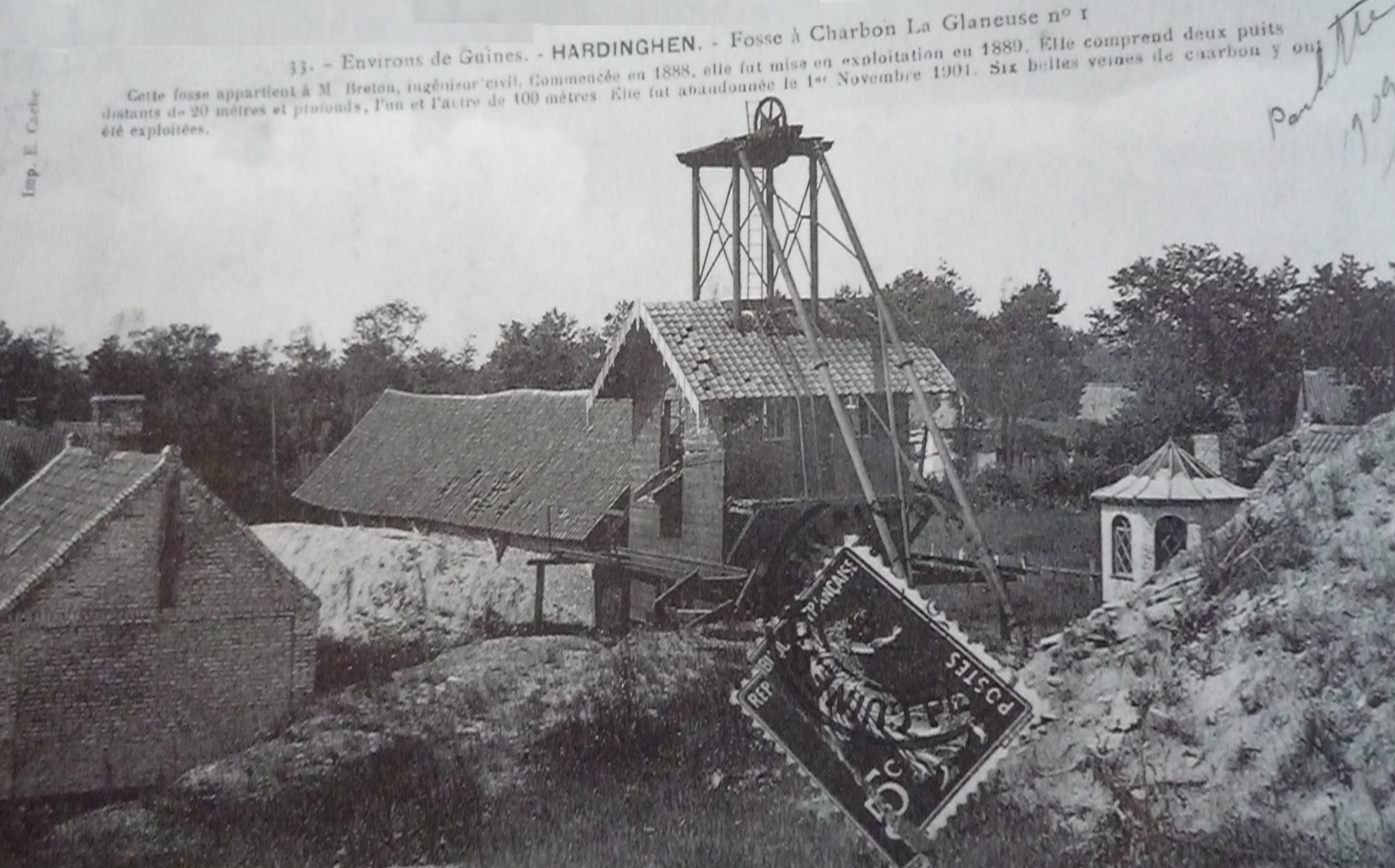
Carte postale ancienne montrant la fosse La Glaneuse n° 1, divers bâtiments, et sur la droite, le terril.

En 1885, la dette flottante s'élève à plus de 4 600 000 francs, la compagnie a dû entrer en liquidation. Le 16 décembre 1885, la concession d'Hardinghen est vendue 320 100 francs à Louis Bellart père, banquier à Calais, ancien président du conseil d'administration de la Compagnie de Réty, Ferques et Hardinghen. Mais, le 2 février 1886, M. Bellart père est obligé de suspendre ses paiements. La mine est alors abandonnée.
Elle est rachetée, le 22 août 1888, par Ludovic Breton, ingénieur civil des Mines, à Calais, pour le prix de 17 100 francs, y compris le chemin de fer aboutissant en gare de Caffiers, mais à l'exclusion des maisons ouvrières. Il y ouvre une fosse d'extraction (Glaneuse no 1), et y exécute quelques autres travaux (fosses Glaneuse no 2 et de la rue des Maréchaux). La fosse Glaneuse no 1 est mise en chômage le 1er novembre 1901, après avoir fourni 23 000 tonnes de charbon.

### Seconde Société de Fiennes
La concession de Fiennes, appartenant à l'ancienne Société de Fiennes, mise en liquidation en 1870, n'a été vendue par adjudication publique que le 23 février 1876. Elle est acquise, moyennant le prix de 100 000 francs environ, par un groupe qui se constitue définitivement sous le nom de société civile des houillères de Fiennes, par acte du 24 octobre suivant. Transformée le 24 juillet 1877 en société anonyme, cette compagnie a été mise au capital de 1 525 000 francs, divisé en 3 050 actions de cinq-cents francs. La concession de Fiennes était effectivement en chômage depuis l'année 1849, époque à partir de laquelle la fosse Espoir no 2 n'avait plus extrait de charbon que de la concession d'Hardinghen. La nouvelle société n'y a exécuté aucun travail d'exploitation, mais elle a entrepris, de 1875 à 1877, trois sondages dans sa concession. De plus, elle a commencé, à l'ouest de la concession de Ferques, au-delà de la route de Boulogne à Calais, un autre sondage, appelé sondage de Witerthun, qui a alors été abandonné à la profondeur de 599,70 mètres dans le calcaire carbonifère, et qui a été continué, en 1900, par une autre société, dite société de recherches du Bas-Boulonnais.
En 1878, la société des houillères de Fiennes a épuisé toutes ses ressources. Elle a dû entrer en liquidation, et a été dissoute le 22 avril 1879, la concession a été vendue à Charles Lalou, ainsi que le sondage de Witerthun, pour 53 000 francs, par acte passé devant M. Bauduin, notaire à Paris, le 12 août suivant. Depuis cette époque, elle est restée en chômage.

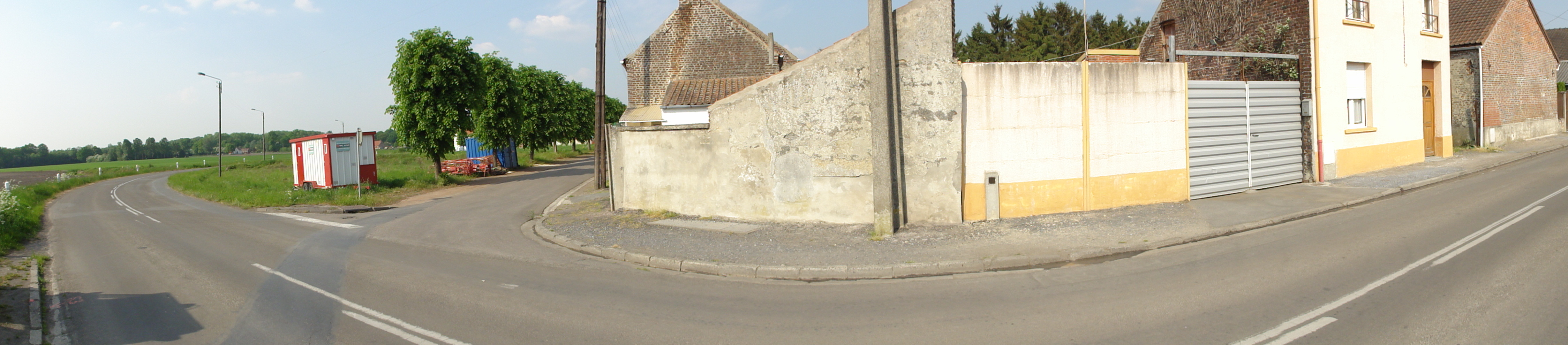
Cette borne en béton indique que le puits no 1 de la fosse Jeanne Colard est situé quelques mètres derrière. Le premier puits de cette fosse a été ouvert en 1718, et abandonné en 1721, à Fresnes-sur-Escaut.

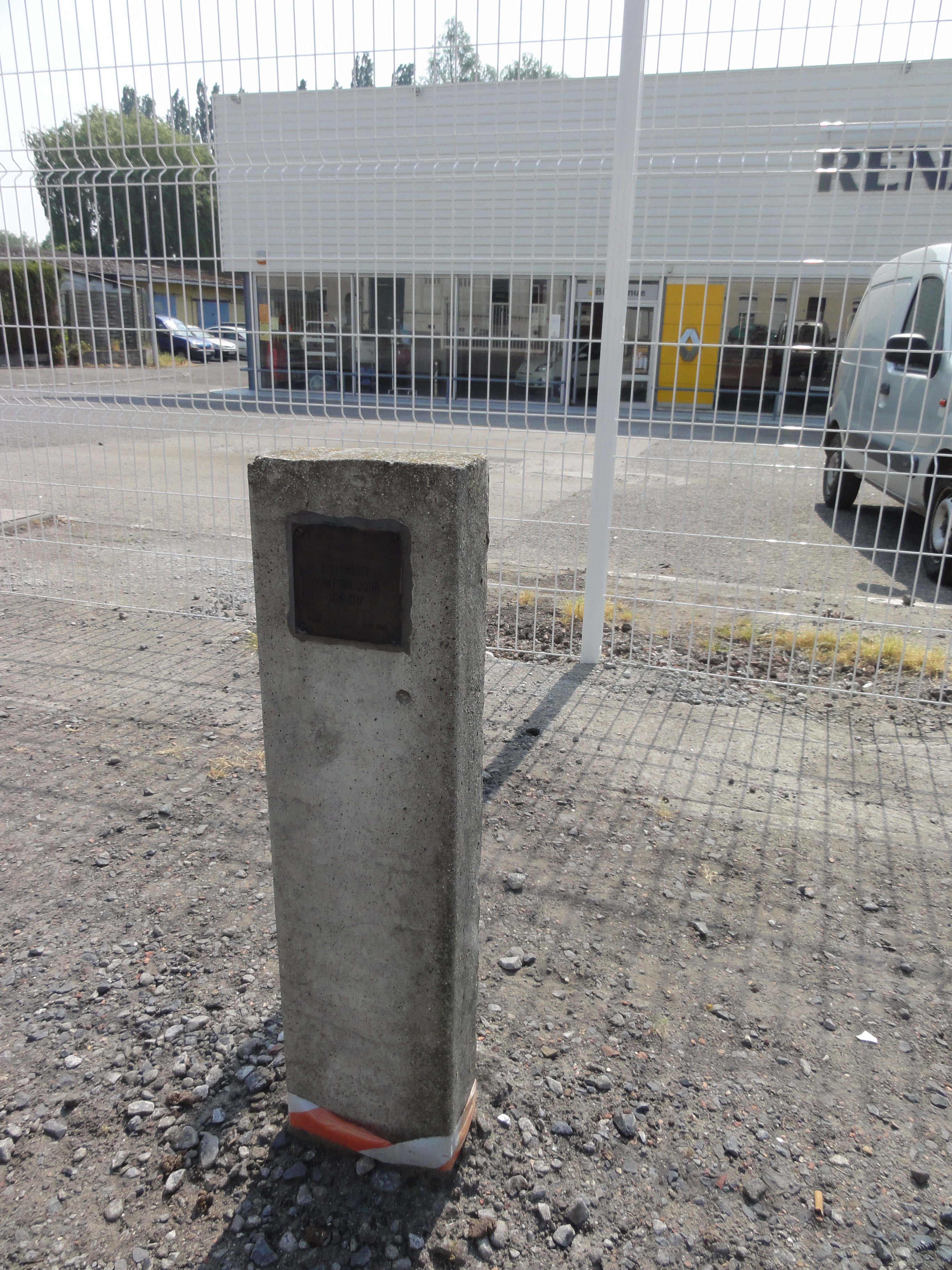
La borne de l'avaleresse Point du Jour.

## Découverte et exploitation du bassin du Nord

### Houille à Fresnes-sur-Escaut en 1720
Après les conquêtes de Louis XIV, le traité de Nimègue (17 septembre 1678), confirmé par celui de Ryswick (20 septembre 1697), a réuni à la France une partie du Hainaut, et laissé à l'Autriche, la partie de cette province qui renferme les exploitations de houille des environs de Mons. De nombreuses recherches sont effectuées, mais sans succès.
Un industriel entreprenant, Nicolas Desaubois, habitant de la ville de Condé, se disant que la nature n'avait pas pu tracer les limites de la houille comme l'épée de Louis XIV avait tracé la frontière des Pays-Bas, est convaincu que le charbon devait exister dans les provinces françaises aussi bien que dans les provinces restées autrichiennes. En 1716, Nicolas Desaubois s'associe avec Jean-Jacques Desandrouin et son frère Jean-Pierre Desandrouin, Jacques Richard et Pierre Taffin dans le but de fonder une société, qui a pris le nom de Desaubois.
Les travaux commencent en le 1er juillet 1716 à Fresnes-sur-Escaut, grâce à une permission particulière. Les travaux sont dirigés par Jacques Mathieu, ingénieur de Charleroi, qui a marqué l'endroit où il fallait creuser. Ils font de coûteuses recherches, et acquièrent la conviction que la houille existe, et demandent au roi Louis XV une concession et un secours en argent. On leur accorde, à eux et à leur compagnie, l'un et l'autre, par arrêt du Conseil d'État du 8 mai 1717 premièrement : « la concession des terrains depuis Condé, en remontant la rivière du Hogneau jusqu'à Rombies, et de là à Valenciennes, et depuis la rivière d'Escaut jusqu'à celle de Scarpe, pour quinze ans », et deuxièmement, « 5 000 florins faisant 6 750 livres, moitié des 12 500 livres qu'on croyait suffisant pour créer un premier établissement ».

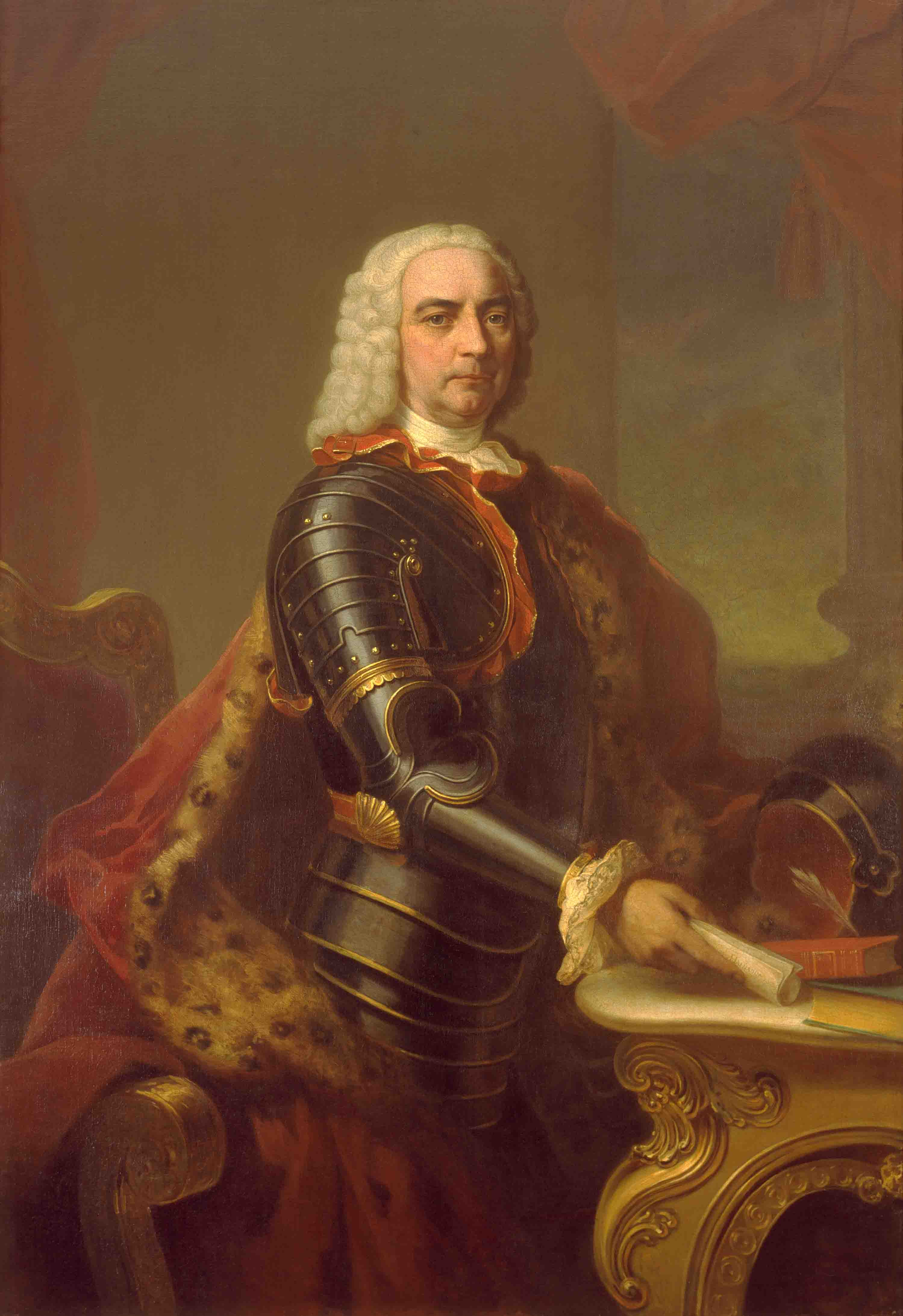
Jean-Jacques Desandrouin.

Nicolas Desaubois ouvre des fosses nombreuses et découvre plusieurs veines de charbon. Mais il a dépensé 60 000 livres (environ 611 000 francs des années 1880) au lieu de 12 500 livres et se trouve bientôt à bout de ressources. Six fosses ont été creusées sans succès : les avaleresses Point du Jour, Moulin et Ponchelet.
Cependant il a tiré du charbon d'une fosse creusée au nord de Fresnes : Jeanne Colard. Une veine d'environ quatre pieds d'épaisseur est découverte le 3 février 1720. La somme de 111 750 florins ou 139 687 livres dix sols a alors été dépensée. Ranimé par ce succès, il demande et obtient le 9 juillet 1720, une nouvelle concession de vingt ans, de 1720 à 1740, et un don en argent de 35 000 livres, à peu près la moitié de ce qu'il a alors dépensé. Les 35 000 livres lui ont été payées en Bons de Law qui ont perdu toute valeur.
Trois-cents chariots de charbon avaient alors été retirés de la fosse, pour une valeur de deux-mille livres que la rupture du cuvelage s'est produite la veille de Noël 1720. Le Roi lui accorde bien le 23 mai 1721 deux cents chênes à prendre dans la forêt de Mormal pour réparer ses fosses, mais rien n'y a fait, les réparations ont été faites en vain.

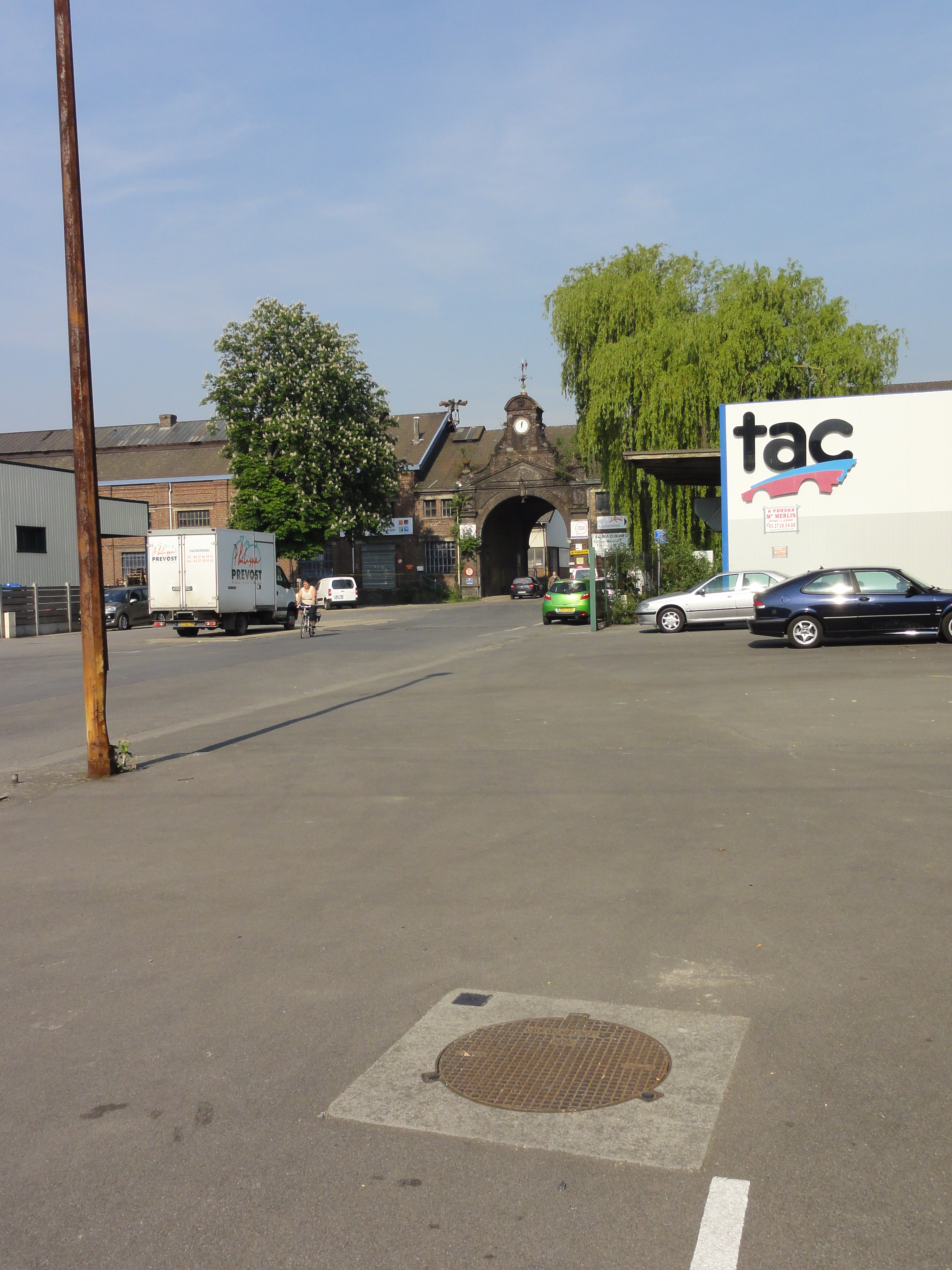
Le puits Nord de la fosse du Pavé en 2011, les ateliers centraux sont en arrière-plan.

La fosse est abandonnée et tout le matériel mis en vente, en 1721, et a été racheté par Jean-Pierre Desandrouin pour 2 100 florins (3 150 livres), lequel se fait subroger par arrêt du « 32 février 1722 »  [sic], aux droits des premiers concessionnaires. Une compagnie nouvelle se forme. Le fonds social est divisé en vingt sols qui ont été attribués à Jean-Pierre Desandrouin pour onze sols, à Pierre Taffin pour huit sols, et à Richard pour un sol.
Deux nouvelles fosses sont ouvertes, Jeanne Colard nos 2 et 3, et en août 1723, on y fait la découverte d'une belle veine de charbon, et dès 1724 l'exploitation des mines de Fresnes est fondée.

### Houille grasse à Anzin en 1734
Mais l'exploitation de Fresnes ne fournit que de la houille maigre, propre seulement à la cuisson des briques et de la chaux, qui se vend difficilement et sans bénéfices. Aussi, dès 1725, la Compagnie Desandrouin se livre à de nouvelles recherches pour découvrir la houille grasse, et y dépense, jusqu'en 1732, 163 400 florins (204 750 francs de 1880), sans aboutir. Enfin, elle se reporte en 1733 plus au nord, à Anzin, et y découvre la houille grasse, à la fosse du Pavé, le 24 juin 1734. Il a été creusé alors trente-quatre puits et dépensé 1 413 103 florins.
Jean-Pierre Desandrouin et Pierre Taffin, qui se trouvent alors seuls chargés de l'entreprise, demandent et obtiennent, par arrêt du 29 mars 1735, une prorogation de vingt ans, de leur privilège, pour finir le 1er juillet 1760. Enfin, le 16 décembre 1736, leur privilège est étendu sur les terrains compris entre la Scarpe et la Lys, c'est-à-dire sur une grande partie de l'Artois et de la Flandre.

### Seigneurs hauts-justiciers réclamant leurs droits

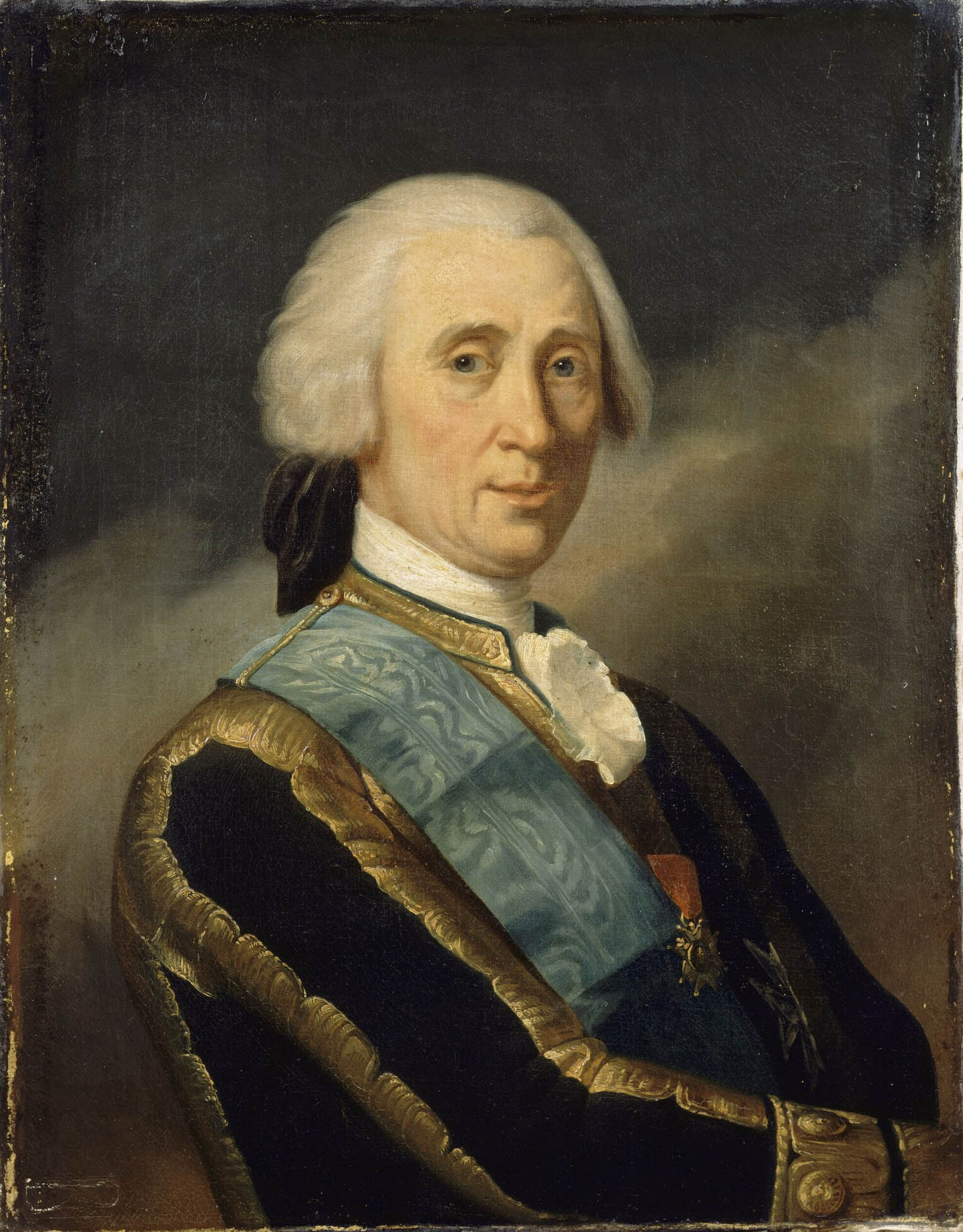
Emmanuel de Croÿ-Solre.

La Compagnie Desandrouin ne jouit pas longtemps de son succès. Elle a eu à compter avec les seigneurs hauts-justiciers qui, selon les chartes et coutumes du Hainaut, sont propriétaires des mines de houille gisant sous leurs hautes-justices, et en ont la libre disposition. Dès 1735, le prince Emmanuel de Croÿ-Solre, à qui appartient la terre de Fresnes, réclame ses droits d'entre-cens. Une convention intervenue le 25 janvier 1737, règle ce droit à une rente annuelle de deux-mille livres.
Il possède aussi, au-delà de l'Escaut, les terres de Condé-sur-l'Escaut et de Vieux-Condé. Des recherches y ont été pratiquées dès 1732, par une Compagnie de Borains, mais sans succès, puis, en 1741 par Pierre Taffin, et en même temps par une Compagnie formée par Jean-Pierre Desandrouin et Cordier, bailli de Condé. Celle-ci ne découvre la houille qu'en 1751, après l'abandon de six fosses creusées inutilement. Elle a fait solliciter la concession par Emmanuel de Croÿ-Solre, qui l'a obtenue en son nom propre, par arrêt du 14 octobre 1749. Un autre arrêt du 21 avril 1751, lui accorde également la concession sur sa Seigneurie d'Hergnies. Le marquis de Cernay François Marie Le Danois, qui possède la terre de Raismes, comprise dans le privilège Desandrouin et Taffin, y a également ouvert des travaux et découvert la houille. Il demande et obtient, par acte royal du 13 décembre 1754, le droit exclusif d'exploitation dans l'étendue de la paroisse de Raismes.

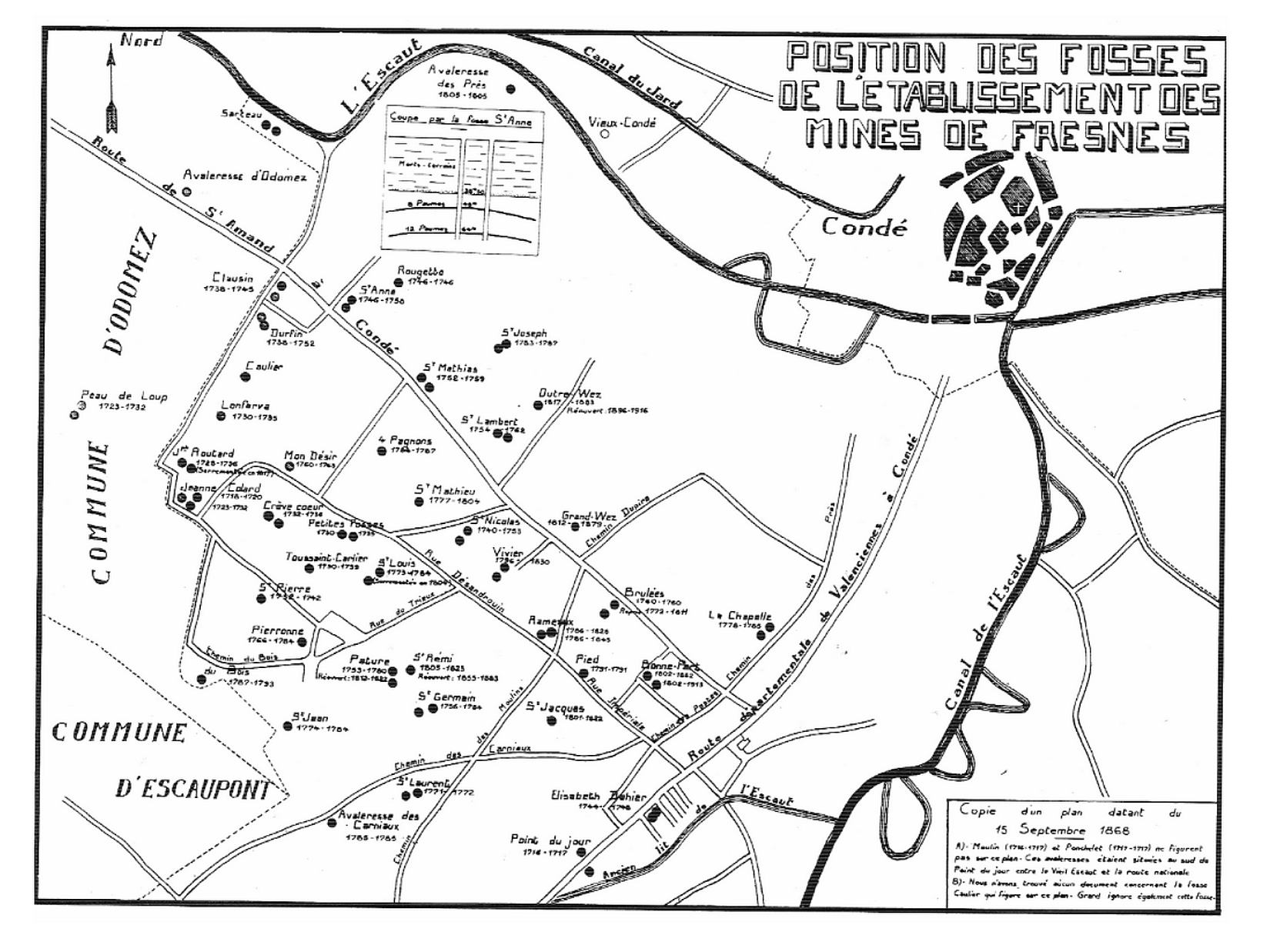
Position des fosses de l'établissement de Fresnes, d'après un plan du 15 septembre 1868.

Les concessions de Croÿ et de Cernay sont perpétuelles, comme s'appliquant à des terres dont ils ont la haute-justice. Emmanuel de Croÿ-Solre revendique aussi la concession de Fresnes, qui n'appartiendrait que jusqu'en 1760 à Jean-Pierre Desandrouin et Pierre Taffin, et un arrêt du Conseil d'État du 16 mars 1756, la lui accorde comme seigneur de cette terre, mais seulement pour trente ans, à partir de l'expiration du privilège Desandrouin.

### État de l'exploitation en 1756
À partir de la découverte d'Anzin, l'exploitation prend un développement considérable, et donne des bénéfices qui dédommagent amplement les inventeurs de leurs avances. De 1735 à 1756, on creuse, à Fresnes-sur-Escaut, vingt puits, dont quatorze utiles, et sur Anzin et Valenciennes quinze, dont neuf utiles. En 1756, la société a neuf fosses servant à l'extraction, et cinq pour l'écoulement des eaux dont quatre avec machines à feu et une avec machine à molettes. Elle produit environ cent-mille tonnes par an. Les travaux sont bien dirigés. Elle occupe 1 500 ouvriers environ, dont mille au fond et cinq-cents au jour. Cent-quatre-vingt chevaux sont employés à l'extraction de la houille.
L'entreprise est en pleine prospérité. Le charbon se vend en 1734 à Valenciennes quinze livres la tonne. La Compagnie Desandrouin met immédiatement ses charbons d'Anzin à douze livres et en 1756, elle les vend en détail à neuf livres et par bateaux ou en gros à huit livres la tonne.

### Constitution de la Compagnie d'Anzin
La lutte entre Desandrouin et Pierre Taffin et Emmanuel de Croÿ-Solre et François Marie Le Danois, marquis de Cernay, est établie et très animée. Elle est funeste à tous, mais surtout aux premiers. Le prince de Croÿ entreprend de réunir les parties rivales en une seule compagnie puissante, et il y réussit avec beaucoup de peines. Le 19 novembre 1757, MM. de Croy, de Cernay, Desandrouin et Taffin. signent un contrat d'association qui constitue et régit jusqu'en 1946 la Compagnie des mines d'Anzin. Par ce contrat, toutes les exploitations et les droits aux concessions sont mis en commun, et les vingt-quatre sols dont se compose la société, sont répartis de la manière suivante : quatre sols pour Emmanuel de Croÿ-Solre, huit sols pour François Marie Le Danois, neuf sols pour la Compagnie Desandrouin et Taffin et trois sols pour la Compagnie Desandrouin et Cordier.

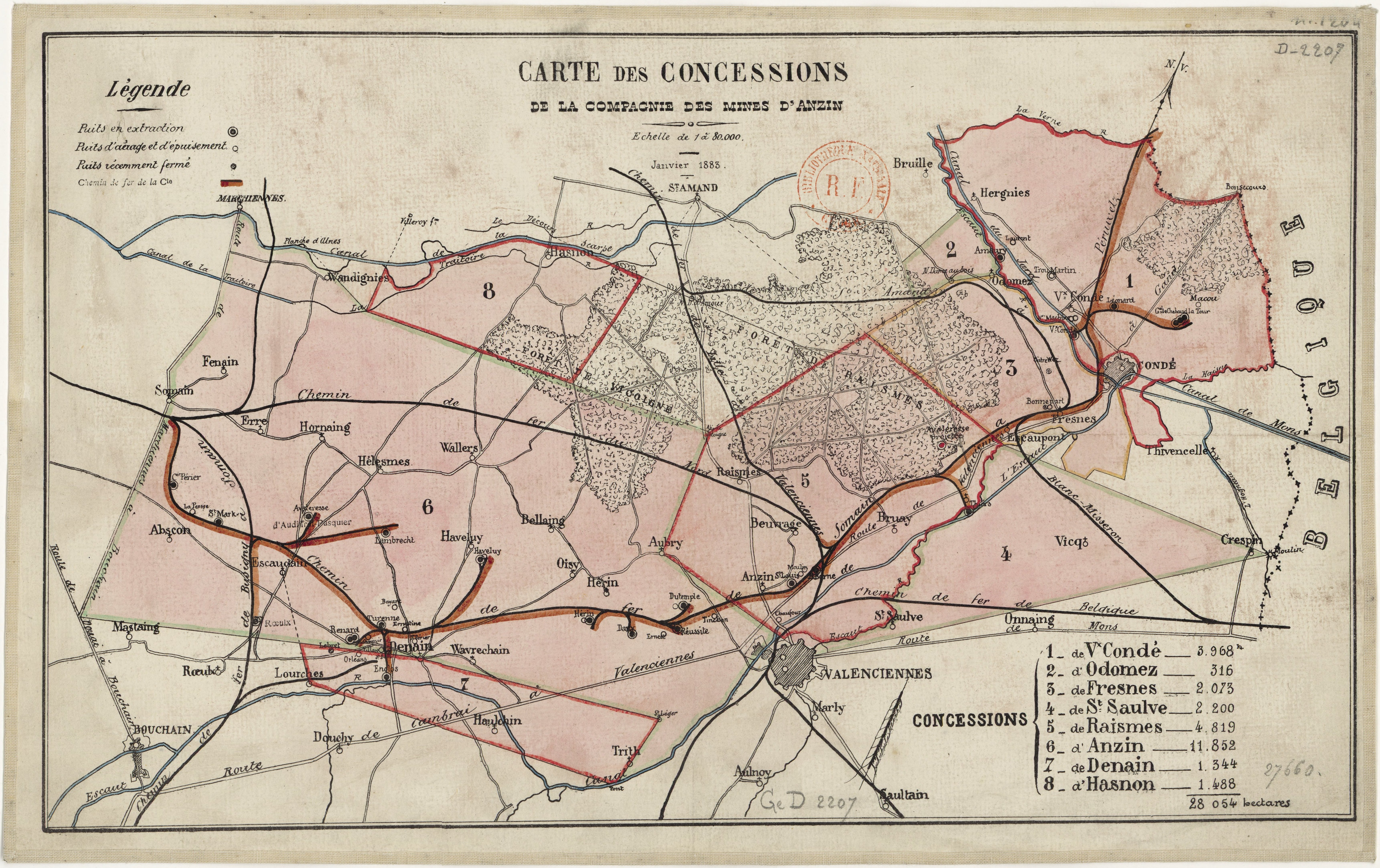
En un peu plus d'un siècle, la Compagnie d'Anzin est parvenue à se rendre propriétaire d'un grand nombre de concessions par rapport aux autres houillères. Ses concessions de Vieux-Condé, Odomez, Fresnes, Saint-Saulve, Raismes, Anzin, Denain et Hasnon s'étendent sur 28054 hectares, comme le montre cette carte de février 1883.

L'administration de la société est confiée à six régisseurs à vie, investis du droit de remplacer ceux d'entre eux qui viendraient à cesser leurs fonctions. Quant aux autres intéressés, ils n'ont d'autres droits que de prendre « connaissance de l'arrêté des recettes et dépenses et de la division qui aura été faite du restant, afin que chacun puisse voir qu'il a tiré ce qui lui revient suivant son intérêt ».

### Étendue de ses concessions
La Compagnie d'Anzin demande, aussitôt sa formation, l'approbation de la réunion des diverses concessions qu'elle possède à la suite des divers apports de ses associés. Un arrêt du Conseil d'État du 1er mai 1759 répond à cette demande, en accordant « aux sieurs prince de Croÿ, marquis de Cernay, vicomte Desandrouin, Taffin et compagnie, leurs hoirs ou ayants-causes, la permission de continuer d'ouvrir et d'exploiter exclusivement à tous autres, pendant l'espace de quarante années, à partir du 1er juillet 1760, toutes les mines de charbon contenues dans le terrain compris entre la Scarpe et l'Escaut et jusqu'à la route de Marchiennes à Bouchain ».
Le privilège ci-dessus est prolongé de trente ans, jusqu'en 1830, par un autre arrêté du 9 juillet 1782, sur la demande de la Compagnie, motivée sur la profondeur de mille pieds, atteinte alors par les puits, et sur la nécessité d'en ouvrir de nouveaux au nord, sur des points où l'on rencontre beaucoup d'eau. Elle cite à l'appui l'échec éprouvé en 1779 et 1780 dans deux puits ouverts à Fresnes, et qu'elle a dû abandonner à dix toises, malgré deux fortes machines mises en mouvement par 420 chevaux, et une dépense de 600 000 livres.
La loi du 28 juillet 1791 a prescrit que « toute exploitation actuellement et régulièrement existante, obtiendrait cinquante ans de durée à partir de 1791, mais serait restreinte à six lieues carrées ». Cette loi a été appliquée à la Compagnie d'Anzin le 6 prairial an IV (25 mai 1796), et il ne lui a été laissé que deux concessions,
celle de Vieux-Condé, au-delà de l'Escaut, qui n'a guère plus d'une lieue carrée, et celle d'Anzin, comprenant Fresnes, réduite à six lieues carrées. Plus tard, la Compagnie d'Anzin réclame contre cette application de la loi de 1791, en se basant sur ce que c'était à tort qu'on avait considéré, comme une seule concession, celle d'Anzin, qui se composait en réalité de trois concessions distinctes : celle de Raisnes conférée au marquis de Cernay, celle de Fresnes accordée au prince de Croÿ, et celle d'Anzin attribuée à MM. Desandrouin et Taffin. Cette demande est accueillie ; le Directoire du département du Nord révoque son arrêté du 6 prairial an IV, et accorda le 28 ventôse an V, à la Compagnie concessionnaire d'Anzin, les concessions entières de Raismes et de Fresnes, dont la délimitation a été arrêtée par le Directoire exécutif de la République le 29 ventôse an VII (19 mars 1799).
La Compagnie d'Anzin reste donc propriétaire des quatre concessions de Vieux-Condé s'étendant sur 3 962 hectares, Anzin sur 11 852 hectares, Fresnes sur 2 073 hectares et Raismes sur 4 819 hectares, soit un ensemble de 22 706 hectares.

### Travaux et produits de 1757 à 1791
La Compagnie d'Anzin développe beaucoup ses travaux d'exploitation, ouvre de nombreuses fosses à Anzin, à Fresnes-sur-Escaut et à Vieux-Condé, et devient une entreprise très prospère jusqu'au moment de la Révolution. Ainsi, en 1791, elle a vingt-huit puits pour l'extraction, dont trois en souffrance, et neuf pour l'épuisement et l'aérage, soit un ensemble de trente-sept puits. Elle possède douze machines à vapeur pour l'épuisement fixe et le passage des niveaux. La première a été établie en 1732. Dès 1783, elle occupe plus de trois-mille ouvriers. Sa production annuelle s'élève de 1779 à 1783 à 237 500 tonnes, et elle atteint vers 1790, trois-cent-mille tonnes. La Compagnie écoule facilement ses charbons au prix de 8,50 à 9,50 francs la tonne, de 1780 à 1785, et de 9,50 à dix et douze francs de 1785 à 1790. Quoique ces prix paraissent assez bas, ils sont très rémunérateurs, parce que l'extraction se fait à peu de frais. Le salaire de l'ouvrier mineur n'est que de quatorze sous et six deniers en 1715, vingt sous en 1784 et vingt-deux sous et six deniers en 1791.
D'après Édouard Grar, « vers 1771, le sol rapportait plus de douze-mille florins (quinze-mille livres), ce qui donne, pour les vingt-quatre sols, 360 000 livres, ou au moins deux francs à la tonne. De 1764 à 1784, la moyenne des bénéfices a été de 481 903 livres ».
En 1779, les bénéfices répartis sont de 700 075 livres, soit pour une extraction de 237 500 tonnes, 2,95 francs par tonne. D'après le préfet Dieudonné, les bénéfices de l'année 1789 s'évaluent ainsi : la vente de 250 000 tonnes représente 3 125 000 francs, soit 12,50 francs la tonne, la consommation de 300 000 tonnes estimées revient à 270 000 francs, soit 12,50 tonnes, l'extraction de 280 000 tonnes vaut 3 395 000 tonnes, soit 12,12 francs. Les salaires de quatre-mille employés et ouvriers reviennent à 1 100 000 tonnes (3,92 francs la tonne), les bois et étançons, 40 000 stères, à 300 000 francs (1,07 franc), la consommation de charbon, 30 000 tonnes, à 270 000 francs (0,97 franc), l'entretien et les achats de chevaux, machines et ustensiles, à 593 300 tonnes (2,12 francs), soit un total des dépenses de 2 263 300 tonnes, soit 8,08 francs la tonne. Le bénéfice est donc de 2 263 300 francs, soit 8,08 francs la tonne.
D'un registre écrit de la main du marquis de Cernay, et déposé au district de Valenciennes, il résulte que « le marquis de Cernay, propriétaire de deux sols un denier et cinq dix-neuvièmes de denier, a reçu pour sa part dans le profit des mines d'Anzin, année commune, depuis 1764 jusqu'en 1783, 47 474 livres, soit environ 1 876 livres par denier ». Ainsi, dans les vingt années de 1764 à 1783, la répartition annuelle moyenne aux 288 deniers de la compagnie aurait atteint 540 000 francs. Le denier se vend 33 250 livres en 1781, ce prix correspond à un capital de 9 576 000 livres.
C'est à la Compagnie Desandrouin qu'on est redevable de l'invention du cuvelage avec picotage, qui a été appliquée pour la première fois à Fresnes en 1720. C'est à elle aussi qu'on doit l'application de la première machine à vapeur, en 1732, pour l'épuisement des eaux. L'extraction du charbon se fait au moyen de machines à mollettes, mues par des chevaux.

### Autres travaux de recherches
Alors que les sociétés antérieures à la Compagnie des mines d'Anzin et celle-ci commencent à exploiter la houille, d'autres sociétés ont effectué des recherches.
En 1732, une compagnie de Borains (des Belges des environs de Mons), entreprend une fosse dans le bois de Condé, et l'abandonne dans le tourtia à la rencontre d'une source abondante. Une Compagnie s'établit en 1731 dans la vallée de la Sambre, à Jeumont, puis à Berlaimont, à Sassegnies et à Landrecies, et dépense des sommes assez considérables sans résultat. En 1782, le sieur Honnet obtient un privilège pour fouiller et extraire la houille pendant vingt-cinq ans, dans les terrains situés entre Bavay, Le Quesnoy, Maubeuge et Landrecies. La Compagnie Honnet exécute, à Aulnoye, deux puits de recherches qui ont poussé, dit Poirier-Sainte-Brice, jusqu'à cent-vingt ou cent-trente pieds, et où l'on a prétendu avoir trouvé la houille. À Saint-Remy-Chaussée, en 1783, le sieur Deulin pousse jusqu'à environ cent-cinquante pieds l'approfondissement d'une fosse et prétend y avoir trouvé le charbon. Il obtient le 26 mai 1786 le privilège exclusif d'exploiter pendant vingt ans les mines des environs de Landrecies et Maubeuge, mais les travaux ont été abandonnés à la Révolution. En 1756, des tentatives ont été faites à Villers-Pol et à Orsinval. La Compagnie Martho, après son insuccès de Saint-Saulve, en 1778, se reporte sur Villers-Pol et Sepmeries, où des puits creusés trouvent, au-dessous du tourtia des terrains rouges et des eaux abondantes. Le sieur Colins, seigneur de la terre de Quiévrechain, exécute de 1785 à 1787, six sondages dans les bleus, et ouvre sur, la route de Valenciennes à Mons une fosse qu'il abandonne dans le premier niveau des eaux.
Antérieurement à 1756, des recherches dispendieuses ont été faites à Poix et à Prémont près Valincourt. Le sieur Godonesche, après plusieurs forages poussés à deux-cents pieds jusqu'au rocher, entreprend en 1782, au Moulin de Lesquin, près de Lille, deux fosses, là même où, en 1739, la Compagnie Desandrouin avait déjà ouvert un puits poussé à vingt-huit toises. Il y a dépensé près de 90 000 livres et a obtenu, en 1783, une concession de la Scarpe à la Lys. Il abandonne ses travaux sans résultat en 1785.
En 1786, le sieur Sehon Lamand, fait de nombreux sondages de trente à trente-huit toises, dont l'un, à Warlaing, atteint le rocher à 186 pieds. Il ouvre une fosse qui traverse le sable mouvant, mais ne dépassa pas quarante-neuf pieds. Il obtint une concession en 1787.
Une Compagnie, Willaume Turner, plus tard Havez-Lecellier, s'est formée à Valenciennes en 1746, pour l'exploitation de la houille dans les environs de Mons. Elle n'a pas réussi, et elle vient, en 1752, s'établir à Marchiennes, où elle creuse un puits qui ne tarde pas à être abandonné à cause des niveaux d'eau et des sables mouvants qu'on y a rencontrés. Elle transporte son matériel à Esquerchin, au-delà de Douai, puis dans l'Artois, où elle exécute avec une grande persévérance de nombreux travaux. Toutes ces sociétés ont échoué dans leurs recherches.

### Société de Mortagne
Le 18 juillet 1749, diverses personnes de Saint-Amand-les-Eaux et de Tournai s'associent pour tirer de la houille dans la seigneurie de Mortagne, appartenant au comte de Montboisier, qui leur a cédé ses droits. Elles ouvrent une première fosse à Flines, qui est abandonnée à vingt-huit toises, puis une seconde à Notre-Dame-aux-Bois qui a été arrêtée par une défense de l'Intendant, parce qu'on craignait qu'elle ne nuise aux eaux thermales de Saint-Amand. Une troisième fosse est ouverte en 1751, près d'Odomez. On y trouve le charbon, mais en si petite quantité, qu'on a reconnu l'impossibilité de l'extraire avec profit. La Compagnie a dépensé des sommes considérables, et après ce dernier insuccès d'Odomez, elle entre en liquidation.
Une deuxième compagnie se reforme en 1760, avec le concours de Christophe Mathieu, et ouvre deux fosses à Wiers (Belgique), et deux autres à Bruille. Elle a été obligée de les abandonner à cause de l'abondance des eaux. Elle fait creuser deux autres fosses, en 1772, à Odomez et à Notre-Dame-aux-Bois en 1766, mais sans plus de succès, et la société est dissoute.
En 1773, la Société de Mortagne se reforme avec l'adjonction de nouveaux actionnaires. Elle ouvre une fosse à Forest (Notre-Dame-aux-Bois), qu'elle abandonne à cause du terrain mouvant, puis successivement trois autres fosses sur Bruille, qu'elle abandonne également en 1775, à la suite des difficultés d'épuiser les eaux. Elle reprend ensuite la fosse abandonnée en 1750, à Notre-Dame-aux-Bois, et y découvre une passée dans laquelle on a suivi une galerie sur vingt-neuf toises. Enfin, en 1776, tous les travaux sont suspendus. Des associés demandent alors à faire abandon de leurs mises, afin d'être exemptés des dépenses à venir. La Compagnie de Mortagne a ouvert onze puits. L'ingénieur Martho, dans un rapport du 28 mars 1787, dit que dans trois des fosses dont il vient d'être parlé, on a reconnu des petites veines, dans une quatrième « un rocher étranger connu sous le nom de canestel, dont les eaux ont, non seulement submergé la fosse, mais même rejailli au jour, et étaient sulfureuses comme celles de Saint-Amand ». Il conclut de ces faits « que le terrain brouillé reconnu aux trois premières fosses est un cran qui interrompt la marche des veines du Vieux-Condé ; que ces veines se détournent, soit au Sud, soit au Nord », et les découvertes de la Compagnie des mines de Vicoigne, en 1839, sont venues confirmer ses prévisions.

### Recherche et découverte de la houille à Saint-Saulve

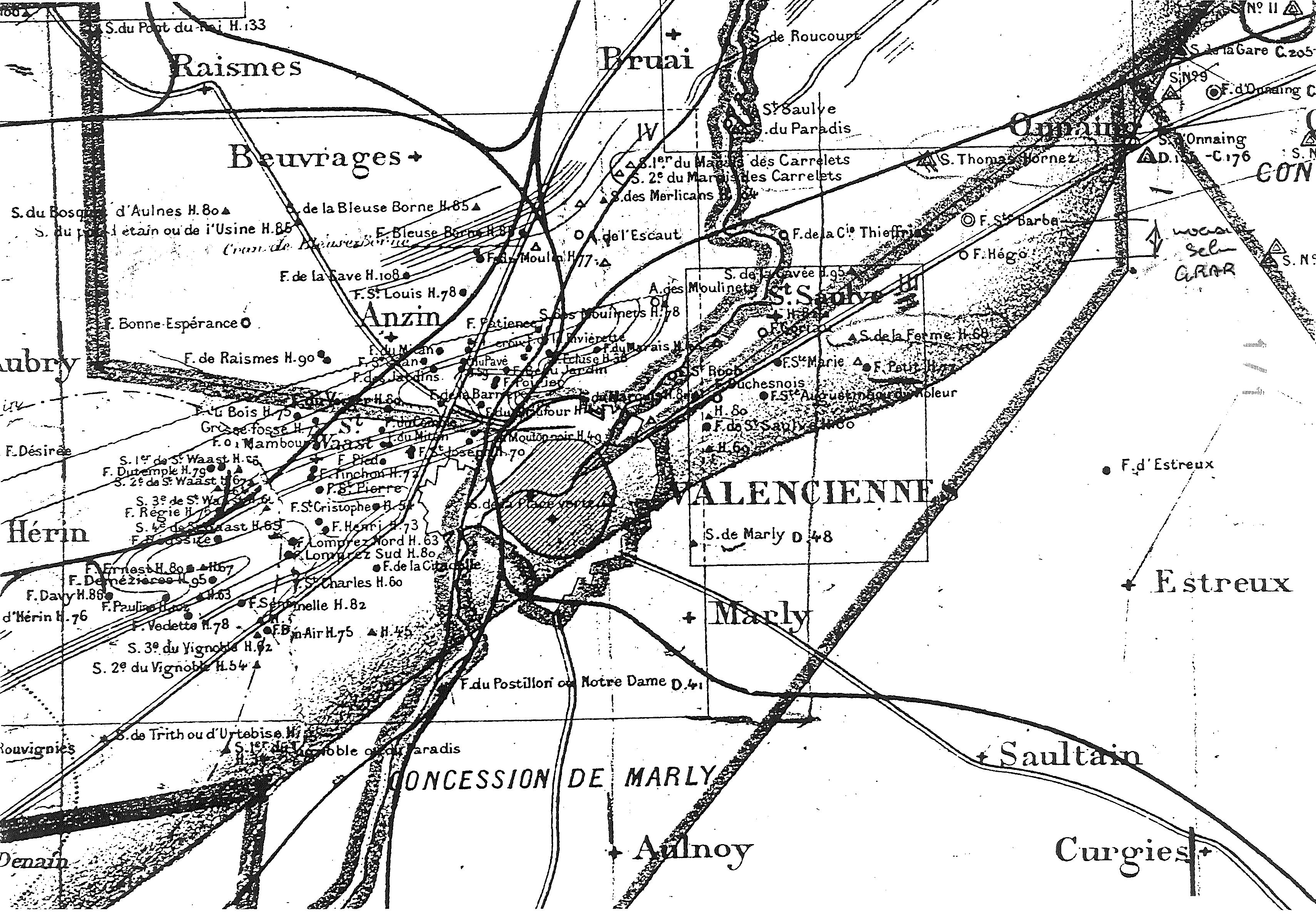
La Société Martho et les compagnies suivantes ont ouvert un grand nombre de fosses au sud de la route reliant Valenciennes à Mons, mais peu ont été productives.

Le 16 septembre 1770, le sieur Martho, ingénieur, obtient pour lui et sa compagnie, la concession pour trente ans des terrains situés entre l'Escaut et la rivière du Honneau, depuis Valenciennes jusqu'à Crespin. Les travaux sont commencés immédiatement à Saint-Saulve, où la fosse Sainte-Marie trouve une première veine de quarante-neuf centimètres d'épaisseur, le 13 février 1773, puis une seconde de 1,21 mètre, en mars 1774, L'exploitation est commencée depuis un an, lorsqu'un incendie réduit en cendres tout leur établissement en avril 1774.
Une deuxième fosse, Sainte-Augustine, a été ouverte également en 1770. On y découvre aussi des veines de charbon, mais irrégulières et pauvres. Ces deux puits sont abandonnés en 1778, à 93 mètres de profondeur, leur exploitation ne donnant que de mauvais résultats. Outre les fosses dont il vient d'être parlé, diverses tentatives sont faites par la société de 1770 à 1778 par puits et sondages, mais inutilement. La Compagnie a dépensé des sommes énormes et sans résultat. Elle essaye, en 1778, de creuser des fosses à Villerspol et à Sepmeries, et n'y trouve que le terrain rouge. En 1789, de nouveaux intéressés qui avaient acheté les parts des anciens, ont fait une nouvelle tentative à Saint-Saulve. Deux puits sont creusés près de l'Escaut, l'émigration les fait abandonner.

### Compagnie des mines d'Aniche

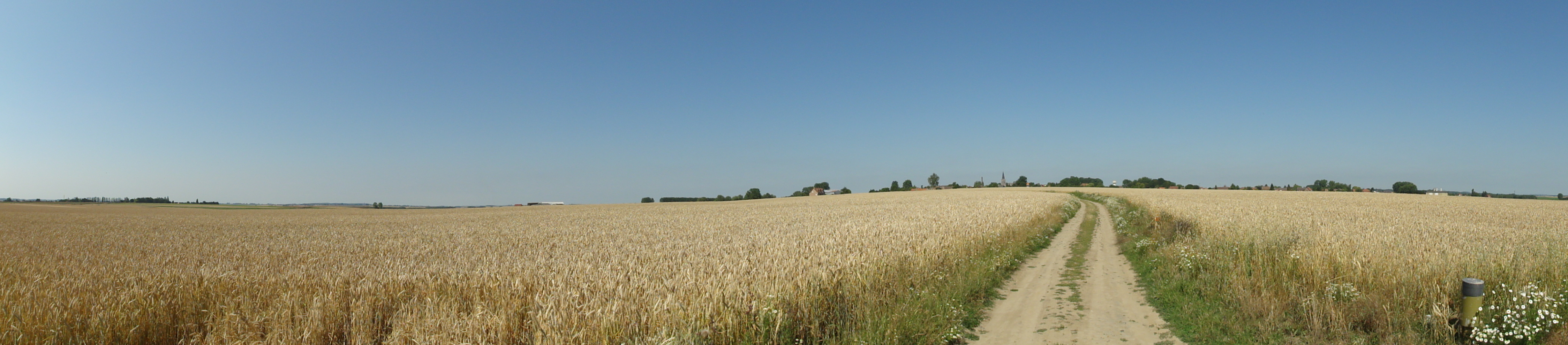
C'est dans ce champ que les deux premiers puits de la future Compagnie d'Aniche ont été commencés, en 1773.

Le marquis de Traisnel, Claude-Constant Juvénal d'Harville des Ursins, qui passe une partie de l'année dans son château de Villers-au-Tertre, a obtenu, le 10 septembre 1773, la permission d'exploiter pendant un an, les mines de charbon dans ses terres de la Chatellenie de Bouchain. Dès le 11 novembre de la même année, il constitue une Compagnie, dont les statuts, sans aucune modification, sont encore en vigueur dans les années 1880.
Le fonds social est de vingt-cinq sols ou trois-cents deniers, dont deux sols six deniers ne faisant pas fonds, attribués au marquis de Trainel et autres, et ne devant toucher que moitié des dividendes distribués, jusqu'à ce que la moitié, ainsi retenue, soit égale au versement effectué par chaque denier faisant fonds. La gestion de la société est confiée à huit directeurs, non compris le marquis de Traisnel et se remplaçant entre eux. Tous les intéressés connus peuvent user du droit d'avoir inspection des comptes de la compagnie au bureau et sans déplacer.

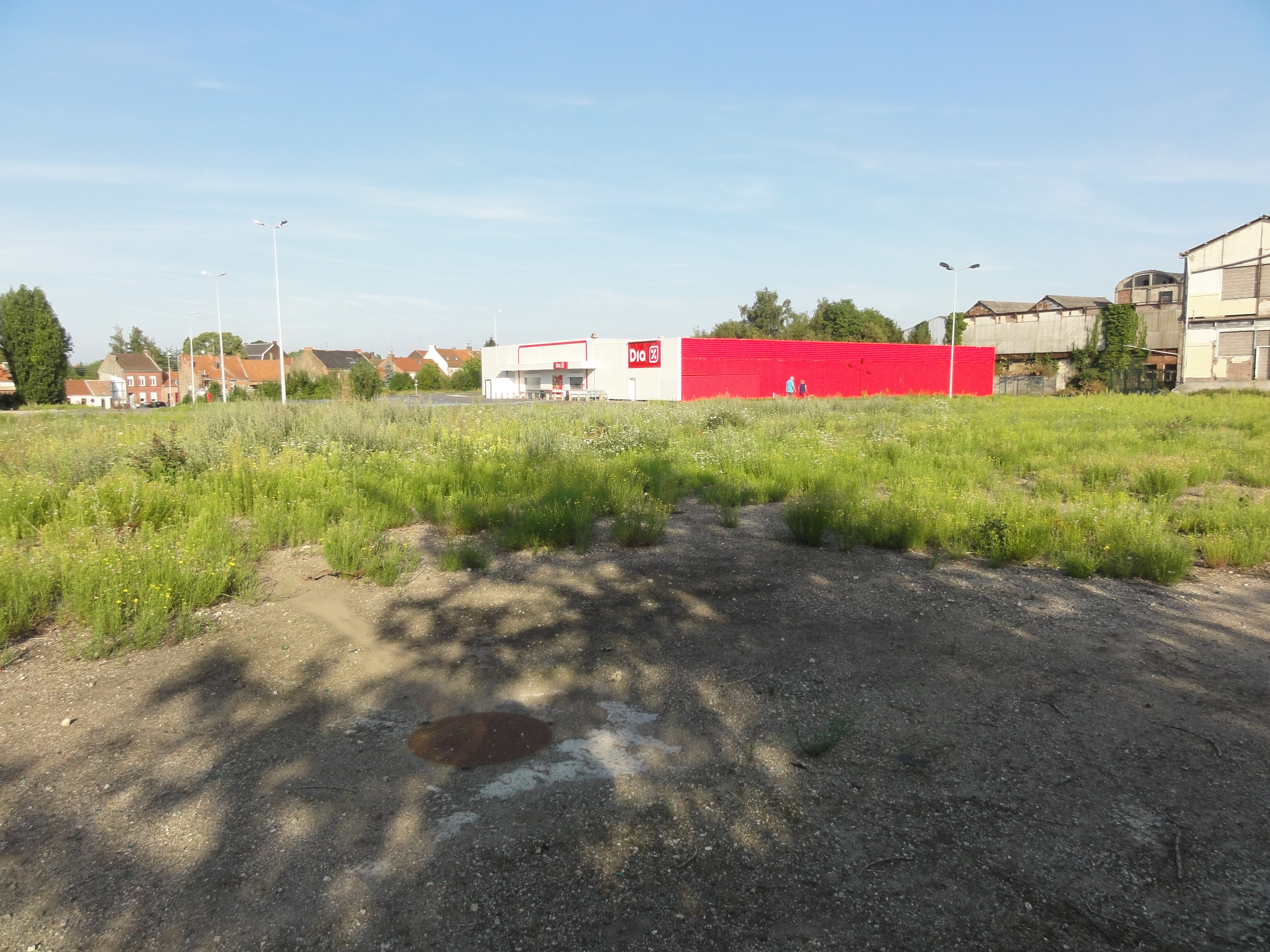
Le puits Sainte-Catherine dans son environnement, le 31 juillet 2011.

Les travaux commencent par un sondage établi à l'angle du bois de Fressain, où l'on ouvre, fin 1773, deux fosses, dite fosse de Fressain, après avoir fait « opérer différents tourneurs de baguettes ». Elles ont été abandonnées dans le courant des l'année 1774, et le matériel est transporté à Monchecourt, où l'on ouvre une fosse du même nom qui a atteint le rocher, dans lequel on exécute deux galeries au nord et au midi. Ces galeries donnent de l'eau et la fosse est abandonnée en 1777.
La Compagnie reporte ses travaux plus au nord, à Aniche, où elle ouvre deux fosses, Saint-Mathias et Sainte-Catherine. C'est dans cette dernière que la houille est découverte dans la nuit du 11 au 12 septembre 1778. Enfin, deux nouvelles fosses, Saint-Laurent et Sainte-Thérèse, ont été creusées en 1779. L'exploitation commence en 1780. Mais les veines ne sont guère exploitables, et dès la fin de 1781, le découragement s'est emparé des sociétaires. Cependant on rencontre quelques veines meilleures, mais le charbon n'est pas très pur et on le vend difficilement.
En 1786, on abandonne les deux fosses, Sainte-Thérèse et Saint-Laurent, comme improductives. La machine à feu montée en 1780 sur la dernière fosse ne fonctionnant plus, les eaux envahissent et inondent les travaux de Saint-Mathias et de Sainte-Catherine, et l'entreprise est considérée comme perdue. Les anciens directeurs ont donné leur démission. Leurs remplaçants établissent plus au nord, deux nouvelles fosses, Saint-Waast et Sainte-Barbe, qui heureusement ont rencontré des veines meilleures. Leur exploitation fournit en 1789, 3 831 tonnes et en 1791, environ six-mille tonnes.

### Révolution et invasion des Autrichiens

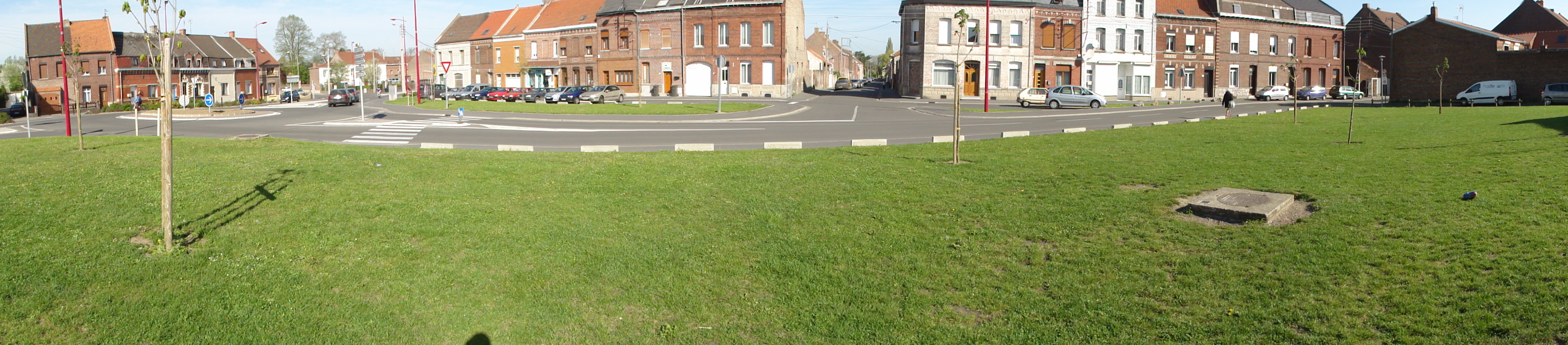
Des fosses comme Sainte-Barbe - Saint-Waast à Aniche ont été abandonnées durant l'invasion des Autrichiens, ceci a donc conduit à leur ennoyage.

La Révolution française et l'invasion du pays par les Autrichiens en 1793 sont venues changer complètement les conditions de la nouvelle industrie houillère qui avait été créée par des hommes courageux et persévérants. Non seulement toutes les entreprises de recherches ont été arrêtées, mais à Anzin et à Aniche, les ouvriers ont été dispersés, les magasins pillés, les puits abandonnés et les travaux souterrains inondés. De 1793 à 1795, ces établissements ont été pour ainsi dire laissés dans un complet abandon.
La plupart des sociétaires d'Anzin et d'Aniche ont émigré. Leurs parts d'intérêt ont été confisquées par la République, qui s'est substituée à leurs droits, et dont les agents interviennent dans la gestion des entreprises. Il fallait de l'argent pour réparer les désastres de la guerre et restaurer les établissements dévastés. L'État n'est guère en mesure d'en fournir. Aussi, le 17 frimaire an III, l'Assemblée Nationale publie un décret qui autorise « les citoyens intéressés dans les établissements de commerce ou manufactures, dont un ou plusieurs associés avaient été frappés de confiscation, à racheter de la Nation les portions confisquées sur leurs sociétaires, à la charge d'entretenir ces établissements en activité et de demeurer seuls soumis aux dettes sociales ».
Des experts ont été chargés d'estimer la valeur des établissements et de déterminer la proportion qui revient à la Nation pour les parts d'intérêt qui lui appartiennent du chef des émigrés. Pour Anzin, le procès-verbal des experts du 9 pluviôse an III, établit premièrement que liquidation faite de l'actif et du passif, l'excédant de l'actif est de 4 205 337 livres seize sols neuf deniers, et deuxièmement, que les parts confisquées par l'État sur les propriétaires émigrés s'élèvent à quatorze sols un denier et douze dix-neuvièmes de denier, dont la valeur est de 2 418 505 livres dix-huit sols cinq deniers. Les sociétaires non émigrés ne sont pas en mesure de racheter les portions confisquées, M. Desandrouin s'en charge pour son compte particulier, sauf à rétrocéder, comme il l'a fait, le bénéfice de sa faculté de rachat à des capitalistes dont la fortune est en état de faire face au payement du prix qui en reviendrait à la nation et à la restauration de l'entreprise commune. Un arrêté, du Directoire du district de Valenciennes du 23 prairial an III, donne « acte de cession et d'abandon aux sieurs Desandrouin et Renard, directeur de la compagnie, de toutes les parts dévolues à l’État, dans la société des mines d'Anzin, moyennant la somme de 2 418 506 livres dix-huit sols cinq deniers, payable en assignats ».
À Aniche, la situation est bien mauvaise. Le procès-verbal d'estimation des experts constatait, premièrement, que le passif s'élève à 766 662 livres dix-huit sols onze deniers, deuxièmement, que l'actif n'est que de 344 079 livres, troisièmement, que par suite, le passif dépasse l'actif de 477 583 livres dix-huit sols onze deniers, quatrièmement, que les parts d'intérêt des émigrés ou absents sont de onze sols neuf deniers et demi, et cinquièmement, que la République, représentant les sociétaires émigrés ou absents, doit supporter dans la masse du passif pour les intérêts respectifs desdits émigrés ou absents 233 397 livres neuf sols dix deniers. Les associés restés en France, hésitent beaucoup à se charger des parts d'intérêt confisquées par la République sur leurs co-intéressés. Ils s'y décident cependant, mais à contre-cœur et pour sauver l'entreprise. Un arrêté du district de Douay du 22 fructidor an III (septembre 1795) « donne aux associés de l'extraction du charbon de terre aux fosses d'Aniche, acte de cession et d'abandon de toutes les propriétés de cet établissement, à la charge par eux, d'acquitter la totalité des créances qui existent à sa charge, ainsi que de l'entretenir en activité ». L'assemblée générale du 15 pluviôse an VIII (4 février 1800) décide d'offrir aux émigrés ou à leurs parents de rentrer dans la possession de leurs parts d'intérêts. Six mois s'étant écoulés sans qu'aucun intéressé eût accepté l'offre qui lui était faite, l'assemblée générale du 15 pluviôse an VIII (septembre 1800) procède au partage des intérêts des émigrés et de ceux retraits et abandonnés à la compagnie, entre les intéressés faisant fonds en proportion de leur intérêt. Chaque denier reçoit dans ce partage un et deux tiers de denier.
Lorsque les émigrés rentrent en France, ils réclament leurs parts d'intérêts confisqués par la République, de nombreux procès s'engagent à ce propos, mais toujours les tribunaux ont reconnu comme parfaitement légaux les cessions et abandons de la Nation. Cependant, plusieurs anciens sociétaires d'Anzin, mécontents de voir repousser leurs réclamations, s'associent à une compagnie, dite Lasalle, qui s'est formée en l'an XII pour revendiquer une partie des concessions de la compagnie d'Anzin, en se fondant sur ce que celle-ci avait encouru la déchéance par l'inexécution de la loi du 28 juillet 1791, prescrivant la réduction des concessions à une superficie maximale de six lieues carrées. Cette compagnie Lasalle compte parmi ses membres, plusieurs généraux de l'Empire qui jouissent d'une grande influence. Toutefois, une décision du Conseil d’État du 27 mars 1806, reconnait la légitimité des droits de la Compagnie d'Anzin.
D'un autre côté, les régisseurs de cette dernière compagnie, voulant mettre fin aux réclamations de ses anciens sociétaires émigrés, prennent à la date du 1er juin 1806, la délibération suivante : « premièrement, il sera acheté trois sols, lesquels serviront à indemniser les familles dont les intérêts ont été confisqués ; deuxièmement, pour cette acquisition, il sera prélevé 800 000 livres en quatre ans, sur les caisses de la compagnie... ». Et en effet, en 1807, au moyen de l'achat de ces trois sols, il a été réparti à chaque associé émigré, le quart des parts d'intérêts qui avaient été confisquées par la Nation, « à titre de compensation, règlement et forfait, sur les prétentions qu'il se croyait fondé à élever contre la compagnie, à raison de l'intérêt dont lui ou ses auteurs avaient joui, et en renonçant à pouvoir jamais contester aucune des opérations qui ont eu lieu dans le sein de la société ».
Cette restitution donne lieu plus tard, à un procès entre la compagnie Lasalle et les émigrés qui s'étaient associés à elle, sous la condition de partager par moitié, les résultats des revendications poursuivies contre la compagnie d'Anzin, soit par l'obtention de partie de ses concessions, soit par l'obtention d'indemnités. Le procès a été jugé en faveur des émigrés, le 14 juillet 1846. À Aniche, avant le partage de l'an VIII, on a offert aux familles d'émigrés de reprendre leurs parts d'intérêts mais aucune d'elles n'a accepté cette offre. Plus tard, lorsque l'entreprise a donné quelques résultats, plusieurs réclamations ont été adressées à la compagnie par les enfants d'émigrés pour obtenir la restitution des parts d'intérêts possédées par leurs auteurs. Des jugements du Conseil de Préfecture de 1811 et des tribunaux civils de 1825 et de 1867, déclarent ces réclamations non recevables.

### Période de 1800 et 1815
L'annexion des exploitations belges à la France, le ralentissement du mouvement industriel pendant les guerres de l'Empire s'opposent à tout développement de l'industrie houillère. Ainsi, de 1800 à 1815, la production reste comprise entre 200 000 et 220 000 tonnes pour Anzin et entre 15 000 et 25 000 tonnes pour Aniche, soit un ensemble de 215 000 et 245 000 tonnes. Pendant cette période, la compagnie d'Anzin réalise des bénéfices d'une certaine importance, mais qu'il est impossible de préciser. Seulement, en 1806, le rachat de trois sols est estimé à huit-cent mille livres, soit deux-cent-soixante-six mille livres le sol, ou vingt-deux mille francs le denier. Ce prix représente à 5 % un revenu de 1 100 francs par denier et pour 288 deniers, un dividende annuel de 316 800 francs, correspondant à un franc et cinquante centimes par tonne de houille extraite.
L'exploitation d'Aniche a acquis un peu plus d'importance. Cinq fosses y sont en activité en 1810. Quelques bénéfices ont été réalisés, et trois dividendes sont distribués, un premier de 20,57 francs par denier en 1805 et deux autres de cent francs en 1813 et 1814. Le denier qui s'est vendu en 1797, quatre-vingt-trois livres, en numéraire, est monté à trois mille francs en 1800, puis il est descendu à deux mille francs en 1809 et à mille quatre-cents francs en 1814.

### Première machine à vapeur d'extraction
L'extraction de la houille s'opère jusqu'au commencement de ce siècle, au moyen de baritels à chevaux, et par conséquent est fort limitée par chaque fosse, sous le triple rapport de la vitesse, de la capacité des tonneaux et de la profondeur.
En 1801, la Compagnie d'Anzin applique à Fresnes-sur-Escaut, pour la première fois, la machine à vapeur à tirer le charbon, nouvellement inventée par Jacques-Constantin Périer. La Compagnie d'Aniche suit son exemple et en août 1803, une machine de Périer fonctionnait sur l'un de ses puits. Vers la même époque, on monte à Anzin, la première machine d'épuisement de Watt, dans laquelle la condensation se fait en dehors du cylindre à vapeur, au lieu de se faire à l'intérieur comme dans la machine Newcomen.

### Période de 1815 et 1830
| Année | Anzin   | Aniche | Ensemble |
| ----- | ------- | ------ | -------- |
| 1820  | 252 800 | 25 000 | 277 800  |
| 1825  | 318 700 | 33 400 | 352 100  |
| 1830  | 392 800 | 38 900 | 431 700  |

Après la chute de l'Empire et la cession de la Belgique à la Hollande, le Gouvernement de la Restauration rétablit les droits à l'entrée des houilles étrangères en France. Ce droit est fixé à trois francs par tonne pour les importations par terre et à six francs pour les importations de la mer à Baisieux, plus le décime de guerre. Le rétablissement de ce droit permet aux houillères du Nord, de développer leur exploitation.
La compagnie d'Anzin ouvre de nombreux puits, développe ses travaux et les étend sur des territoires qui, jusqu'alors n'ont pas été explorés. C'est ainsi qu'elle entreprend l'épuisement du torrent, un lac souterrain rempli de sables et d'eau qui existe au-dessous du tourtia, entre Saint-Waast (un hameau de Valenciennes) et Denain, et qui s'oppose jusqu'alors au creusement des puits dans cette région. De 1819 à 1822, elle prépare le drainage de ce lac, par une longue galerie, puis elle en attaque résolument l'épuisement par huit fosses munies de machines d'exhaure, et en 1826, le torrent est franchi, quoique non épuisé, et les fosses nouvelles commencent à donner des produits. En même temps, elle ouvre un puits à Abscon, La Pensée, à l'extrémité occidentale de ses concessions, vers Aniche, et y atteint la houille en 1822. Un sondage établi à Denain en 1826, constate l'absence du torrent, on y ouvre un puits, qui découvre la houille en 1828.
Diverses améliorations sont apportées de 1815 à 1830, au matériel d'exploitation, à Anzin ainsi qu'à Aniche. Aux machines Constantin Périer de huit à dix chevaux, à basse pression avec chaudières à tambour en tôle de cuivre, on substitue des machines Woolf avec détente et condensation, de douze à seize chevaux, avec chaudières et bouilleurs en fonte. Le tambour avec câble rond est remplacé par des bobines avec câbles plats, qui équilibrent le travail du moteur, et permettent d'atteindre de plus grandes profondeurs avec des vases de plus grande capacité.
Le transport souterrain s'est effectué jusqu'alors dans de petits coffres armés de patins et glissant sur le sol, des esclittes. Vers 1825, on installe les premiers petits chemins de fer dans les galeries, à voie de quarante centimètres, sur lesquels roulent des chariots à roues à gorge. Les puits sont à l'origine de formes carrées et sont revêtus sur toute leur hauteur, par des cadres en bois, jointifs et calfatés dans le niveau. Ils ont deux mètres de côté. Vers 1810, on adopte la forme circulaire. Le niveau est cuvelé en madriers de chêne, disposés suivant un polygone de huit, puis de dix côtés. Sur le reste de la hauteur, le puits est maçonné en briques. Le diamètre est de 2,66 mètres. Aux machines primitives de Newcomen, on a déjà depuis 1800 substitué les machines à condenseur extérieur de Watt et de Bolton.
Tous ces perfectionnements ont apporté dans l'exploitation des améliorations qui se traduisent par des réductions du prix de revient. Le salaire des ouvriers a bien augmenté, mais il est encore peu élevé et le prix de base de la journée du mineur n'est encore que d'un franc et cinquante centimes. D'un autre côté, le prix de vente a augmenté à la suite du rétablissement du droit de trois francs par tonne sur les houilles belges. Il est passé de 13,40 francs, prix de 1817 à quinze et seize francs. Ainsi, de 1815 à 1830, le prix de revient baisse, le prix de vente hausse et la production augmente. Par suite, les bénéfices de la Compagnie d'Anzin s'accroissent dans une proportion considérable. Les renseignements manquent sur l'importance des dividendes répartis dans cette période, mais il est avéré que la compagnie a consacré alors de fortes sommes à développer ses travaux, qu'elle a fait de grandes acquisitions de terrains, et pris de gros intérêts dans les sociétés qui se sont chargées de l'amélioration des voies navigables existantes, et de l'établissement de nouveaux canaux dans la région du Nord. C'est évidemment sous la Restauration qu'Anzin a commencé à constituer les fortes réserves qui lui ont permis de se maintenir à la tête des plus puissantes houillères du monde. En 1828, elle achète même le charbonnage du Nord du Bois de Boussu en Belgique. Elle y dépense des sommes importantes pour le mettre en exploitation, mais en pure perte, et elle le rétrocède à une société belge. Le denier que l'on rachetait en 1806 à vingt-deux mille francs était monté à quatre-vingt-dix mille francs, prix obtenu dans une vente faite à Paris.
Au commencement de 1810, la Compagnie des mines d'Aniche a cinq puits en activité, dont trois d'extraction et deux d'épuisement. Sa production est de vingt-quatre mille tonnes. Elle oscille entre vingt-huit et trente mille tonnes jusqu'en 1819. Un sixième puits avait été creusé en 1815. Il a présenté de sérieuses difficultés et a coûté beaucoup d'argent. La situation de l'entreprise est des plus précaires et les sociétaires fort découragés. Aussi, des négociations ont été engagées avec la Compagnie d'Anzin, soit pour une association, soit pour une vente de l'établissement. Anzin demandais l'abandon de la moitié des actions, la direction exclusive, et se chargerait de verser et d'employer trois-cent mille francs en travaux, ou bien l'acquisition de toute l'entreprise à un prix à débattre, et fixé par les directeurs d'Aniche à 1 350 000 francs, montant de son inventaire, et cinq-cent mille à six-cent mille francs par Anzin. Les négociations n'ont pu aboutir. Cependant, les années suivantes ont donné quelques bénéfices, et on a pu répartir trois dividendes en 1823, 1825 et 1826, deux de cent francs et un de soixante-six francs par denier. Seulement, deux de ces dividendes ont été donnés en vieux charbon qui encombrait les terrils et dont les sociétaires n'ont tiré qu'un mauvais parti. Aussi en 1827, de nouvelles négociations ont été ouvertes pour céder l'établissement à des capitalistes qui en offraient cinq-cent-mille francs ou 1 800 francs aux 2 700 deniers en circulation et ayant réellement versé 3621. Mais deux sociétaires ont refusé leur acquiescement à cette cession, et ce refus a suffi pour empêcher sa réalisation.

### Révolution industrielle
Le mouvement industriel qui s'est produit sous la Restauration continue sa marche ascensionnelle de 1830 à 1840, et les houillères du Nord participèrent à ce mouvement en prenant un développement de plus en plus grand. Cependant, le droit de trois francs trente centimes sur les houilles belges donne lieu à de nombreuses réclamations de la part des industriels du Nord, qui se traduisent avec beaucoup de vivacité en 1831. Une enquête est ordonnée par le gouvernement, mais il reconnaît la nécessité du maintien du droit, pour favoriser le développement des houillères existantes et encourager les recherches et la création de houillères nouvelles.
La production de la Compagnie des mines d'Anzin, qui est en 1830 de 392 800 tonnes, s'élève en 1835 à 505 700 tonnes, en 1838 à 590 000 tonnes et en 1840 à 648 100 tonnes. De nouveaux puits sont creusés à Abscon et à Denain, et ce dernier centre d'exploitation établi sur des charbons gras très recherchés, se développe beaucoup. La compagnie relie, dès 1835, son établissement de Saint-Vaast à celui de Denain, par un chemin de fer, avec locomotive, de huit kilomètres, l'un des premiers construits en France. Plus tard, elle le prolonge jusqu'à Abscon, puis jusqu'à Somain, elle deviendra alors la ligne de Somain à Péruwelz. En même temps elle creuse le bassin de Denain pour l'embarquement de ses charbons.
Vers 1830, deux nouvelles sociétés s'établissent, l'une à Lourches, l'autre à Bruille-Saint-Amand. Elles découvrent la houille et demandent des concessions. La Compagnie d'Anzin entre en concurrence avec elles et obtient deux concessions nouvelles, celle de Denain, de 1 344 hectares, le 5 juin 1831 et celle d'Odomez, de 316 hectares, le 6 octobre 1832. Mais elle abandonne 4 800 hectares de la concession de Saint-Saulve sur les sept mille hectares octroyés le 16 septembre 1770 à la Compagnie Martho, et qu'elle avait achetée en 1807. Cet achat a été approuvé par un décret du 22 juin 1810. Cette partie abandonnée a été concédée en 1836 à la Compagnie des mines de Marly. Les compagnies cotées en bourse contribuent à l'expansion boursière.
Le développement de l'exploitation de la Compagnie d'Anzin, la formation de nombreuses sociétés de recherches, amènent un manque d'ouvriers, à la suite des grèves qui se terminent par des augmentations de salaires. C'est ainsi que le prix de base de la journée du mineur qui était resté fixé depuis 1785 à un franc cinquante centimes est porté successivement à un franc et soixante-dix centimes en 1833, un franc et quatre-vingt centimes en 1836 et à deux francs en 1837. L'augmentation dans cette période décennale est de cinquante centimes ou de 33 %.
Les prix de vente des houilles varient entre quatorze et quinze la tonne. Les réserves antérieures et l'augmentation de la production, permettent à la Compagnie d'Anzin de répartir des dividendes importants. Ainsi, en 1833, il est réparti par denier quatre mille francs pour intérêts des capitaux et quatre mille francs pour dividendes, soit huit mille francs. En 1836 et 1837, le dividende est de huit mille cinq cents francs, dont quatre mille francs pour les intérêts des capitaux, cinq cents francs pour les produits des canaux, et quatre mille francs pour les dividendes. Le revenu de la réserve est égal au produit net des mines. Le dividende réparti correspond à une valeur du denier de 160 000 francs à l'intérêt de 5 %.

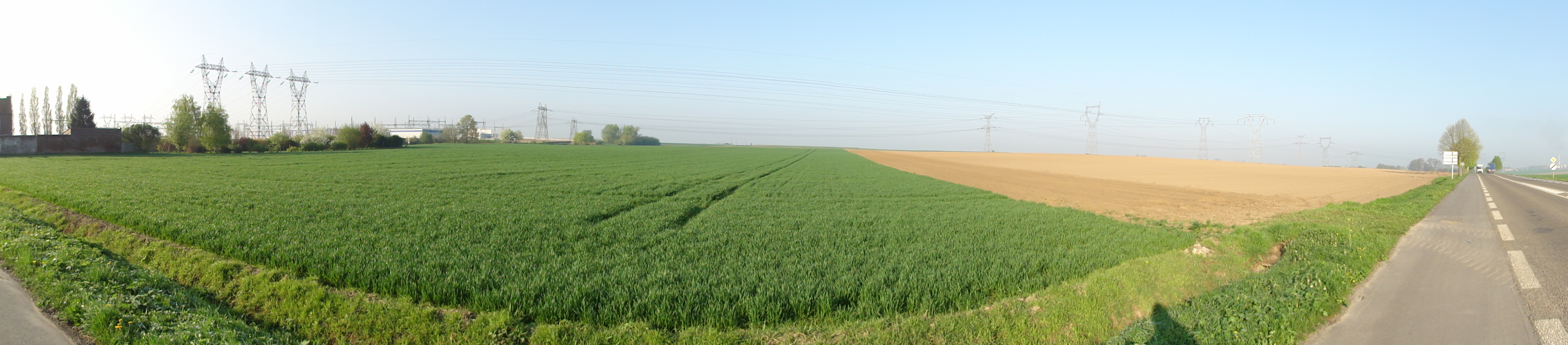
À la fin des années 1830, la Compagnie d'Aniche tente d'ouvrir une fosse à Mastaing en dehors de sa concession, mais elle est située trop au sud du bassin houiller.

En 1830, la situation de la Compagnie des mines d'Aniche est encore très précaire. On essaye, sans succès, de convertir la société en compagnie anonyme, dans l'espoir de relever l'affaire et d'y amener de nouveaux capitaux. On cherche à vendre l'établissement mais on ne trouve pas acheteur. Des recherches par sondages sont exécutées dans la concession et en dehors de son périmètre, en vue de découvrir de meilleurs gisements que ceux en exploitation. Deux fosses sont ouvertes, à Mastaing près de Bouchain, et une autre à Aniche, à l'est. La première rencontre le terrain dévonien, et la seconde tombe sur des terrains irréguliers. Lors de la fièvre de spéculation sur les mines, en 1837, la plupart des anciens sociétaires, découragés, vendent leurs parts d'intérêts à des capitalistes de Cambrai et de Valenciennes, qui se disputent entre eux l'administration de l'entreprise. Un procès s'ensuit. Il se termine en 1839 par l'exclusion des acquéreurs de quarante-huit deniers, de Valenciennes, sur lesquels on exerce le droit de retrait au prix de cinq mille francs le denier, comprenant, outre le prix d'achat, plusieurs appels de fonds qui avaient été versés peu de temps auparavant. L'administration et la direction de la compagnie sont réorganisées, on double le capital, en appelant de 1839 à 1841, trois mille cinq cents francs par denier, ce qui porte le versement total du denier depuis l'origine, à 7 121,38 francs.

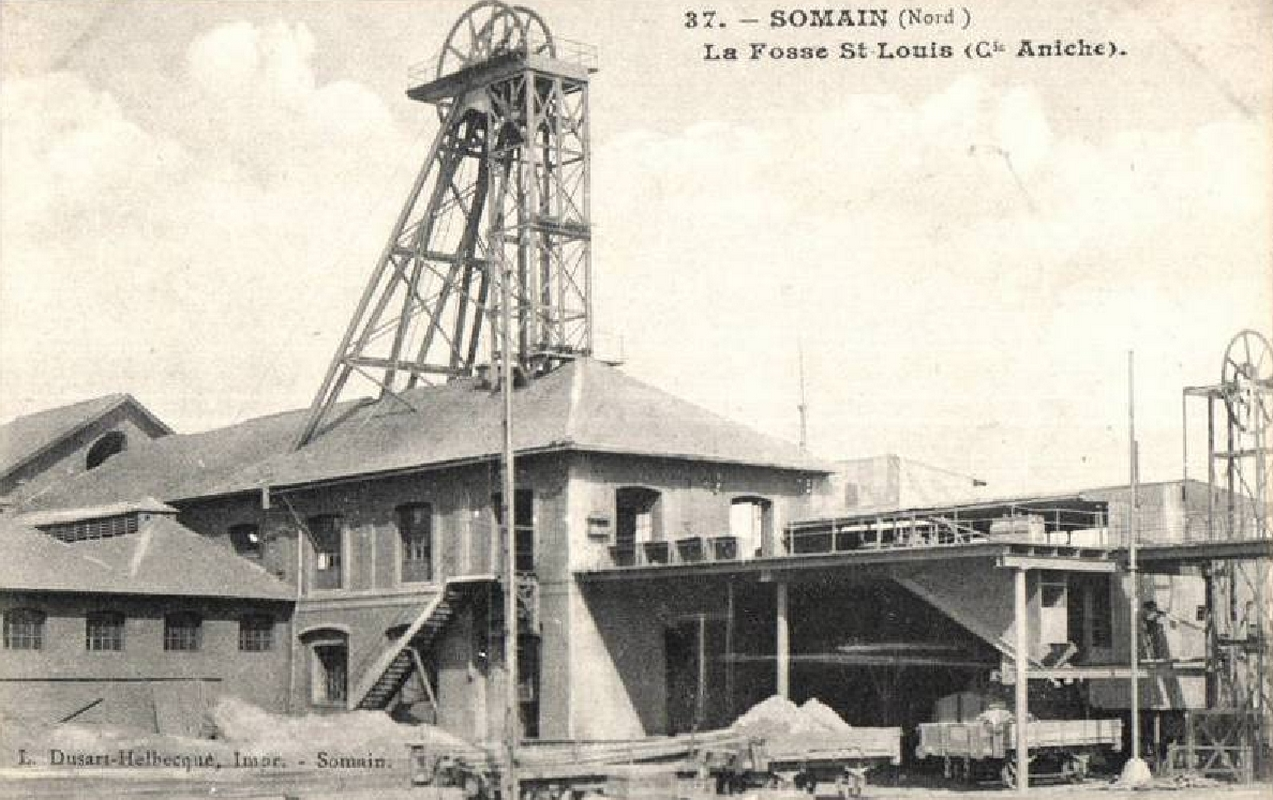
L'ouverture des fosses La Renaissance, Saint-Louis (photo) et Fénelon a permis à la Compagnie d'Aniche de prendre son essor.

Une nouvelle fosse est ouverte au nord, sur Somain, et rencontre un gisement régulier. Les anciennes fosses, qui ne produisent qu'à des conditions désastreuses, sont abandonnées et on ne conserve que la fosse d'extraction l'Espérance et la fosse d'épuisement Sainte-Barbe, sur laquelle on remplace la vieille machine Newcomen par une machine perfectionnée de Cornouaille. L'extraction d'Aniche a fourni trente-neuf mille tonnes en 1830, elle atteint en 1833, au maximum quarante-et-un mille tonnes, elle redescend en 1837 à trente-et-un mille tonnes, et en 1840 à dix-neuf mille tonnes. En 1830, le denier d'Aniche se vend mille cinq cents francs. La Compagnie rachète six deniers et demi, moyennant dix mille hectolitres de vieux charbon de terre, estimé quatre-vingt-dix centimes, et que le vendeur a cédé lui-même à quatre-vingt centimes. Cependant, en 1835 et 1836, on répartit deux dividendes, l'un de cent et l'autre de cinquante francs par denier, représentant, du reste, des sommes peu importantes, vingt-trois mille et onze mille francs. On espère ainsi ramener la confiance des sociétaires dans l'entreprise.
À la fin de 1826, une société, désignée sous le nom de Draws et Compagnie, future Compagnie des mines de Douchy, s'est formée pour entreprendre des recherches, et demander la concession des terrains « situés entre Aniche et Bouchain et depuis cette ville jusqu'à Cambrai ». En 1829, après la découverte de la houille par la Compagnie d'Anzin à Denain, la Compagnie Dumas s'adjoint de nouveaux associés, parmi lesquels figure le maréchal Jean-de-Dieu Soult, et avec la coopération de messieurs Mathieu, elle entreprend à Lourches, des sondages qui sont couronnés de succès. Elle demande une concession en concurrence avec la Compagnie d'Anzin. Celle-ci obtient la concession de Denain, et la Compagnie Dumas la concession de Douchy, de 3 419 hectares, par ordonnance du 12 février 1832. Près de la moitié des intérêts ont été cédés, en 1832, par les actionnaires de la Société Dumas, à messieurs Landrieu, Delerue, Piérard, Gantois..., qui arrêtent, le 16 décembre 1832, le contrat de société des mines de Douchy, dont voici quelques extraits : « le nombre des actions est fixé à vingt-six. Il y aura un comité composé de cinq gérants nommés pour trois ans par l'assemblée des actionnaires. Il faudra être propriétaire d'une action au moins pour assister à l'assemblée générale. Chaque actionnaire, même propriétaire de plusieurs actions, n'a droit qu'à une voix. Tout sociétaire sera libre de se retirer de la société quand bon lui semblera, moyennant l'abandon gratuit de ses droits, et avec l'obligation de payer sa part de dettes. La société a le droit de retrait sur les actions vendues, à un prix fixé à l'avance par l'assemblée générale. Nul des sociétaires ne pourra, directement ou indirectement, devenir intéressé ou associé, ni employé dans aucune autre compagnie charbonnière en France. Aucun fonds ne restant aujourd'hui disponible, et attendu la nécessité de commencer immédiatement les travaux de forage, une mise de cinq cents francs par action est ici arrêtée et sera versée... ».

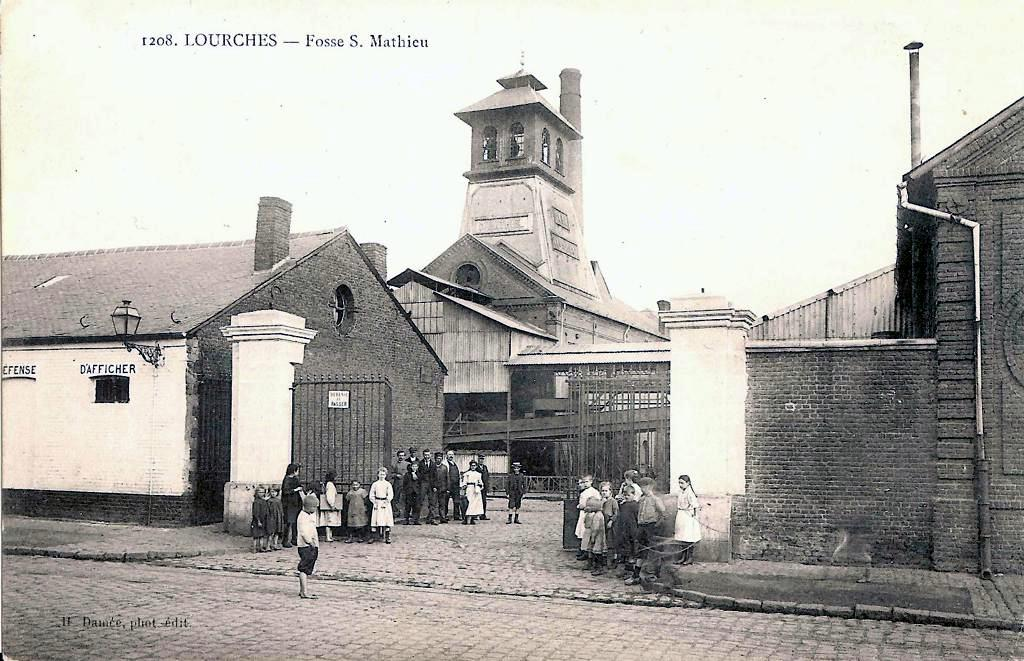
La fosse Saint-Mathieu vers 1900.

La Société ouvre en 1833 sa première fosse, Saint-Mathieu. Elle y trouve la houille le 24 mars suivant, et dès l'année 1835, cette fosse est en extraction. Cinq autres fosses sont successivement ouvertes de 1835 à 1840, et l'exploitation fournit 77 137 tonnes en 1836 et 101 150 tonnes en 1838. La découverte de la houille en 1834, a fait monter les actions de Douchy qui ont versé environ trois mille à trois cent mille francs. Ce succès amène dans le Nord, et surtout à Valenciennes, une véritable fièvre houillère, qui se traduit par la formation d'innombrables sociétés de recherches. Du reste, Douchy réalise immédiatement une extraction et des bénéfices importants. Un premier dividende de six cents francs par denier ou de sept mille trois cents francs par sol ayant versé trois cents francs, est distribué en 1837. Ce dividende s'élève par denier à mille huit cents francs en 1838, et à deux mille francs en 1839 et 1840.
Dès 1828, une société dite Compagnie de Bruille entreprend des sondages au nord du Bassin, à Bruille-Saint-Amand, sur les terrains fouillés avant la Révolution, par la Compagnie de Montagne. Comme sa devancière, elle y découvre la houille et forme une demande de concession. La Compagnie d'Anzin formule une demande en concurrence. Une ordonnance du 6 octobre 1832, termine la lutte entre les deux compagnies rivales, par l'établissement de deux petites concessions nouvelles, celle d'Odomez de trois-cent-seize hectares, accordée à la Compagnie d'Anzin, et celle de Bruille de quatre-cent-trois hectares, accordée à la Compagnie de Bruille. Cette dernière Société ouvre deux puits qui ne rencontrent que de petites couches de houille maigre, dont l'exploitation est ruineuse. De nouveaux sondages exécutés au nord et en dehors de sa concession, découvrent une couche plus importante, ce qui a valu à la Compagnie de Bruille, le 19 août 1836, l'octroi d'une nouvelle concession, dite de Château-l'Abbaye, de neuf-cent-seize hectares. Une fosse dite de Pontpéry y est creusée, et exploite pendant un certain nombre d'années, une seule couche plate d'environ un mètre d'épaisseur.
Les terrains à l'est de Valenciennes, près de la frontière belge, ont été fouillés à différentes reprises, d'abord en 1728 et 1730, par la Compagnie Desandrouin, puis en 1785 et 1787 par le sieur Colins, seigneur de Quiévrechain. La Compagnie d'Anzin a ensuite, de 1808 à 1818, exécuté divers sondages à Crespin et à Onnaing, et même un puits. Tous ces travaux n'ont abouti à aucun résultat, lorsque le sieur Libert vient, en 1834, établir divers sondages entre Quiévrechain et Crespin. Plusieurs traversent les morts terrains et pénètrent dans des grès que l'on a considéré comme appartenant à la formation houillère. Aussi, une ordonnance royale du 27 mai 1836, institue une concession de 2 842 hectares, dite de Crespin, en faveur du sieur Libert. Le 4 novembre 1836, celui-ci, qui a fait tous les frais jusqu'alors, et dépensé plus de cent mille francs, s'associe avec deux personnes de Valenciennes qui s'étaient occupées des travaux, et constitue une société composée de vingt-cinq sols, pouvant être subdivisés en douzièmes ou deniers, et dans laquelle il conserve vingt-deux sous. Il s'engage à verser dans la caisse de la société, la moitié du produit de la vente de trois de ses premières actions pour la continuation des travaux. Un puits est creusé à Quiévrechain, et atteint le rocher à 119,70 mètres. Il a été approfondi à 147,50 mètres, dans des grès verdâtres donnant beaucoup d'eau. Une bowette au nord, rencontre les mêmes grès verdâtres, et seulement quelques filets de schistes et une passée de charbon sale ayant l'aspect du graphite. Les travaux y sont suspendus en 1842.
Le succès de Douchy engage des habitants de Valenciennes à reprendre les anciens travaux de la Compagnie Martho, dont une partie de la concession, achetée en 1807 par la Compagnie d'Anzin, a été abandonnée par cette dernière, quoique la présence de la houille y eût été constatée. À la suite de plusieurs sondages, ils obtiennent, par ordonnance du 8 décembre 1836, une concession dite de Marly, de 3 313 hectares, et le 28 mars suivant, ils constituent la Société des mines de houille de Marly-lez-Valenciennes. Le fonds social se compose, premièrement, d'un capital d'un million de francs, représenté par deux-cents actions de cinq mille francs, et deuxièmement, de cent-douze actions nominales de cinq mille francs chacune, dont quatre-vingt-huit libérées, elles forment le prix de la concession, et sont délivrées aux fondateurs. Le surplus reste affecté au fonds de réserve pour être émis au meilleur cours.
La Société entreprend trois fosses, Duchesnoy, Hégo et Sainte-Barbe, qui n'ont pas pu franchir les nappes d'eau du torrent souterrain de Vicq, et ont absorbé une partie considérable du capital. Un quatrième puits, fosse Petit, a été relativement plus heureux. Il atteint le terrain houiller à quatre-vingt-huit et a été approfondi à cent-quarante-deux mètres. Deux galeries à travers bancs ont exploré à 356 mètres au sud du puits, et à cinq cents mètres au nord, soit en tout 856 mètres. Elles ne rencontrent dans cet intervalle aucune couche de houille, sauf à l'extrémité vers le nord. Là on trouve trois couches assez rapprochées, dont une d'environ soixante centimètres d'épaisseur, a pu seule être exploitée sur cinq cents mètres à l'est et sur dix mètres de hauteur. On en a retiré 88 504 hectolitres de charbon gras à 20 ou 21 % de matières volatiles, mais sulfureux, dont une portion a été livrée au public, et dont la plus grande partie a servi à alimenter les machines de la fosse Sainte-Barbe. En 1842, le capital social étant épuisé, tous les travaux de Marly sont abandonnés. Il paraîtrait qu'à un moment donné, les actions sont montées à 18 000 francs.

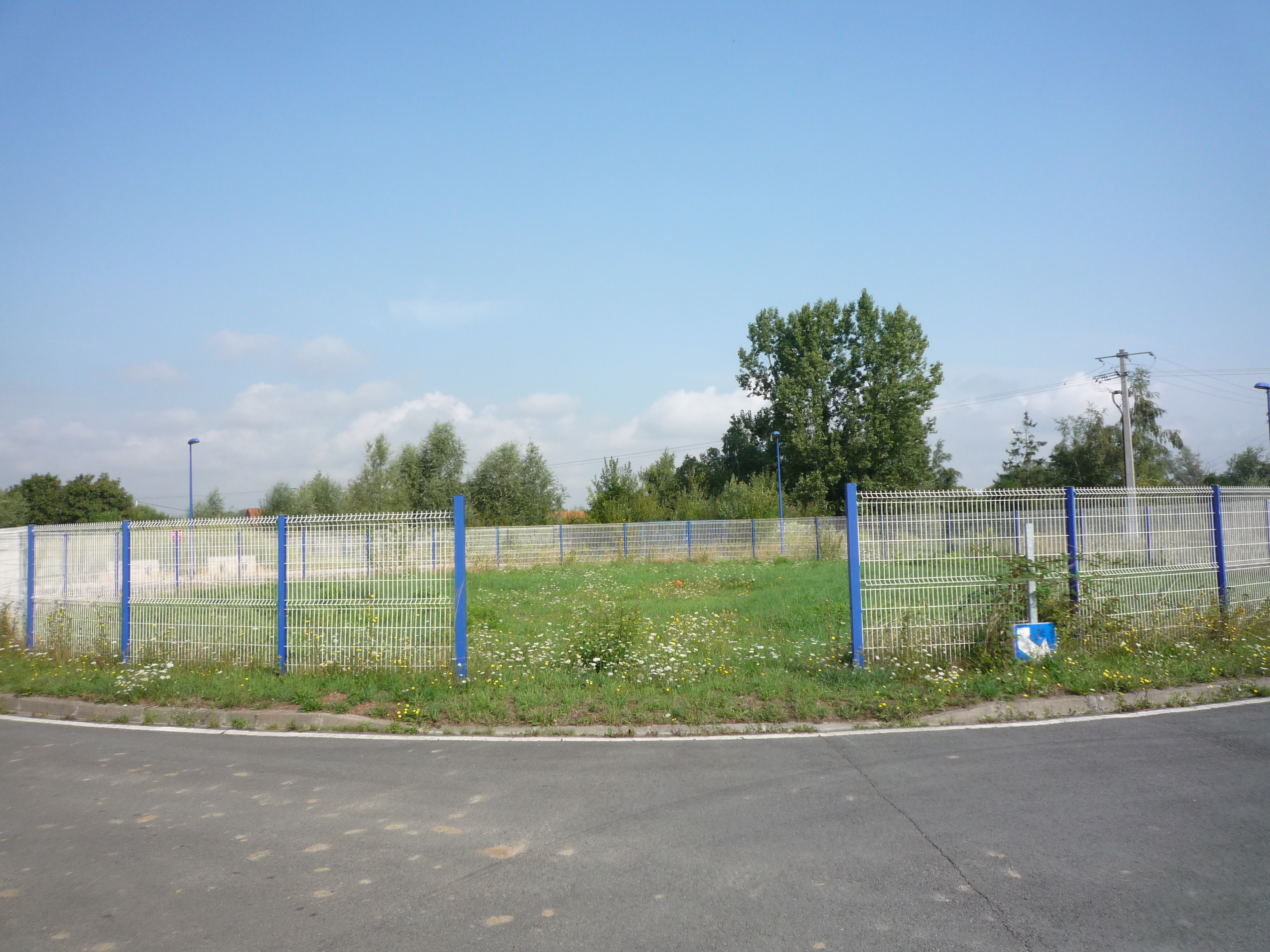
Le puits de la seconde fosse de Marchiennes trône au milieu du rond-point d'une zone d'activité.

En 1833, les Canonniers de Lille ont formé une société dite Compagnie des Canonniers de Lille pour la recherche de la houille dans les environs de Lille. Ils exécutent deux sondages à Wattignies et à Loos, et rouvrent dans la première de ces localités un trou de sonde pratiqué en 1784 et déjà repris en 1822. Ces sondages rencontrèrent le calcaire bleu. En 1835, la société vient s'établir sur Flers, près de l'Escarpelle (un hameau de Roost-Warendin). Son sondage est arrivé à 206,43 mètres dans le tourtia, lorsqu'un éboulement survient et oblige son abandon. Poursuivi de quelques mètres encore, il aurait rencontré le terrain houiller, dix ans avant que la Compagnie des mines de l'Escarpelle ne découvre la houille sur ce point. La société ouvre successivement de nombreux sondages à Marchiennes, à Raches, à Bouvignies et à Orchies. Ce dernier établi sur la place, fournit encore en 1880 de l'eau pour l'alimentation de la ville. Cependant, deux de ses sondages de Marchiennes ont rencontré des veinules de houille, et en juin 1838, la société commence un puits qui, à travers diverses vicissitudes, n'atteint le terrain houiller à 129,41 mètres qu'en 1844. En même temps, en 1837 et 1838, la société des Canonniers opère des sondages à Jenlain et à Villers-Pol et malgré la rencontre des terrains dévoniens, elle ouvre dans cette dernière localité, un puits qu'elle pousse jusqu'à quarante-deux mètres. La compagnie des Canonniers s'est inspirée, comme du reste, la plupart des sociétés qui se sont formées pendant la fièvre houillère de 1834 à 1837, des souvenirs laissés par les entreprises de recherches antérieures à la Révolution, et qui, disait-on, avaient été mal exécutées, ou avaient fait réellement des découvertes dont la Compagnie d'Anzin avait acheté l'abandon. C'est ainsi qu'elle opère la reprise du sondage de 1784 de Wattignies, des recherches à Marchiennes en 1752 de la Compagnie Wuillaume-Turner et de Sehon-Lamand en 1786, des recherches à Villers-Pol en 1778 de la Compagnie Martho.

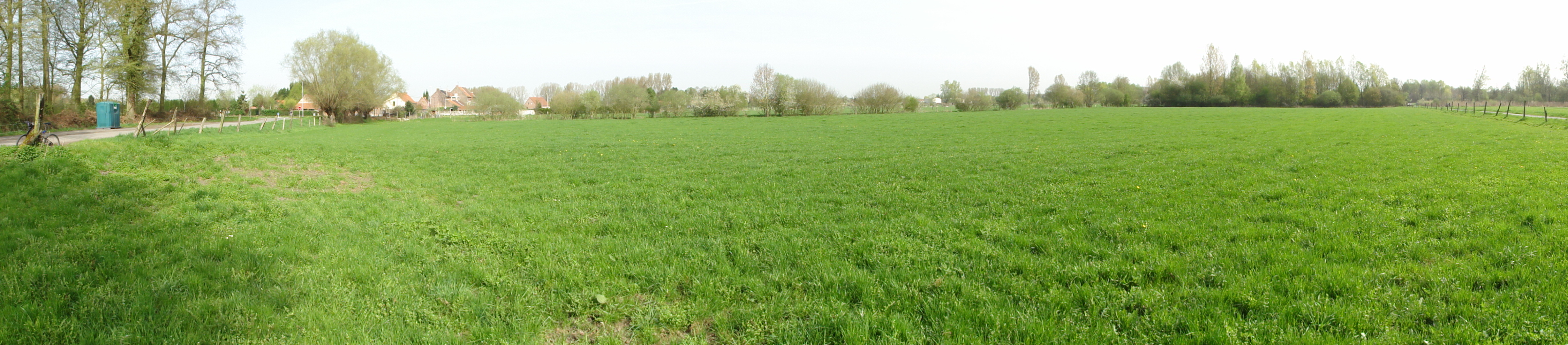
C'est dans cette pâture que la Compagnie d'Hasnon a ouvert l'avaleresse des Prés Barrés.

Vers 1833, des propriétaires de Douai forment une société dite Compagnie d'Hasnon pour rechercher la houille dans le canton de Saint-Amand, et demandent immédiatement une concession de quatre-vingt-treize kilomètres carrés. Cette société exécute plusieurs sondages au nord de Saint-Amand-les-Eaux, à Hasnon, en 1834 et 1835, et prétend avoir trouvé la houille dans l'un d'eux, au hameau de Cataine, qui donne encore en 1880 un abondant jet d'eau sulfureuse. Le 17 novembre 1837, la société de recherches se transformait en société d'exploitation, sous le nom de compagnie de Douai et Hasnon. Elle a pour but de donner suite à la demande en concession formée par l'un de ses membres sur Hasnon, Saint-Amand-les-Eaux..., et à la demande en recherches formée par d'autres membres, le 3 novembre 1837, sur diverses communes des environs de Douai. Son capital est fixé à un million deux-cent mille francs divisé en six cents actions de deux mille, dont cent libérées, attribuées aux fondateurs et à diverses personnes utiles à la société. Les statuts indiquent : « Il sera remboursé à la compagnie de Douchy, vingt mille francs avancés par elle, pour les frais relatifs aux quatre forges exécutées à Hasnon ». La société ouvre successivement trois fosses, dites des Tertres, des Prés Barrés et des Boules, et y rencontre de minces couches de houille anthraciteuses et sulfureuses, appartenant à la partie inférieure de la formation carbonifère, dont elle retire de petites quantités de charbon, dans des conditions onéreuses. Ces fosses sont complètement abandonnées en 1843. Cependant la Compagnie de Douai et Hasnon a obtenu par ordonnance du 23 janvier 1840, une concession de 1 488 hectares. Dès 1837, elle a cherché la houille à Vicoigne, un hameau de Raismes, en dehors de ce périmètre. Le sondage qu'elle exécute sur ce point est abandonné à la suite d'accident au commencement de 1838, à l'époque où plusieurs autres sociétés de recherches explorent ce territoire. Ce commencement de sondage et aussi sans doute le peu de succès que la société trouve dans ses fosses d'Hasnon, lui ont fait obtenir un quart dans la concession de Vicoigne, instituée le 12 septembre 1841, en faveur des quatre sociétés réunies de l'Escaut, de Cambrai, de Bruille et d'Hasnon. La Compagnie de Douai et Hasnon a établi en 1838, un sondage à Auby. Ce sondage abandonné à cent-quarante mètres, à la suite d'accident, aurait découvert la houille s'il avait pu être mené à bonne fin.

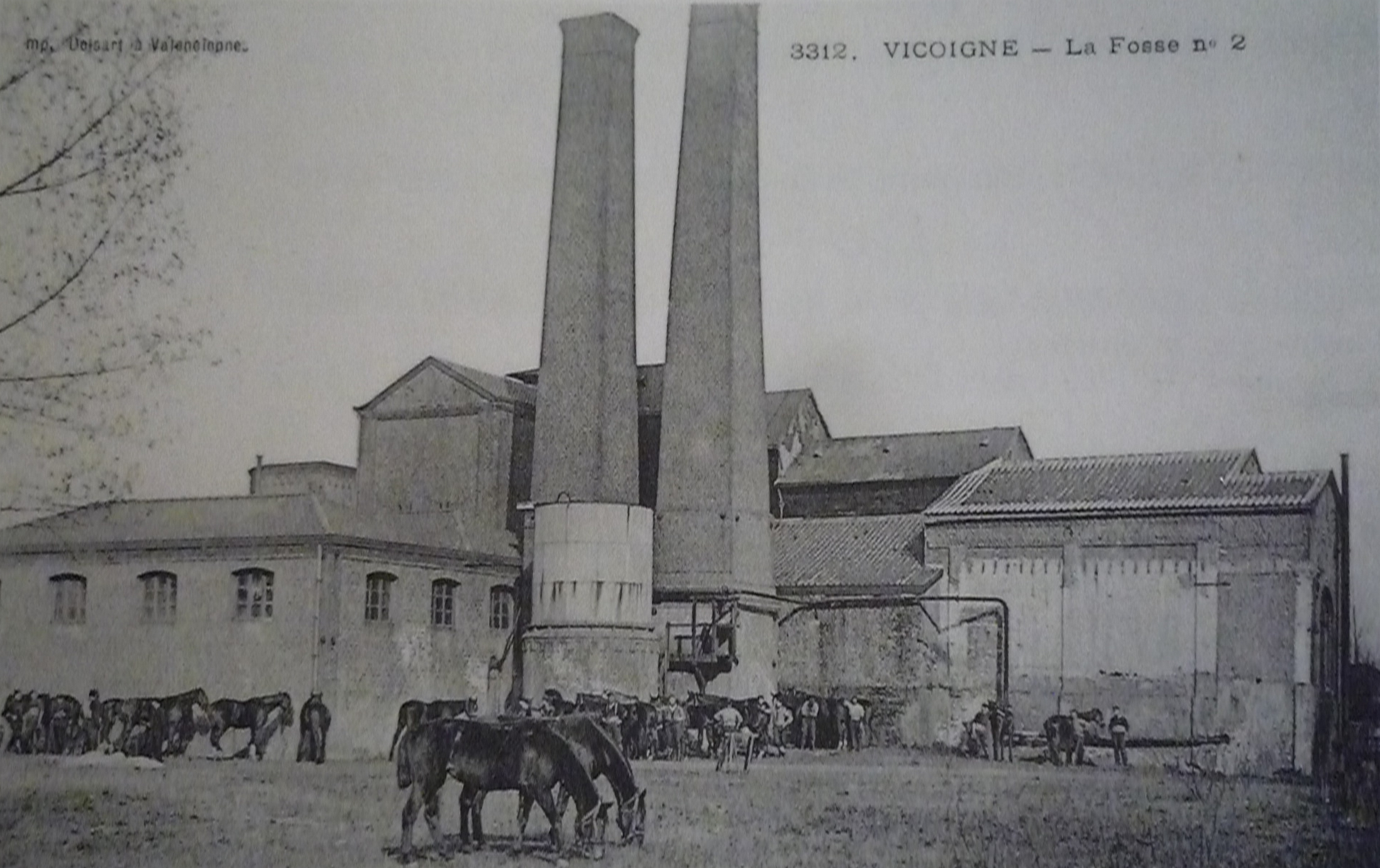
La fosse no 2 des mines de Vicoigne a été bâtie par la Compagnie de l'Escaut, à l'instar de la fosse no 4.

En 1837, deux sociétés se formaient à Cambrai, pour explorer diverses localités du Nord et du Pas-de-Calais. Il s'agit de la Compagnie de Cambrai à la tête de laquelle se trouve monsieur Boittelle, et la Compagnie de l'Escaut dirigée par monsieur Évrard. Toutes deux sont venues installer à Vicoigne, hameau de Raismes, des sondages qui en peu de mois découvrent la houille. Toutes deux ouvrent des puits qui servent encore au XXe siècle à l'exploitation d'un riche faisceau de couches de houille maigre. À côté d'elles, et en concurrence, viennent s'établir d'abord la compagnie d'Hasnon qui n'exécute qu'un sondage bientôt abandonné, à la suite d'un accident, puis la Compagnie de Bruille, déjà propriétaire des concessions de Bruille et de Château-l'Abbaye, qui a précédemment exploré une partie du terrain de la forêt de Raismes, et qui creuse un puits, et enfin la Compagnie de Vervins, qui perce plusieurs sondages. Les quatre fosses creusées par ces compagnies à Vicoigne sont déjà en commencement d'exploitation, lorsque l'administration fort embarrassée pour démêler les titres des cinq compagnies qui demandent la concession, et attribuer une rémunération aux travaux importants alors exécutés, invite les quatre sociétés de l'Escaut, de Cambrai, de Bruille et d'Hasnon à se mettre d'accord entre elles pour constituer une compagnie unique d'exploitation, à laquelle une ordonnance royale du 12 septembre 1841, octroie la concession de Vicoigne d'une étendue de 1 320 hectares. Alors que la Société de Vervins est évincée, sans aucune indemnité, la Compagnie des mines de Vicoigne exploite quatre fosses numérotées 1, 2, 3 et 4.
Pendant la fièvre de recherches, en 1838, un grand nombre de sociétés sont venues s'établir au sud de la concession d'Aniche. Quatre d'entre elles, celles d'Azincourt, Carette et Minguet, d'Étrœungt et d'Hordain, découvrent la houille par des sondages dans l'angle formé par les routes de Douai et de Marchiennes à Bouchain, sur le village d'Aniche. Deux puits sont ouverts, et ne tardent pas à atteindre des couches exploitables. À Azincourt, comme à Vicoigne, le gouvernement se trouve très embarrassé pour établir les droits de priorité des divers concurrents. Il invite les quatre sociétés citées ci-dessus à se réunir en une seule compagnie à laquelle il accorde le 29 décembre 1840, une concession de huit-cent-soixante-dix hectares. Les sociétés fusionnées par acte du 8 septembse 1840, sont, premièrement, la société d'Azincourt, fondée et dirigée par monsieur Lanvin, ancien administrateur des mines d'Aniche, et dont la fosse livre aux public des charbons, dès le mois d'août 1840, deuxièmement, la société Carette et Minguet, dont les fondateurs sont des banquiers de Paris, troisièmement, la société d'Hordain, qui creuse un puits le long de la route de Marchiennes à Bouchain, à la limite même des concessions d'Aniche et d'Anzin, et l'abandonne dans le niveau, et quatrièmement, la société d'Étrœungt, constituée le 7 octobre 1837, pour faire des recherches dans l'arrondissement d'Avesnes-sur-Helpe à Étrœungt, où en 1824, on a trouvé une substance noire, rougissant au feu, et qui après y avoir échoué, vient en juin 1838, s'établir à Aniche, et y creuse un puits. Ce puits rencontre le calcaire au-dessous du tourtia, mais par une galerie au nord, on y trouve à une faible distance, le terrain houiller et plusieurs petites couches de houille inexploitables.

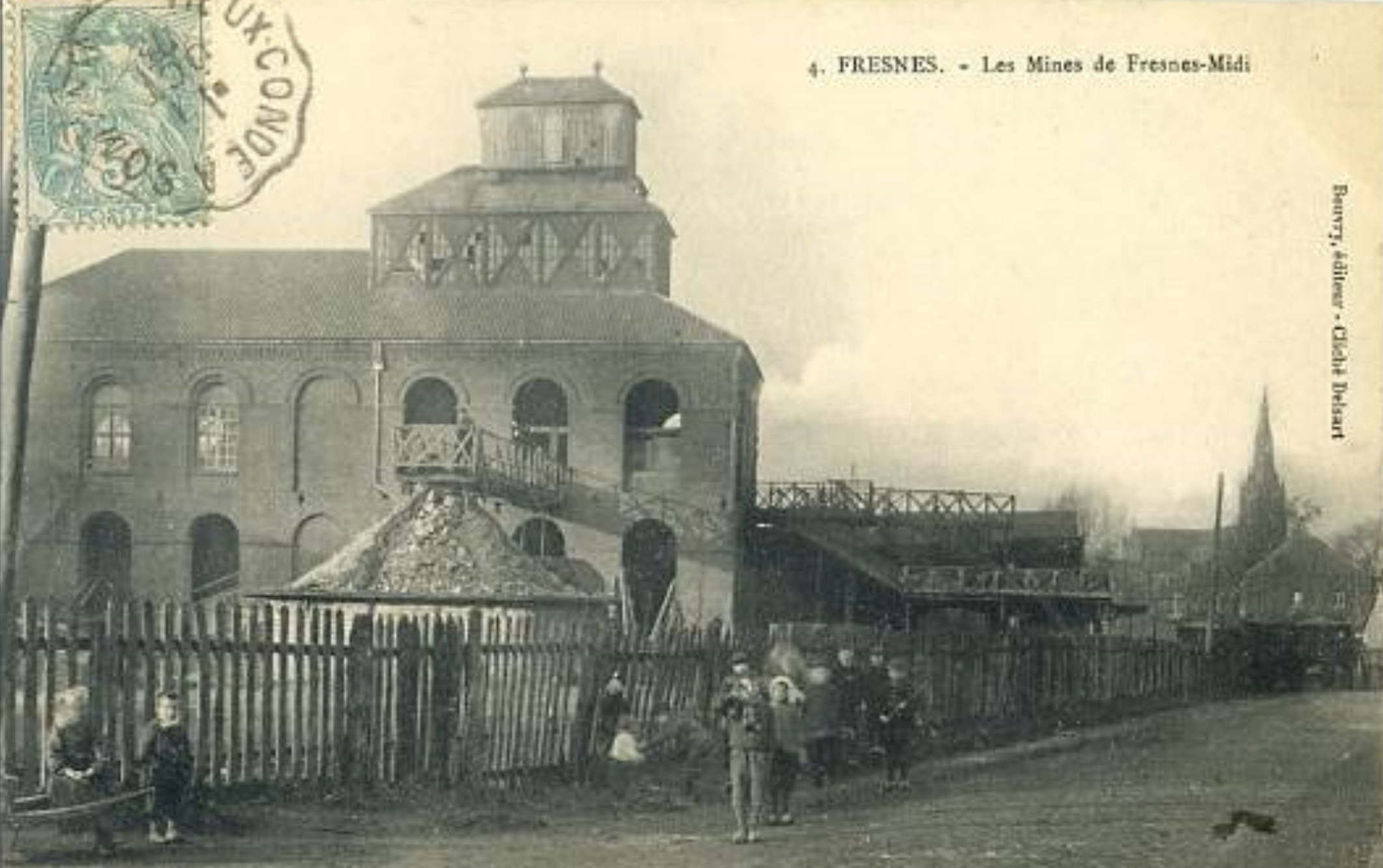
La fosse Soult no 1 des mines de Thivencelle.

Trois sociétés de recherches dites de Thivencelles, Fresnes-Midi et Condéenne se sont établies dans des terrains non-concédés, dans les environs de Condé-sur-l'Escaut et y ont exécuté plusieurs sondages, et ensuite ouvert trois fosses, à Thivencelle, à Saint-Aybert et à Fresnes-sur-Escaut. La première de ces fosses, établie à Thivencelle est arrêtée dans les morts-terrains qui ont sur ce point une très grande épaisseur, plus de deux cents mètres. La seconde, dite fosse Pureur, atteint le terrain houiller vers cent-trente-neuf mètres, et rencontre deux veines, l'une de cinquante et l'autre de soixante centimètres. Mais des fuites dans le cuvelage la font abandonner bientôt. La troisième, dite fosse Soult no 1, sur la rive droite de l'Escaut, seule a été mise en exploitation. Ces trois sociétés fusionnent, sous le nom de société de Thivencelle et de Fresnes-Midi, et obtiennent par ordonnance royale du 10 septembre 1841, trois concessions, premièrement, celle de Thivencelle accordée au sieur duc et marquis de Dalmatie et autres, d'une étendue de 981 hectares, deuxièmement, celle d'Escaupont, accordée aux mêmes sur cent-dix hectares, et troisièmement, celle de Saint-Aybert, accordée au vicomte de Préval et autres, d'une superficie de 455 hectares, soit un ensemble de 1 546 hectares.

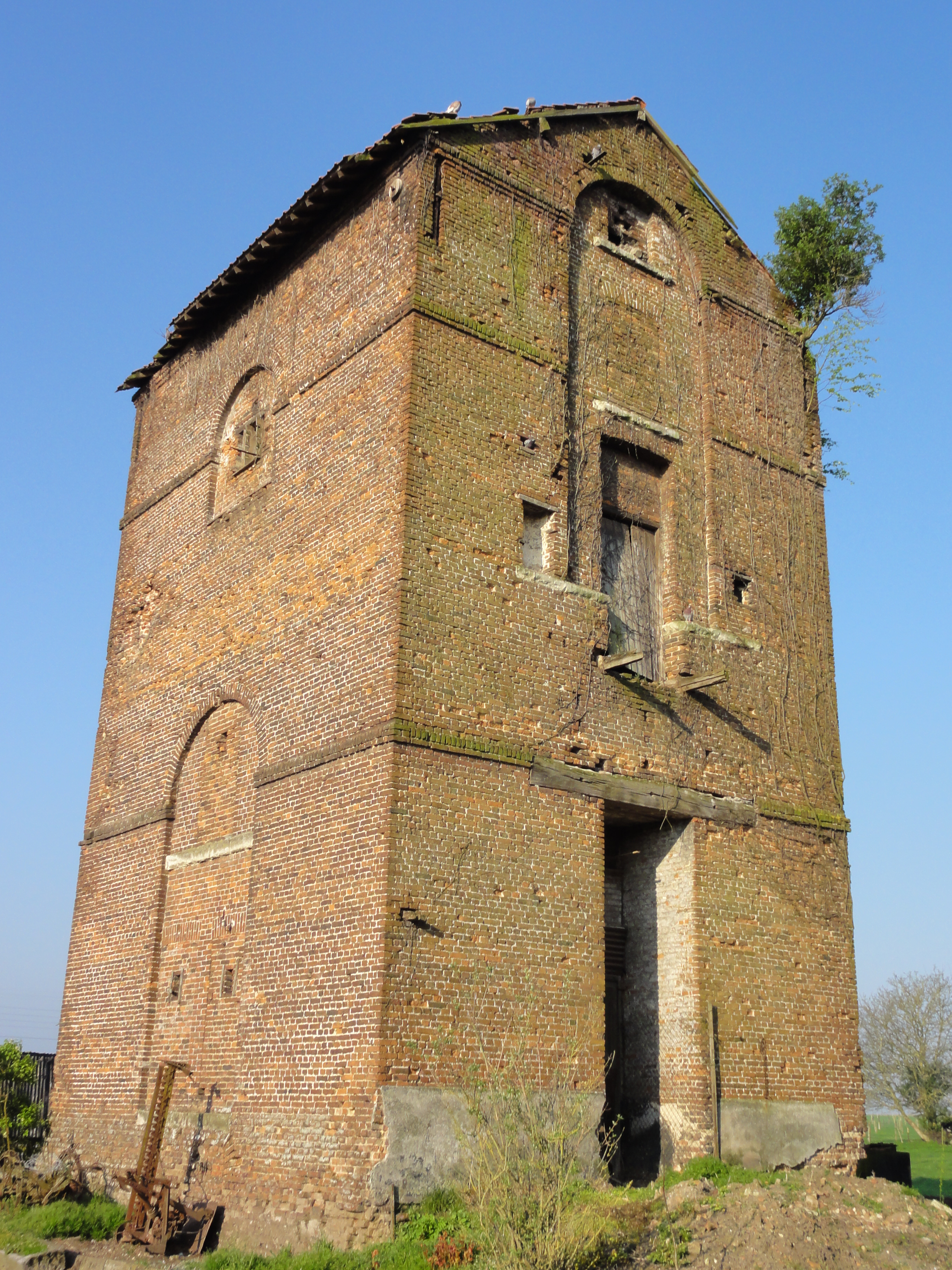
Si la fosse Saint-Quentin de la Compagnie de Bouchain est si connue, c'est parce que son chevalement a été conservé.

De nombreuses autres sociétés se forment pendant la fièvre houillère de 1837, pour rechercher la houille dans le département du Nord. La Compagnie de Bouchain formée à Saint-Quentin, exécute à la fin de 1837, un sondage aux portes de Bouchain, puis une fosse qui pénètre dans des schistes rouges et blancs de la formation dévonienne. Trois autres sondages établis en 1838 et 1839, à Wavrechain-sous-Faulx, à Wasnes-au-Bac et près de la verrerie d'Aniche, rencontrent également le terrain dévonien. La Société d'Aubiguy-au-Bac exécuta en 1838, deux sondages sur Aniche, dans lesquels elle prétend avoir trouvé du charbon. La Société de Monchecourt, après avoir exécuté un sondage, reprend l'ancien puits de Monchecourt creusé par la Compagnie d'Aniche en 1774 à Monchecourt et y pousse deux bowettes de soixante et de soixante-et-onze mètres qui ne traversent que des schistes verdâtres. La Société d'Erchin rencontre en 1838 la houille dans un sondage à Auberchicourt, ouvre une fosse à Erchin, et l'arrête en 1839 à la profondeur de cent-un mètres, dans les dièves. Un sondage pratiqué au fond de cette fosse aurait traversé dit-elle, deux passées charbonneuses. La Société du Nord et de l'Aisne exécute en 1838 trois sondages à Cantin et à Arleux, qui rencontrent le terrain dévonien, puis ouvre en 1839, une fosse à Cantin, qui est abandonnée dans le terrain dévonien. La Société de Saint-Hubert exécute de 1838 à 1841 six sondages au nord de la Scarpe, à Warlaing, là même ou Sehon-Lamand avait ouvert un puits en 1786, puis à Brillon, Bouvignies et à Hasnon. Quoique cette société ait prétendu avoir trouvé des parcelles de houille, il paraît que tous ses sondages n'ont rencontré que des phtanites ou des schistes appartenant à la partie tout à fait inférieure de la formation carbonifère.

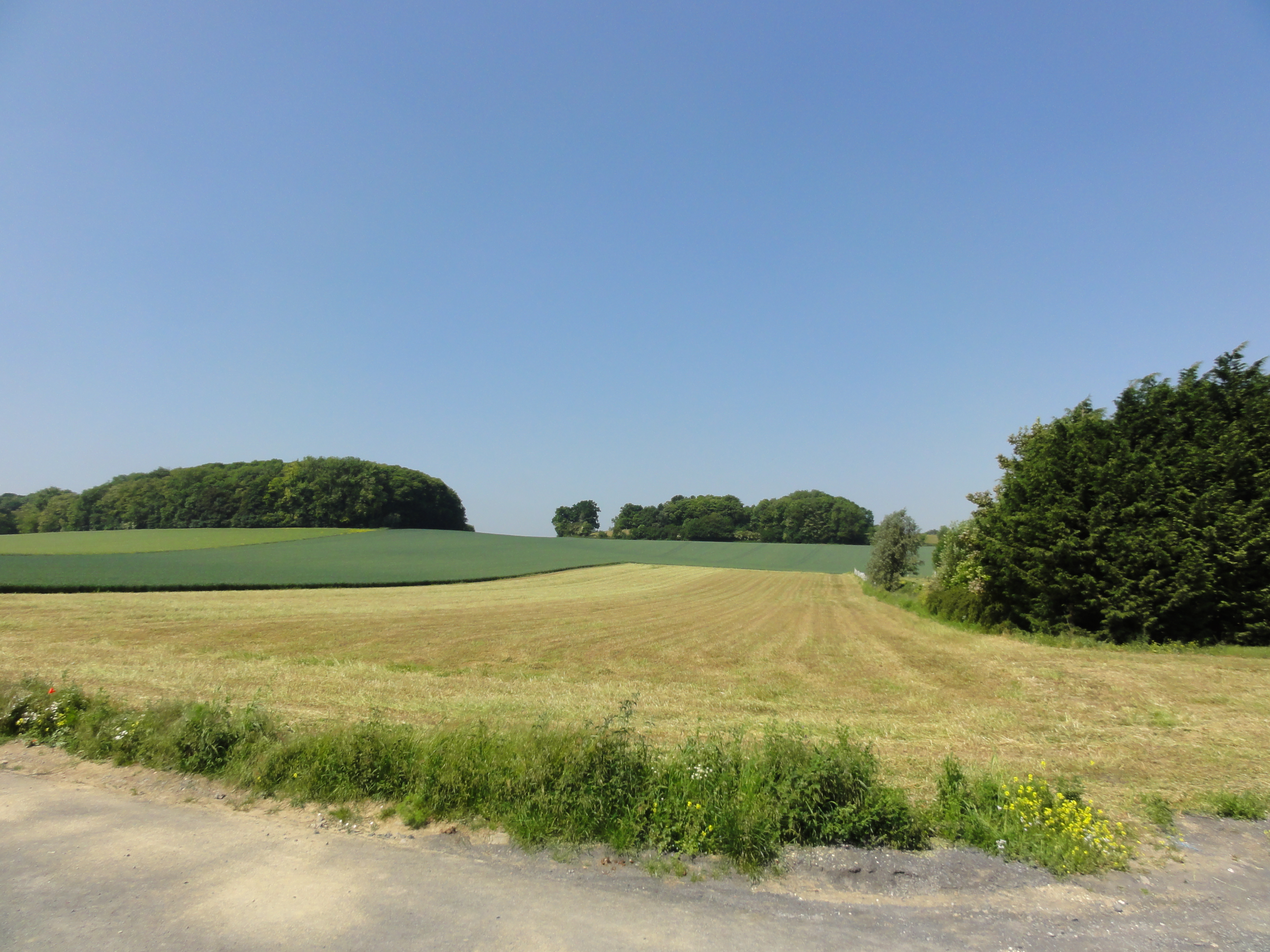
C'est dans cette pâture que la Société d'Erchin a entrepris sans succès son avaleresse de 1838 à 1839.

La Société Parisienne exécute trois sondages à Marchiennes, à Vred et à Flines. Le premier traverse trente-huit mètres de terrain houiller, sans traces de charbon, le deuxième, pénètre dans le terrain houiller, puis est arrêté dans le calcaire, le troisième tombe sur le calcaire. Laurent de Doullens entreprend un sondage à Lallaing et y rencontre des terrains analogues à ceux de Vred. La Société de Catillon-sur-Sambre ett formée à Valenciennes le 10 septembre 1837, au capital de 1 600 000 francs, divisé en quatre cents actions de quatre mille francs, dont cent libérées, attribuées aux fondateurs. Elle reprend les recherches faites à Catillon-sur-Sambre en 1832. Ses actions se vendent bientôt à 3 500 et 4 500 francs de prime, et sur la place de Valenciennes, il n'est bruit que de spéculations sur les mines de Catillon. Mais on ne tarde pas à s'apercevoir que les mines de Catillon n'existent pas. Les acheteurs d'actions à prime intentent des procès à leurs vendeurs. Les jugements rendus ne sont pas connus. La Société de Cartigny s'est formée en 1820 pour rechercher la houille à Cartigny, dans l'arrondissement d'Avesnes-sur-Helpe. Elle fait des fouilles dans cette localité et sur la route d'Étrœungt, et demande une concession. En 1824, deux Anglais achètent vingt actions sur les cent qui forment le capital social. Les recherches sont poursuivies avec activité, et le bruit se répand qu'on y a trouvé des matières charbonneuses. Les fouilles, suspendues en 1827, sont reprises en 1837, par une nouvelle société avec trois cents actions, qui se vendent bientôt avec une prime de 3 500 à quatre mille francs. Le tribunal de Valenciennes, sur la réclamation des acheteurs, annule ces ventes d'actions à prime, par le motif que les fondateurs ont exercé un agiotage honteux, en annonçant dans l'acte de société qu'ils avaient la presque certitude de l'existence du charbon et de sa prochaine découverte. La Société de l'Escaut (rive droite), de la Sensée et de la Scarpe, est formée le 2 septembre 1837, au capital de 1 500 000 francs, divisé en trois cents actions de cinq mille francs, dont quarante libérées sont attribuées aux fondateurs. Cette société ne paraît pas avoir effectué de travaux sérieux.

## Découverte du bassin du Pas-de-Calais

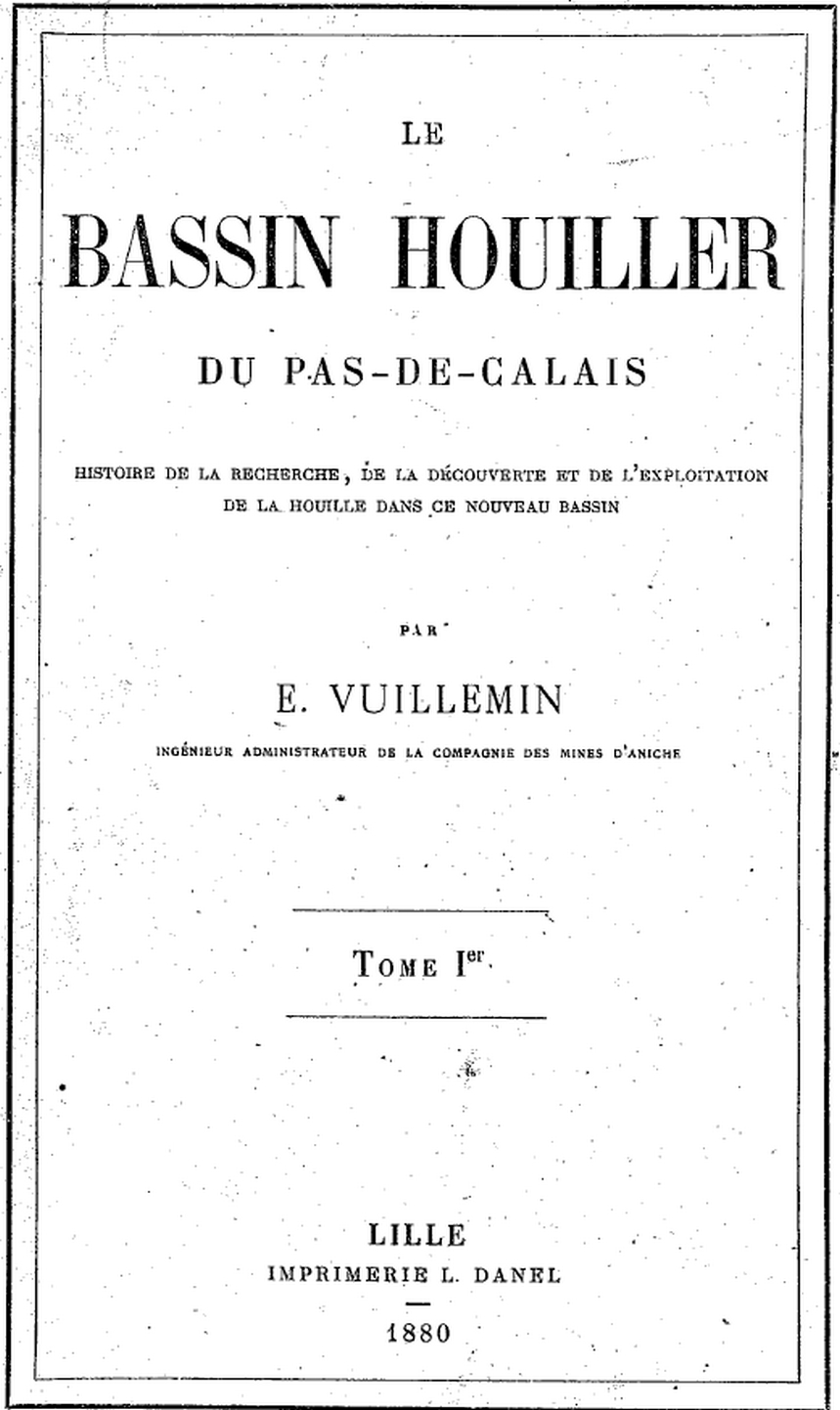
Les ouvrages sur le bassin houiller du Pas-de-Calais, publiés en trois tomes, par Émile Vuillemin, sont une référence complète sur la découverte du bassin du Pas-de-Calais.

La découverte du prolongement du bassin du Nord vers le Pas-de-Calais, au-delà de la concession de la Compagnie des mines d'Aniche, s'est effectué en plusieurs étapes. Le bassin du Boulonnais est connu depuis la fin du XVIIe siècle, et de nombreuses exploitations y ont vu le jour. Au milieu du XVIIIe siècle, alors que la Compagnie des mines d'Anzin vient à peine de se former, la Compagnie Wuillaume-Turner puis les actionnaires Havez et Lecellier tentent de trouver le charbon par des sondages, mais également par des puits, creusés dans les communes de Rœux, Fampoux, Halloy, Bienvillers-au-Bois, Pommier... mais leurs recherches sont établies sous la même latitude que Valenciennes, alors que dans le Pas-de-Calais, le bassin s'infléchit en réalité vers le Nord,,,,.

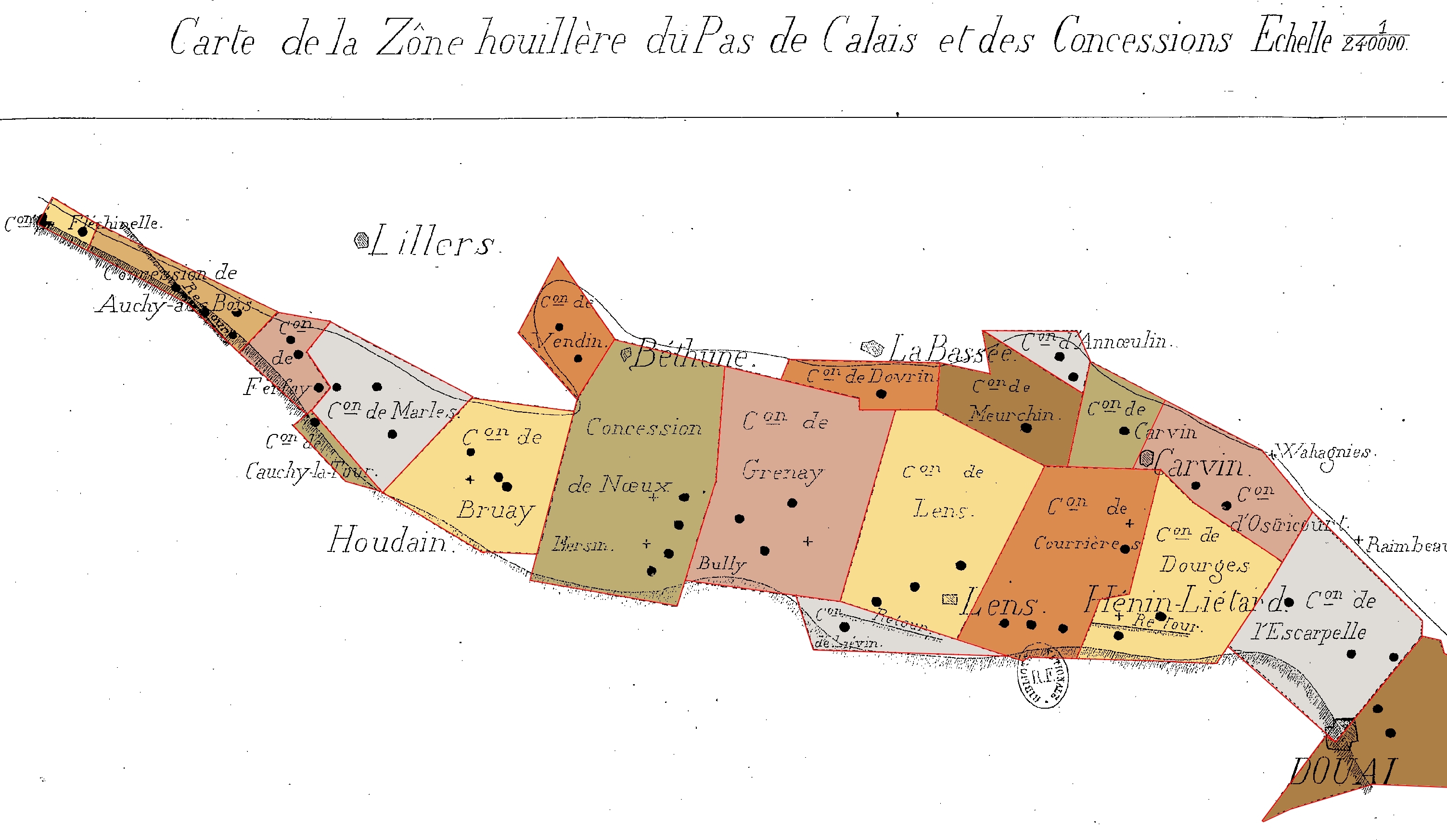
En une dizaine années, le bassin du Pas-de-Calais est presque entièrement concédé. La carte date de 1877, et montre déjà les nombreuses fosses entreprises.

La Compagnie des Canonniers de Lille vient établir en 1835 un sondage à Flers-en-Escrebieux, mais un éboulement vient causer l'abandon du sondage à la profondeur de 206,45 mètres. S'il avait pu être poursuivi de quelques mètres, il aurait mis en évidence la présence de houille dix ans avant que le nouveau bassin ne soit découvert. La compagnie va ensuite s'établir à Marchiennes où elle creuse une fosse qui n'a pas été très productive et a causé la faillite de la société,,.

## Exploitation jusqu'à la nationalisation

### Principales particularités de 1850 à 1860
Alors que la Compagnie des mines d'Anzin est plus seule, les années 1850 sont marquées par la cotation de nombreuses compagnies nordistes en Bourse de Lille, et l'envol des cours, mais sans stratégie d'expansion du charbon, la priorité étant la distribution de dividendes très importants.
À partir de 1853, la demande de houille est très grande, les prix de vente s'élèvent de cinq à six francs par tonne. Les houillères profitent de ces avantages pour développer leurs exploitations, créer de nouveaux travaux, et en même temps pour augmenter les salaires des ouvriers. De nouveaux puits sont ouverts, leur section est beaucoup agrandie, et leur diamètre est porté de trois à quatre mètres, aux tonneaux on substitue les cages guidées et les machines d'extraction de trente-cinq chevaux sont remplacées par des machines à deux cylindres d'abord oscillants, puis fixes horizontaux ou verticaux, et de la force de soixante, puis de cent et cent-soixante chevaux. La production de chaque puits, est, grâce à ce nouvel outillage, augmenté dans une assez grande proportion. Elle n'atteint cependant en moyenne en 1858 et 1859, pour les cinquante-neuf puits d'extraction du bassin que vingt-cinq mille à vingt-huit mille tonnes. Aux machines Newcomen et aux machines de Cornouailles, employées au passage des niveaux, on substitue des machines à traction directe avec pompes de 1,50 à 1,60 mètre de diamètre, et une course de trois mètres. Ces nouveaux engins permettent de surmonter les difficultés de creusement de puits sur des points où avec les anciens appareils d'épuisement on aurait certainement échoué. Enfin, aux foyers d'aérage on commence en 1852 à substituer des ventilateurs Fabry et Lemielle. La descente et la remonte des ouvriers qui s'effectuent par les échelles, s'opèrent par les machines, dès l'application en 1853 des cages guidées et du parachute Fontaine.

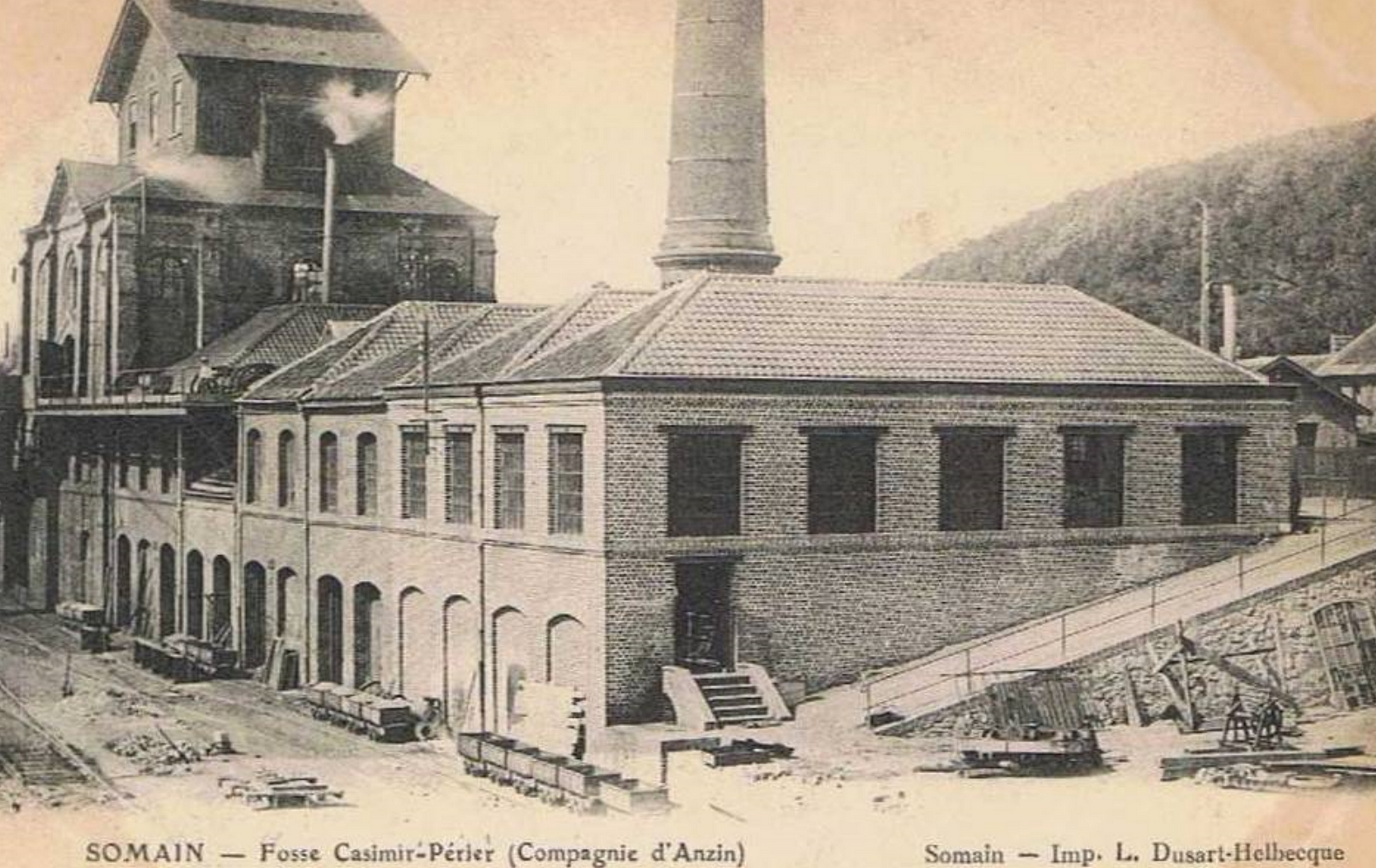
La fosse Casimir-Perier des mines d'Anzin, commencée en 1856, à Somain, à l'ouest de la concession.

La Compagnie d'Anzin ouvre de 1851 à 1856 sept nouveaux puits de quatre mètres de diamètre et en 1858 elle possède trente-sept puits d'extraction, neuf puits d'épuisement et cinq puits en creusement. Elle transforme ses anciens puits, y installe des guides et de nouvelles et puissantes machines d'extraction. Elle adopte en 1851 le mode d'adjudication pour l'abattage dans les tailles. Elle poursuit les essais de l'appareil Méhu, monté à la fosse Davy, nouveau mode d'extraction à tiges oscillantes, qui supprime les câbles. Ses bénéfices sont importants, grâce à l'augmentation du prix des houilles, dont voici un exemple : la Compagnie d'Anzin livre depuis leur fondation aux forges de Denain la plus grande partie de leur combustible. Or, de 1848 à 1853, le prix de la houille livrée à ces établissements fluctue d'un franc à un franc huit centimes l'hectolitre. De 1854 à 1859, ce prix varie d'un franc quinze centimes à un franc quarante-cinq centimes, en augmentation de vingt-six centimes ou d'environ trois francs par tonne. Le Moniteur industriel publie en 1859, un article paraissant émaner de la Compagnie d'Anzin, qui donne les résultats de l'exploitation de ces mines, pendant les neuf dernières années (de 1850 à 1858) : la vente de 83 070 210 hectolitres a produit 94 907 077 francs ou 1,142 franc l'hectolitre, les dépenses d'après les comptes admis par les
comités d'évaluation de la redevance proportionnelle sont de 74 970 827 francs ou 90,2 centimes l'hectolitre, le produit net restant est de 19 936 250 francs ou vingt-quatre centimes l'hectolitre. Pendant ces neuf années, le prix de vente ressort à 12,70 francs la tonne, le prix de revient à dix francs et le bénéfice à 2,70 francs la tonne.

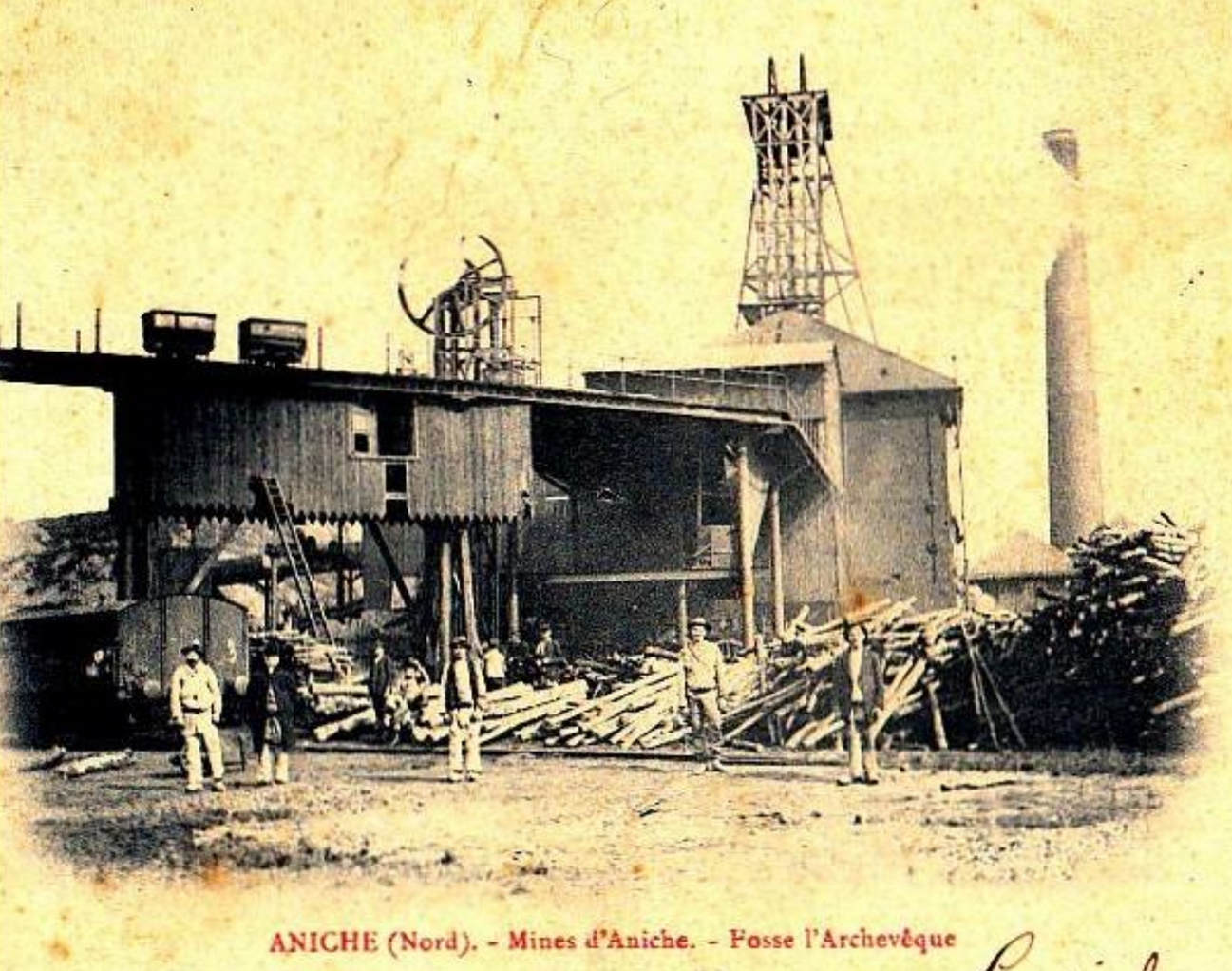
La fosse Archevêque des mines d'Aniche à Aniche est dès les années 1880 équipée d'un chevalement métallique.

La Compagnie d'Aniche possède en 1850 cinq fosses ouvertes sur un gisement de houille sèche. Elle vient s'établir, en 1852, près de Douai, et y découvre un gisement de houille grasse qu'elle exploite déjà en 1854, par la fosse Gayant. Elle creuse bientôt trois nouveaux puits, l'un sur ce même gisement de charbon gras, et deux sur le gisement de houille sèche à Aniche. En même temps, elle relie tous ses puits au chemin de fer du Nord, construit des maisons d'ouvriers, des ateliers de réparation, et établissait une fabrique d'agglomérés. Son extraction doublait de 1850 à 1859, et elle réalisait des bénéfices importants qui lui permirent de faire face à ces grands travaux de premier établissement, en même temps que de répartir à ses sociétaires de beaux dividendes.
Douchy augmente sa production et réalise des bénéfices importants, qu'il distribue, en très grande partie, à ses actionnaires. Il n'entreprend que très peu de travaux neufs dans sa concession, mais il consacre trois-cent mille francs à la création des mines de Courrières, et obtient dans la formation de cette Compagnie houillère, près des deux tiers des actions qu'il distribue à ses actionnaires. Ces actions de Courrières, qu'ont reçu gratuitement les actionnaires de Douchy représentent aujourd'hui une valeur quatre fois plus grande, que la valeur totale des mines de Douchy. D'après un mémoire de Charles Mathieu, Directeur des mines de Douchy intitulé « Les houillères anglaises et les houillères du département du Nord », paru en 1860, l'établissement des mines de Douchy, aurait coûté depuis l'ouverture de son premier puits, près de neuf millions de francs, dont un million de francs pour le chemin de fer, trois millions cinq-cent mille francs pour les puits en activité avec machines et bâtiments, deux millions cinq-cent mille francs pour les terrains et six-cents maisons d'ouvriers, six-cent mille francs pour le matériel du fond et du jour, un million de francs pour les puits abandonnés, les explorations, les forages, les pavés, et 277 000 francs pour le livage, la locomotive, les machines d'épuisement, les chevaux... soit un ensemble de 8 777 000 francs. Ce capital correspond à près de cinq millions par cent mille tonnes de houille produites annuellement.

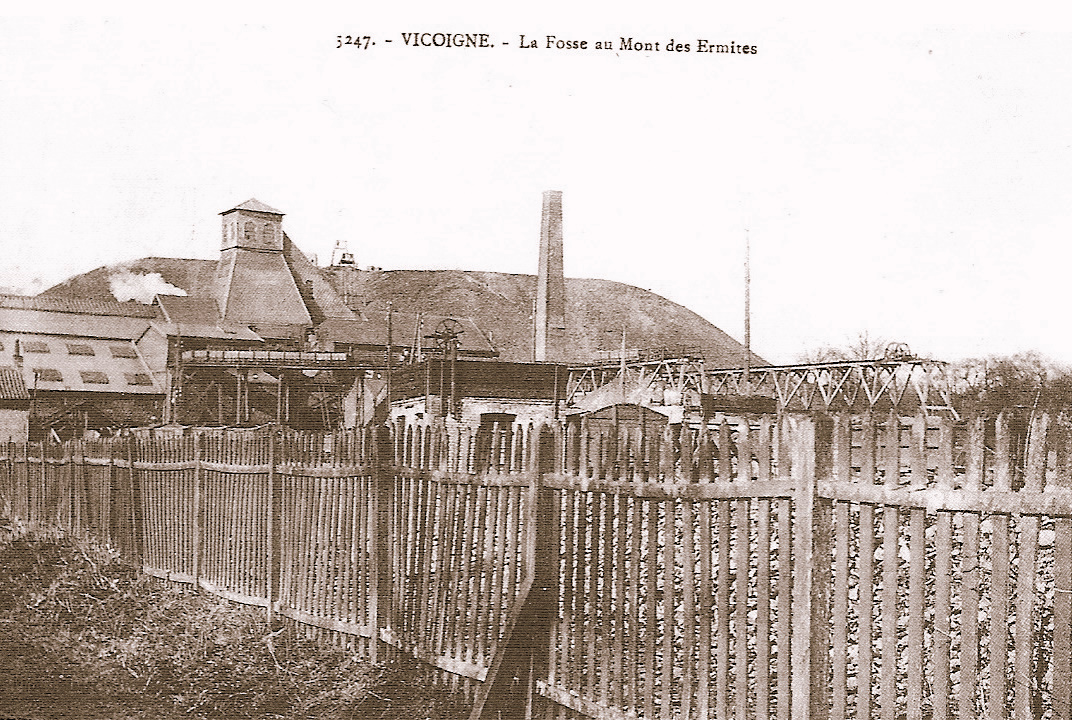
La fosse no 4 des mines de Vicoigne et son terril.

Vicoigne abandonne en 1854 la fosse Pontpéry de la concession de Château-l'Abbaye, qui ne fournit que du mauvais charbon. Son exploitation à Vicoigne s'effectue toujours dans des conditions de prix de revient très avantageuses. Cependant les travaux de la fosse no 4 rencontrent le torrent, et une venue d'eau de 4 500 hectolitres, l'oblige à installer une deuxième machine d'épuisement. Les cuvelages des fosses, établis avec des bois d'une épaisseur insuffisante, sont en grande partie changés. Un chemin de fer d'environ cinq kilomètres, est construit pour relier les fosses à la gare de Raismes. En même temps, la Compagnie développe son établissement de Nœux, qui fournit déjà 90 000 tonnes en 1857.
Azincourt, avec une extraction faible réalise des bénéfices et distribue sept dividendes. Il exécute divers sondages à l'ouest, sur Monchecourt, qui rencontrent le terrain houiller, et ouvre, en 1858, près de ces sondages, la fosse Saint-Roch. Il lui est accordé, le 15 février 1860, une extension de concession. Fresnes-Midi réalise quelques bénéfices qui servent à éteindre une partie de ses dettes. Crespin, en 1851, à l'époque où les houilles sont très demandées, reprend ses travaux de recherches. Il exécute un sondage à Onnaing et y découvre le terrain houiller sans houille. Il rouvre par le système Kind, l'ancien deuxième sondage du bureau de Quiévrechain, suspendu en 1853, et y rencontre à 285 mètres le terrain houiller sous la formation dévonienne trouvée à 148 mètres. Poussé jusqu'à 449 mètres, ce sondage traverse plusieurs veinules de charbon et même une petite veine de trente centimètres d'épaisseur. Marly reste complètement abandonné.

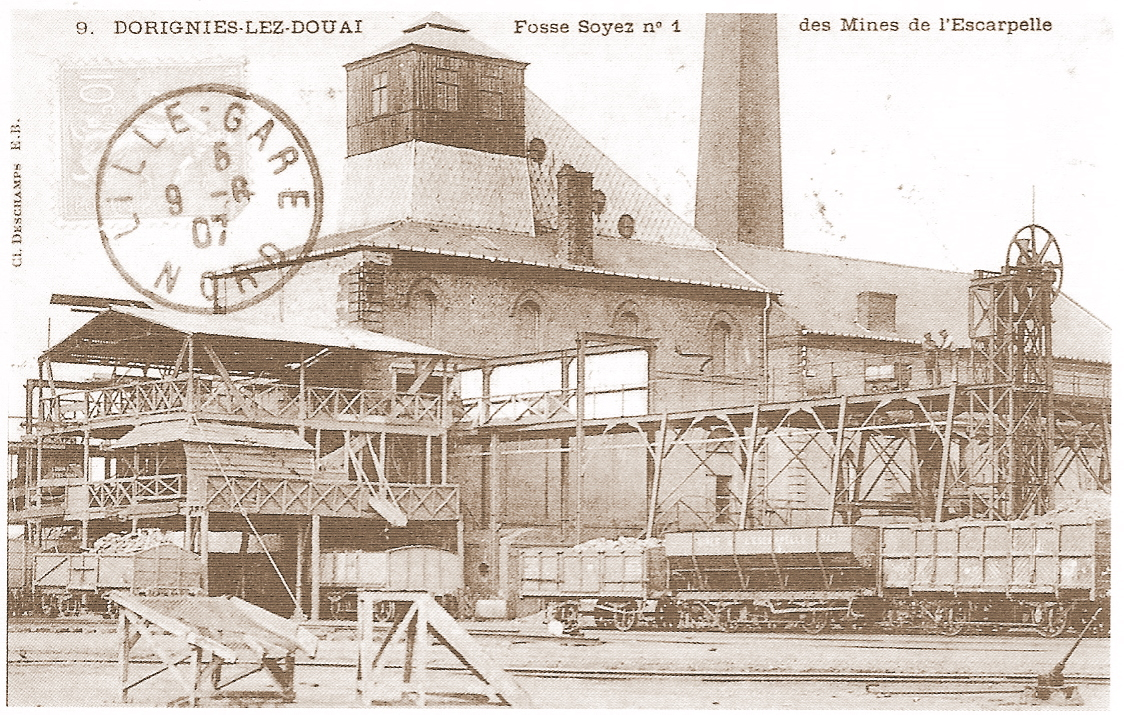
La fosse no 1 des mines de l'Escarpelle a eu une importance capitale dans la découverte du bassin du Pas-de-Calais.

L'Escarpelle a, en 1850, un puits qui commence à entrer en exploitation. Elle en ouvre un second à Leforest. Mais ces deux puits, établis sur des houilles sèches, donnent de faibles résultats, et la compagnie, dont le capital est épuisé, entame des pourparlers pour céder son établissement. Ces pourparlers n'ayant pas abouti, après avoir doublé son capital, la compagnie ouvrit un troisième puits à Flers-en-Escrebieux, qui la remet à flot. Les actions de cinq-cents francs montent à mille francs en 1859. Des dividendes de trente et quarante francs ont été répartis de 1852 à 1854, aux trois mille actions primitives, et de 1855 à 1860, le dividende des six-mille actions, varie de trente-cinq à quarante-cinq francs.
D'autres sociétés ont une vie éphémère. Les acquéreurs des droits de l'ancienne Compagnie des Canonniers de Lille, constituent, en 1856, une nouvelle compagnie, dite des mines de Marchiennes, au capital de six millions, divisés en douze mille actions de cinq-cents francs et dans laquelle ils font apport des travaux précédemment exécutés, pour la somme de 1 600 000 francs, montant des dépenses faites en capital et intérêts. La nouvelle société, qui n'a pu placer qu'un petit nombre de ses actions payantes, exécute en 1856 et 1857, deux sondages à Raches et au Pont-de-Lallaing, qui rencontrent la houille. Mais la compagnie ayant épuisé ses ressources et dépensé environ deux-cent-mille francs, est obligée de se dissoudre, vend son matériel, et cède, en 1859, tous ses droits à l'un des actionnaires, pour la minime somme de mille cent francs.

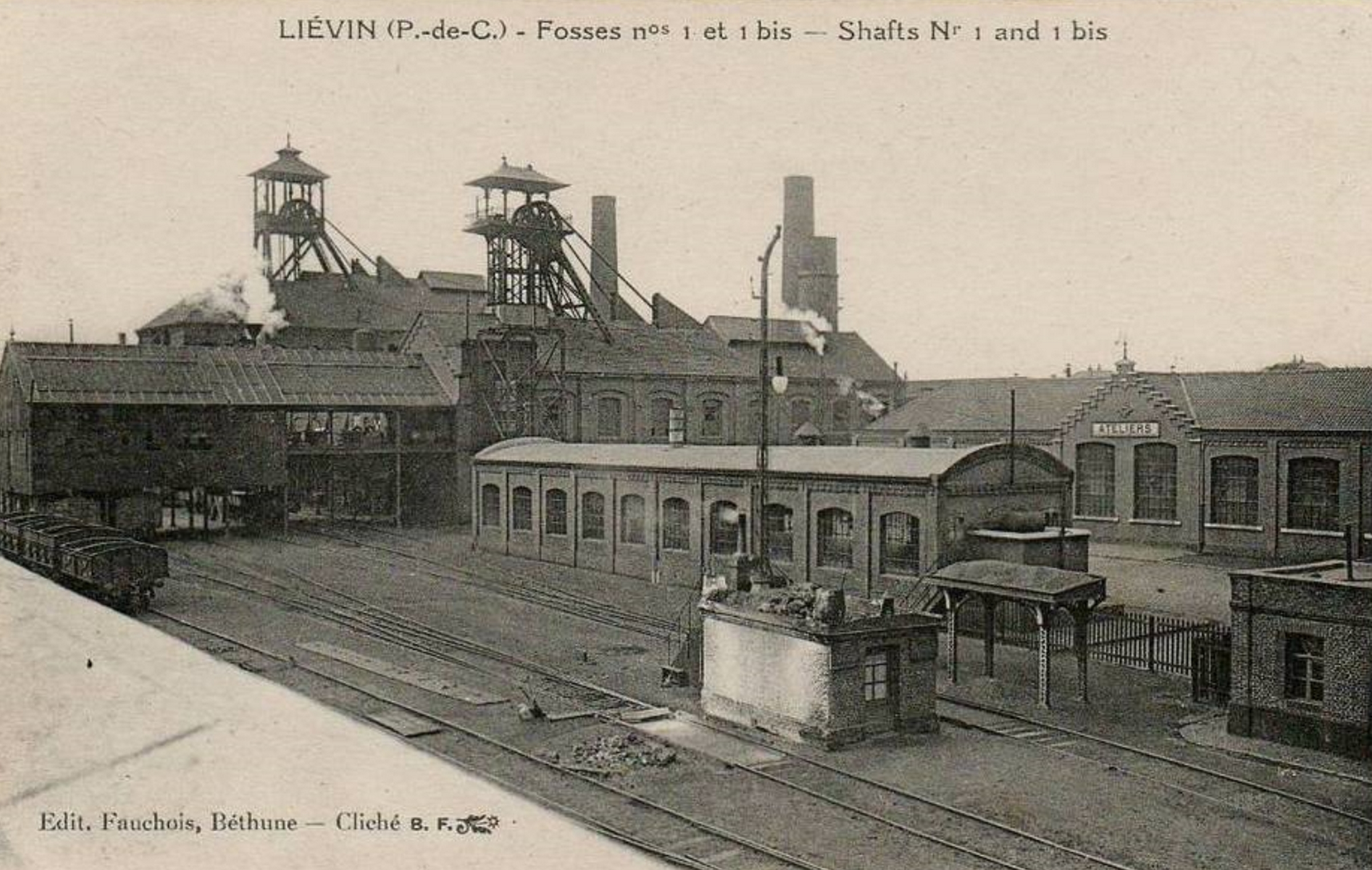
Les puits nos 1 bis et 1 de la fosse nos 1 - 1 bis - 1 ter des mines de Liévin.

Les entreprises de recherches qui avaient complètement cessé se réveillent à partir de la découverte de l'Escarpelle. Mais elles se portent toutes dans le Pas-de-Calais, à Hénin-Liétard, au-delà de Lillers, et donnent lieu à l'institution des dix concessions de Dourges à Fléchinelle. En 1854, époque de reprise du marché des houilles, de nombreuses sociétés exécutent des recherches au nord et au sud des concessions établies, et donnent naissance aux nouvelles concessions de Vendin, Ostricourt, Liévin... Un sondage exécuté en 1854 par la Compagnie de l'Escarpelle, au moulin d'Auby, ayant constaté le calcaire, Émile Vuillemin en conclut que la bande houillère devait s'étendre au nord des concessions d'Aniche, de l'Escarpelle et de Dourges. Sur ses indications, la Compagnie Douaisienne entreprend, en 1855, plusieurs sondages, dont deux à Raches et à Montécouvé qui ont rencontré le terrain houiller mais sans houille. Une société, dite de Saint-Amand, formée à Béthune en 1855, fait des recherches dans la forêt de Raismes-Saint-Amand-Wallers. Au sud, des recherches sont faites à Courcelles-lès-Lens, d'abord par monsieur Dellisse-Engrand, puis par le sieur Lebreton. Un sondage fait à Halluin en 1858, rencontre des grès micacés avec quelques veinules charbonneuses qu'on croit tout d'abord appartenir à la formation houillère, mais qui appartiennent à la formation dévonienne. Une société reprend la fosse du Moulin de Lesquin, creusée en 1782 par le sieur Godonesche. Elle n'obtient pas de meilleurs résultats que ce dernier, et au commencement de 1859, après des dépenses assez considérables, elle entre en liquidation et met en vente publique son matériel.

### Particularités présentées dans les diverses houillères de 1870 à 1880

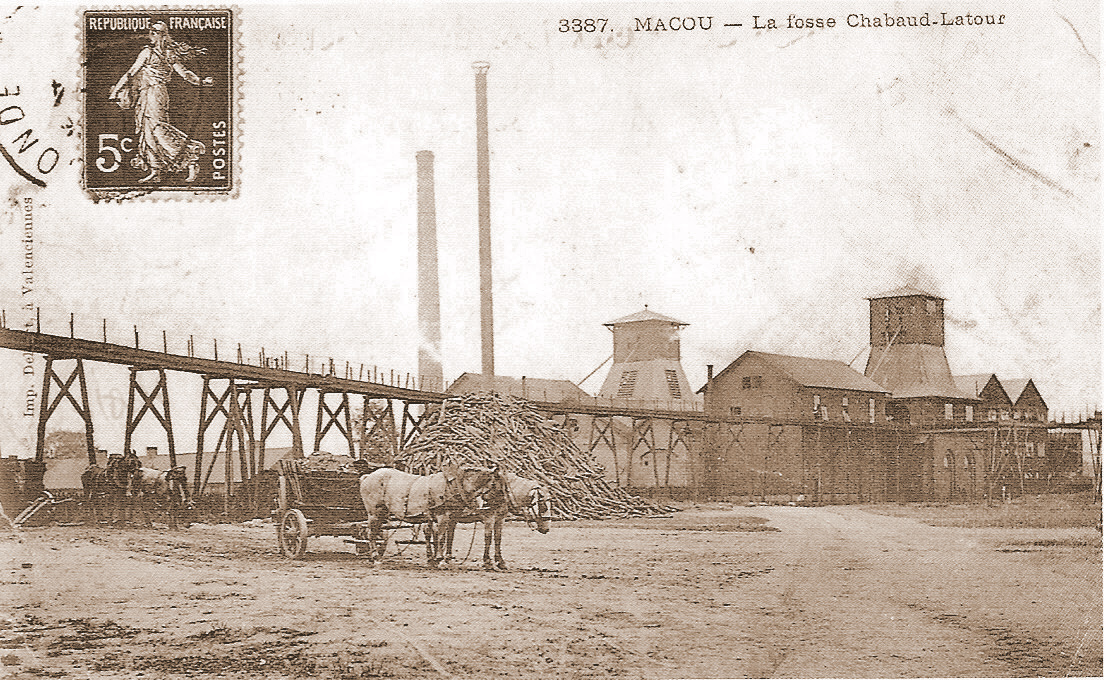
La fosse Chabaud-Latour des mines d'Anzin, commencée en 1873 à Condé-sur-l'Escaut, présente une innovation majeure : elle est ouverte avec trois puits.

La Compagnie d'Anzin développe beaucoup son extraction, qui passe de 1 760 000 tonnes en 1870, à 2 380 000 tonnes en 1880, et représente les deux tiers de la production totale du Bassin. La Compagnie d'Anzin possède dix-neuf fosses en activité produisant en moyenne 125 000 tonnes par an, et deux fosses en creusement. Elle applique trois perforations mécaniques, plusieurs trainages mécaniques, construit 845 fours à coke, deux usines à briquettes, avec appareils de criblages et de lavage perfectionnés, prolonge d'Anzin à Péruwelz son chemin de fer qui se développe sur trente-sept kilomètres de longueur, et est exploité par trente-et-une locomotives et plus de mille huit-cents wagons. Elle occupe plus de quinze mille ouvriers, logés en partie dans ses deux mille cinq-cents maisons. La Compagnie d'Anzin est, sans contradicteurs, le plus grand établissement de mines du monde entier.

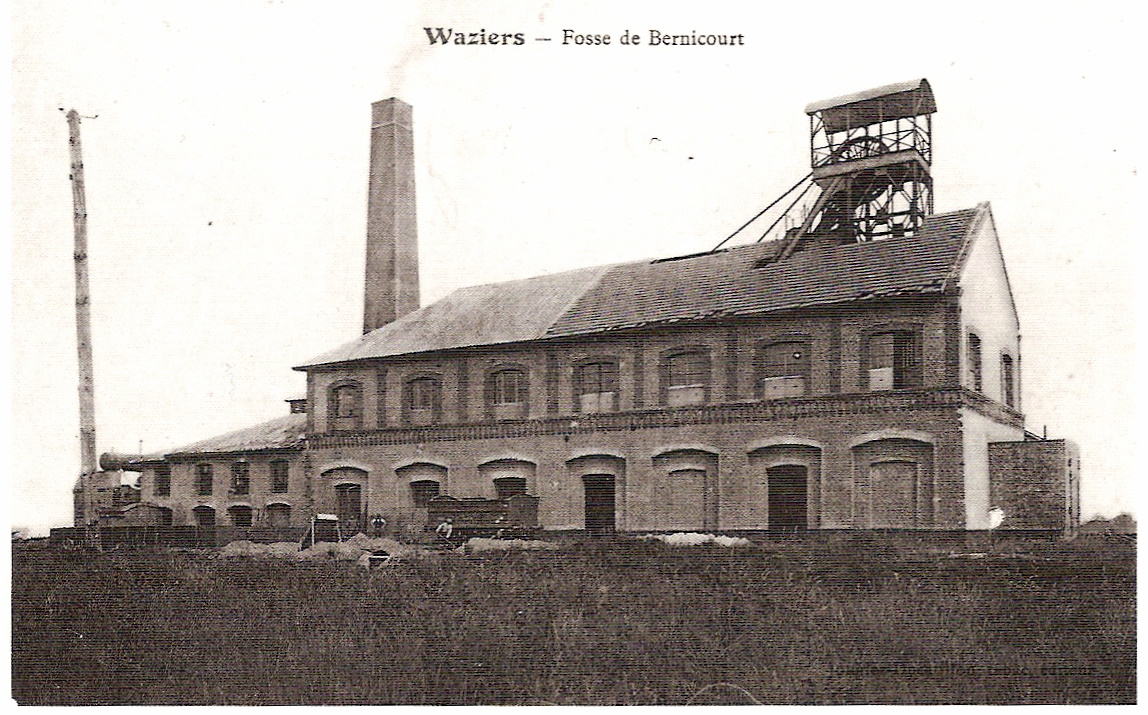
La fosse Bernicourt des mines d'Aniche à Waziers entre en exploitation en 1877.

L'extraction de la Compagnie des mines d'Aniche passe de 447 000 tonnes en 1870, à 624 000 tonnes en 1874, mais elle diminue les années suivantes, par le manque de débouchés. Elle est de 606 000 tonnes en 1880, avec huit puits en exploitation, deux puits appropriés spécialement à l'aérage et à la remonte et à la descente des ouvriers, un puits en approfondissement et deux puits en creusement. Elle établit deux trainages mécaniques, une perforation mécanique, et construit une deuxième usine à coke, avec appareils de criblage, de nettoyage et de lavage perfectionnés. Elle possède sur son exploitation de Douai, deux-cent-cinquante fours à coke, à Aniche, une fabrique de briquettes. Elle emploie trois mille cinq-cents ouvriers, et possède sept-cent-cinquante maisons d'ouvriers, trois écoles, une salle d'asile...
L'extraction de la Compagnie des mines de Douchy varie de cent-cinquante mille à deux-cent mille tonnes. Un nouveau puits a été creusé par le système Kind-Chaudron, vingt-cinq fours à coke ont été construits. La Compagnie de Vicoigne maintient son extraction dans les limites de cent-douze mille à cent-quarante mille tonnes, mais voit la production de son exploitation de Nœux s'accroître de 236 000 tonnes en 1870 à 580 000 tonnes en 1880. Elle rompt son association avec Anzin pour la vente des charbons maigres. L'extraction de la Compagnie des mines de l'Escarpelle est de 143 000 tonnes en 1870. Elle est de 285 000 tonnes en 1880. Elle ouvre un puits no 5, par le système Kind-Chaudron et traite avec des industriels qui viennent établir à Dorignies, cent-cinquante fours à coke et une fabrique de briquettes des marchés à long terme, pour la livraison des charbons nécessaires à l'alimentation de ces établissements.

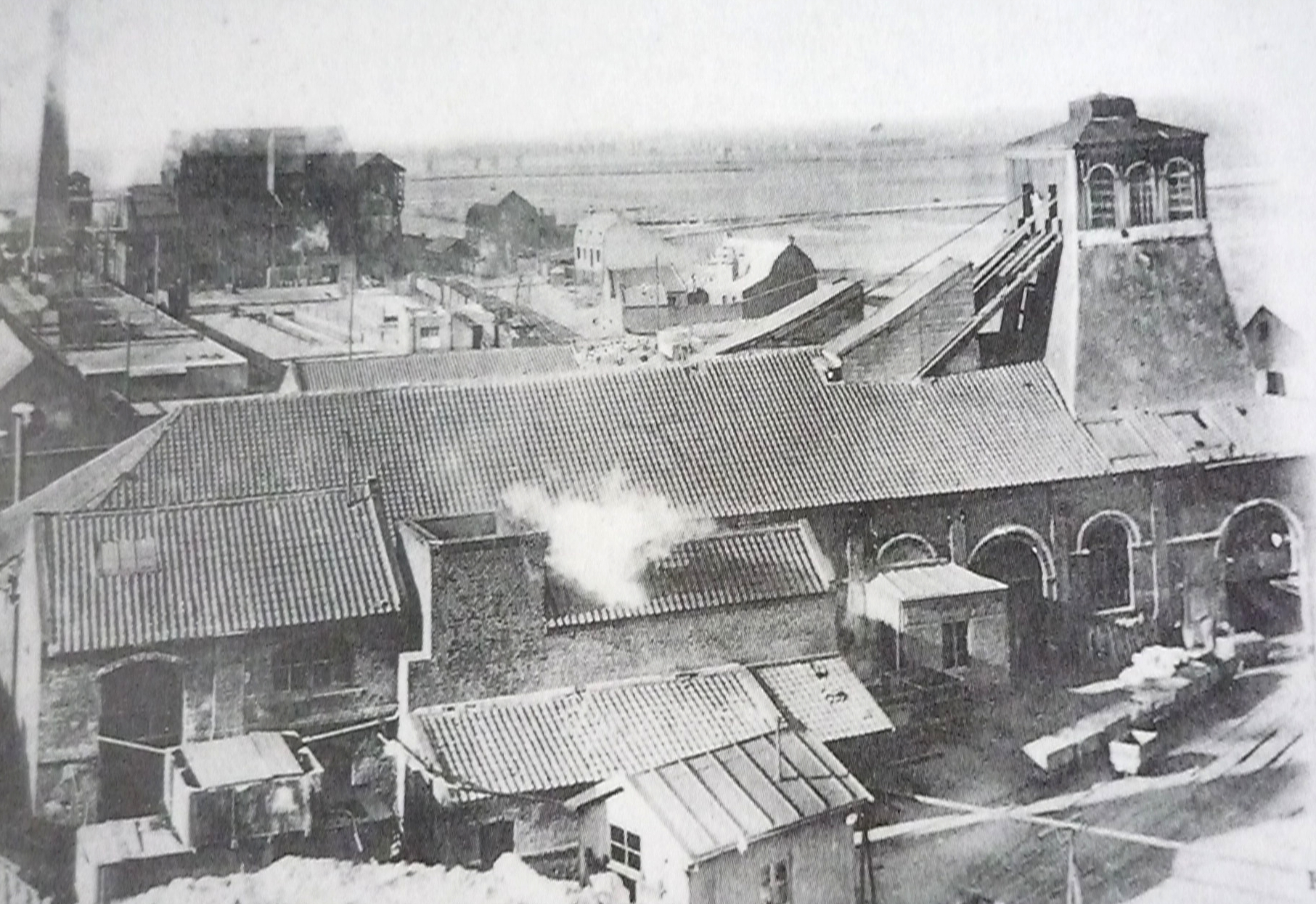
La fosse no 1 des mines d'Azincourt.

La Compagnie des mines d'Azincourt extrait de vingt-trois mille à quarante-quatre mille tonnes par an, de sa fosse Saint-Roch. Elle abandonne et reprend plusieurs fois les fosses Saint-Auguste et Saint-Édouard, dont elle poursuit l'approfondissement à cinq-cent-cinquante mètres, et dans lesquelles elle exécute des travaux d'exploration, mais sans succès. Ces travaux occasionnent des dépenses importantes qui ne peuvent être couvertes que par des emprunts successifs, dont les intérêts et le remboursement grèvent bien lourdement cette houillère.
En 1870, il existe dans le bassin du Nord, cinq concessions dans lesquelles on n'exécute aucun travail, il s'agit de celles d'Hasnon, appartenant à la Compagnie d'Anzin, de Bruille et de Château-l'Abbaye, appartenant à la Compagnie de Vicoigne, de Saint-Aybert, de Crespin, et de Marly. Lorsque la pénurie des houilles s'est fait sentir en 1873, on demande partout la mise en activité des mines abandonnées, ou la déchéance des concessionnaires qui ne reprendraient pas les travaux de leurs concessions. Des mises en demeure sont adressés, à cet effet, par le gouvernement. La Compagnie d'Anzin se met en mesure d'ouvrir une fosse à Wallers, pour exploiter sa concession d'Hasnon, mais elle abandonne ses préparatifs lorsque la demande des houilles a diminué. La Compagnie de Vicoigne résiste aux injonctions de l'administration pour la reprise de ses concessions de Bruille et de Château-l'Abbaye, en se fondant sur ce que les travaux exécutés antérieurement dans ces concessions n'avaient donné aucun résultat, et sur ce que des travaux nouveaux n'en donneraient pas davantage. Ce motif a été accepté, lorsqu'il a été bien reconnu que la houille ne manquait pas à l'industrie. La Compagnie de Fresnes-Midi n'exploite que sa petite concession d'Escaupont, par ses deux fosses Soult (nos 1 et 2), qui fournissent de cinquante mille à soixante mille tonnes par an. Elle émet, en 1874, les mille actions qui restent à la souche, et se procure ainsi un million pour ouvrir une nouvelle fosse dans sa concession de Saint-Aybert. Elle renonce à ce projet et reprend la fosse Saint-Pierre, où elle n'a rencontré jusqu'ici que des terrains accidentés. Elle distribue cinquante mille francs de dividende en 1877, et cependant à cette époque, elle doit à l'État 1 216 700 francs, principal et intérêt, sur le prêt d'un million de francs fait en 1860. Au commencement de 1881, la situation de la compagnie est mauvaise. Une assemblée générale vote le doublement du capital, et l'émission de deux mille actions de mille francs. Mais cette émission n'a pas pu être réalisée, la cote de la Bourse de Lille indiquant trois-cent-quarante francs pour la valeur des anciennes actions.

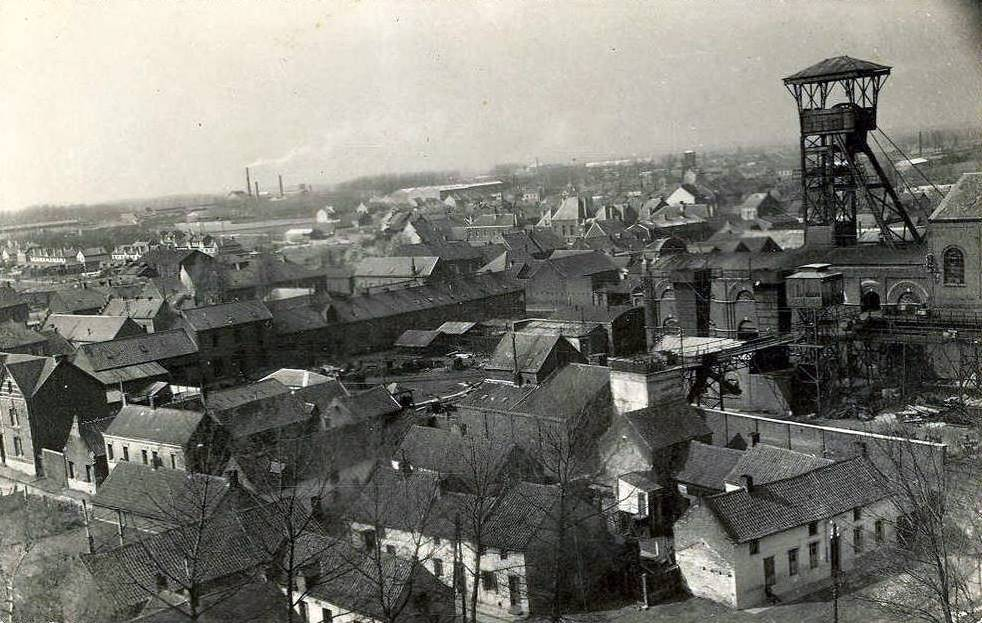
La fosse no 1 - 1 bis des mines de Crespin à Quiévrechain.

Au moment de la fièvre houillère, le 22 décembre 1874, un agent de change de Lille et un propriétaire de Valenciennes, constituent une société dite Compagnie des mines de Crespin pour la mise en valeur de la concession de Crespin. Le capital social est fixé à quatre millions, représentés par huit-mille actions de cinq-cent francs, dont premièrement, trois mille trois-cents actions valant 1 650 000 francs attribuées au propriétaire de la mine pour l'apport de la concession, et deuxièmement, quatre mille sept-cents actions valent 2 350 000 francs attribuées au fondateur de la société moyennant un versement de 2 050 000 francs. En trois jours, la souscription des quatre mille sept-cents actions est couverte quatre fois, et bientôt les actions font prime. Mais, en 1875, la maison de banque qui a encaissé les versements des actionnaires est déclarée en faillite, l'agent de change, fondateur de la société est en fuite, et sur le capital de 2 050 000 francs dont il devait compte à la société de Crespin, celle-ci n'encaisse réellement qu'environ un million deux-cent mille francs. Sur les indications d'une commission d'ingénieurs, une fosse est ouverte à Onnaing en 1875, par le procédé King-Chaudron. Les nappes d'eau de la craie y sont heureusement traversées par un cuvelage en fonte de cent-neuf mètres, et le creusement par le procédé ordinaire pénètre vers cent-soixante mètres dans le grès-vert qui donne issue à des sources abondantes. Un sondage pratiqué au fond de la fosse, rencontre le calcaire carbonifère à cent-quatre-vingt mètres, et est continué de deux-cent-cinquante mètres dans ce même terrain, jusqu'à quatre-cent-trente mètres, profondeur à laquelle il atteint le terrain houiller. En présence des difficultés que l'on trouve pour mener à bien la fosse d'Onnaing, on se décide à l'abandonner. La Compagnie de Crespin a entrepris en même temps que sa fosse d'Onnaing deux sondages, l'un à Quarouble, l'autre à la chapelle de Quiévréchain. Le premier est abandonné à deux-cent-soixante-trois mètres dans le calcaire. Le second, après avoir atteint le terrain dévonien à cent-soixante-huit mètres, en sort à deux-cent-trente-deux mètres, et a été continué d'environ cinquante mètres dans le terrain houiller, sans trouver de veines. Un troisième sondage est entrepris au commencement de 1877, près du Moulin de Quiévrechain. Il rencontre le terrain houiller à cent-soixante-six mètres, et traverse deux couches de houille à 36 % de matières volatiles, inclinées à 16 °, l'une de soixante-six centimètres, à 428 mètres, l'autre de cinquante-neuf centimètres, à 487 mètres, puis a été continué jusqu'à six-cent-vingt mètres. La compagnie dispose encore de cinq-cent-mille francs et sur l'avis d'une commission d'ingénieurs, cette somme est suffisante avec le matériel disponible pour creuser un puits de cinq-cents mètres, elle commence, en 1880, les préparatifs de l'établissement de ce puits.

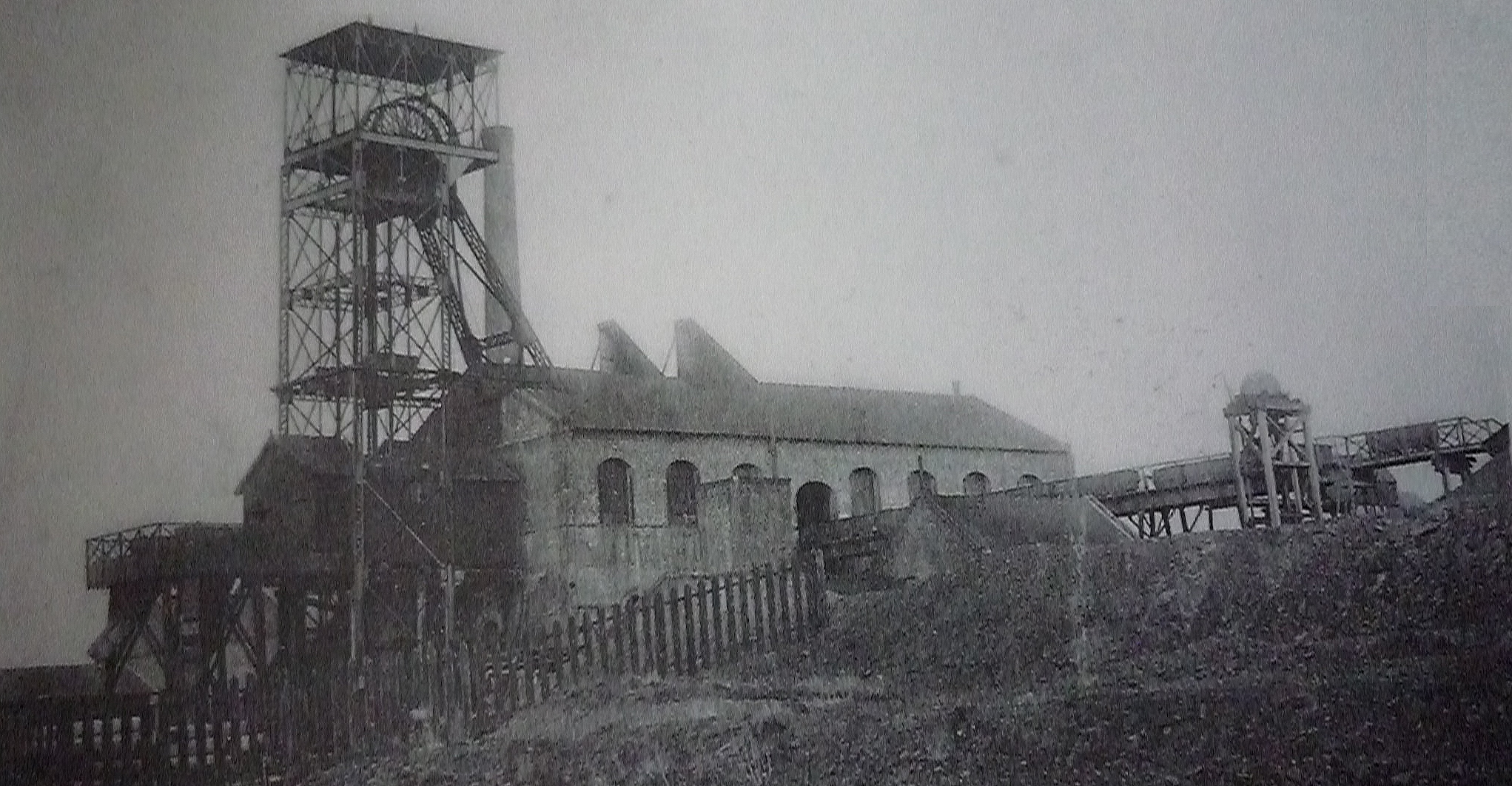
La fosse de Saint-Saulve de la Compagnie de Marly à Saint-Saulve.

La reprise des travaux de Marly, tentée en 1863, n'a pas abouti, faute de souscription des actions. Mais, en 1874, l'émission de ces actions a été assez facile, et bientôt même elles font prime. La société entreprend donc, en 1875, deux sondages, l'un à Saint-Saulve qui rencontra le terrain houiller à quatre-vingt mètres, puis la houille, et l'autre à Onnaing, qui a été abandonné à cent-cinquante-quatre mètres dans le calcaire. Au commencement de 1876, elle ouvre un puits près du sondage de Saint-Saulve à l'aide du système Kind-Chaudron. Ce puits pénètre bientôt à soixante-dix-huit mètres dans le terrain houiller et traverse les couches rencontrées par le sondage. On essaye de les mettre en exploitation, en même temps qu'on pousse des galeries d'exploration au sud et au nord. Ces travaux ne donnent pas de résultats satisfaisants, et les ressources de la compagnie sont complètement épuisées, un jugement du 16 juin 1881 a prononcé la liquidation de la société.
À la fin de 1873, monsieur Gonnet demande en son nom et au nom de la Société de la Scarpe inférieure reconstituée, une concession de 7 775 hectares, au nord de celle d'Aniche. Il fait valoir à l'appui de sa demande les dépenses considérables, faites sur les terrains dont il s'agit, par diverses sociétés et qui se sont élevées à 1 420 000 francs. Cette demande est mise aux affiches, mais le gouvernement refuse la concession, par le motif que les gîtes reconnus n'offrent pas les conditions d'une exploitation fructueuse. Malgré la situation très favorable de l'industrie houillère, il n'est pas fait de nouvelles recherches dans le bassin du Nord, sans doute parce qu'on le considère comme complètement exploré. Tous les efforts des chercheurs de houille se portent entre Lillers et Hardinghem, dans le but de découvrir le passage du bassin du Pas-de-Calais au bassin du Boulonnais, dont la jonction est envisagée comme probable. Il n'est fait qu'un seul sondage, par monsieur Cannelle, à Flines-lez-Raches, où le terrain houiller et même la houille ont été constatés depuis longtemps. Ce sondage trouve une couche de soixante-dix-centimètres, sans qu'il soit donné suite à cette découverte.

### Période de 1880 à 1914
L'année 1906 est marquée par la Catastrophe de Courrières qui a frappé les fosses nos 2, 3 - 15 et 4 - 11 de la Compagnie des mines de Courrières, mille quatre-vingt-dix-neuf personnes ont été tuées. Le 13 mars ont lieu les funérailles, des manifestations et des grèves s'ensuivent dans tout le bassin à l'exception de la Compagnie de Bruay, à la suite des accusations de négligences à l'encontre de la Compagnie de Courrières,.

### Première Guerre mondiale

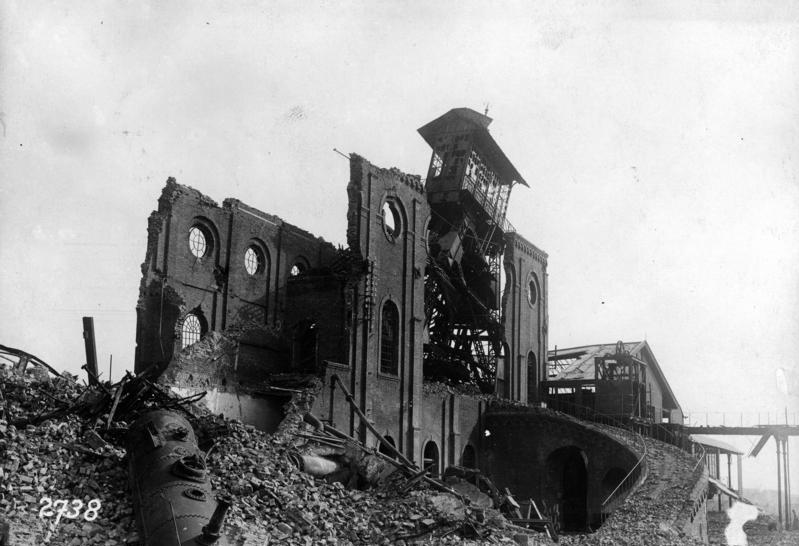
La fosse no 4 des mines de Lens à Lens détruite.

La Première Guerre mondiale, déclenchée alors que le bassin minier du Nord-Pas-de-Calais produit les deux tiers du charbon français, se soldera par un événement majeur: les allemands détruisent 18 des 19 puits, provoquant une prise de conscience qui va mener à la recherche d'autres sources d'énergie et la multiplication par huit de la production hydroélectrique dans les années 1920.
Les différentes compagnies se trouvaient avant-guerre dans une période de prospérité. La première bataille d'Artois se déroule aux portes du bassin minier, alors que la seconde bataille d'Artois se déroule au cœur du bassin minier : les Allemands prennent Lens le 4 octobre 1915. Le contrôle des mines est l'enjeu de ces batailles.
À l'ouest du front, les concessions des compagnies des mines de Nœux, Bruay, Marles, La Clarence, Ligny-lès-Aire et Ferfay ne sont pas occupées par les Allemands. Après quelques semaines d'arrêt à la suite de la mobilisation, ces compagnies se mettent à extraire énormément afin de fournir le pays en charbon, malgré le manque de main d'œuvre et les problèmes d'écoulement des produits sur le réseau ferroviaire limité, quitte à sacrifier leur avenir en exploitant les veines les plus riches et les plus accessibles. Les ouvriers travaillent jusqu'à neuf heures par jour, sans compter le temps du briquet, de la descente et de la remontée. La Compagnie de Bruay, qui extrayait deux millions sept-cent mille tonnes en 1913, en extrait trois millions cent-cinquante mille tonnes en 1915 et quatre millions cinq-cent mille tonnes en 1917. Les autres compagnies non touchées connaissent une augmentation similaire. La Compagnie de Ferfay remet en production une de ses fosses, approfondie son puits, la relie au réseau ferré, et lui ajoute un second puits.

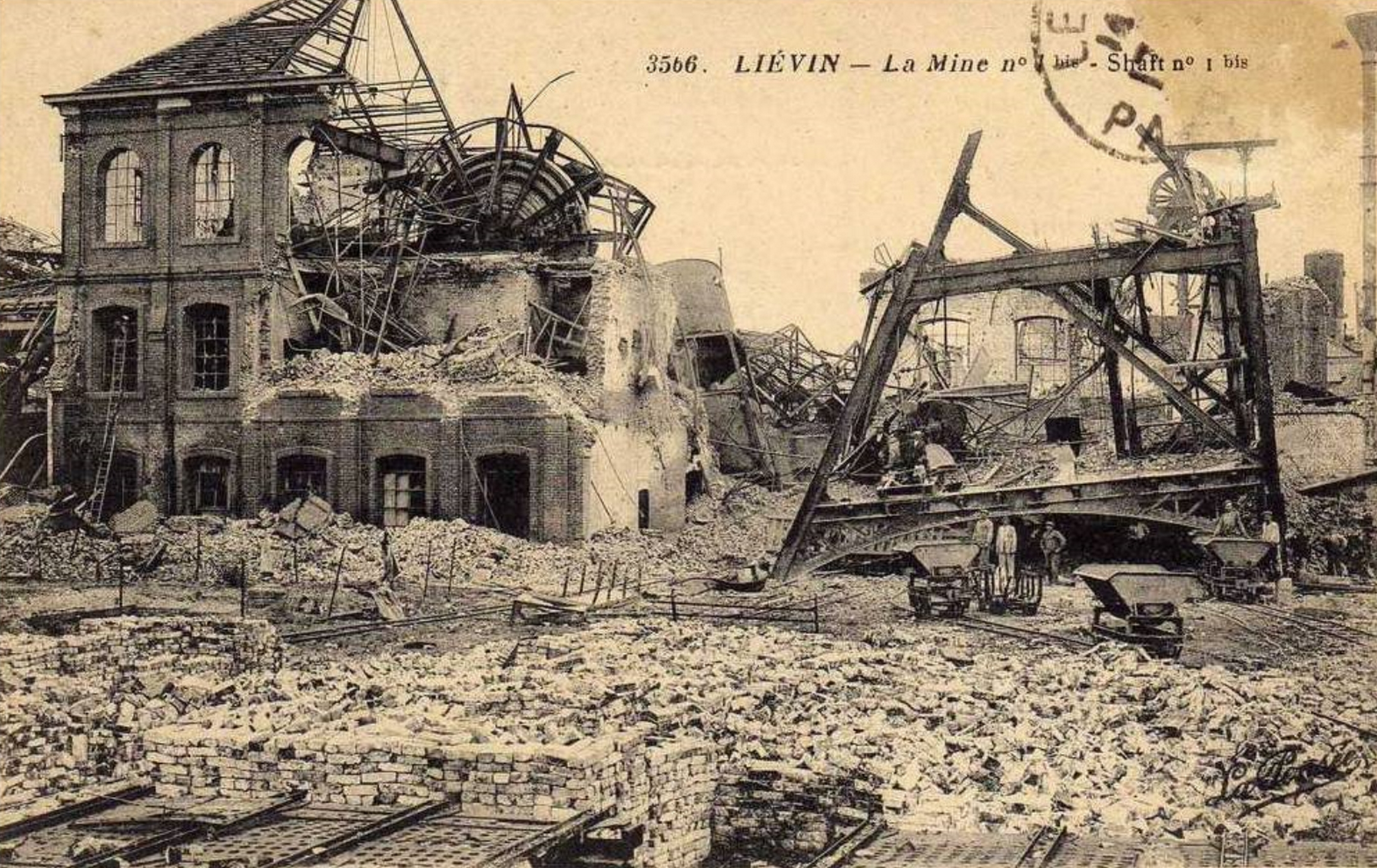
Le puits no 1 bis de la fosse no 1 - 1 bis - 1 ter des mines de Liévin à Liévin détruit.

Les fosses des compagnies minières de Lens, Liévin, et quelques-unes de la Compagnie des mines de Béthune, sont détruites ou rendues inutilisables par l'occupant sous prétexte de précautions militaires. La bataille de Loos permet aux alliés de faire avancer la ligne de front, mais les Allemands se vengent en inondant les puits du secteurs, et en détruisant systématiquement les installations de surface. La bataille de la crête de Vimy permet aux Canadiens de bouter les Allemands hors de Lens en avril 1917, mais ces derniers pillent et détruisent les fosses des Compagnies de Courrières et de Dourges, et inondent les fosses de la première.

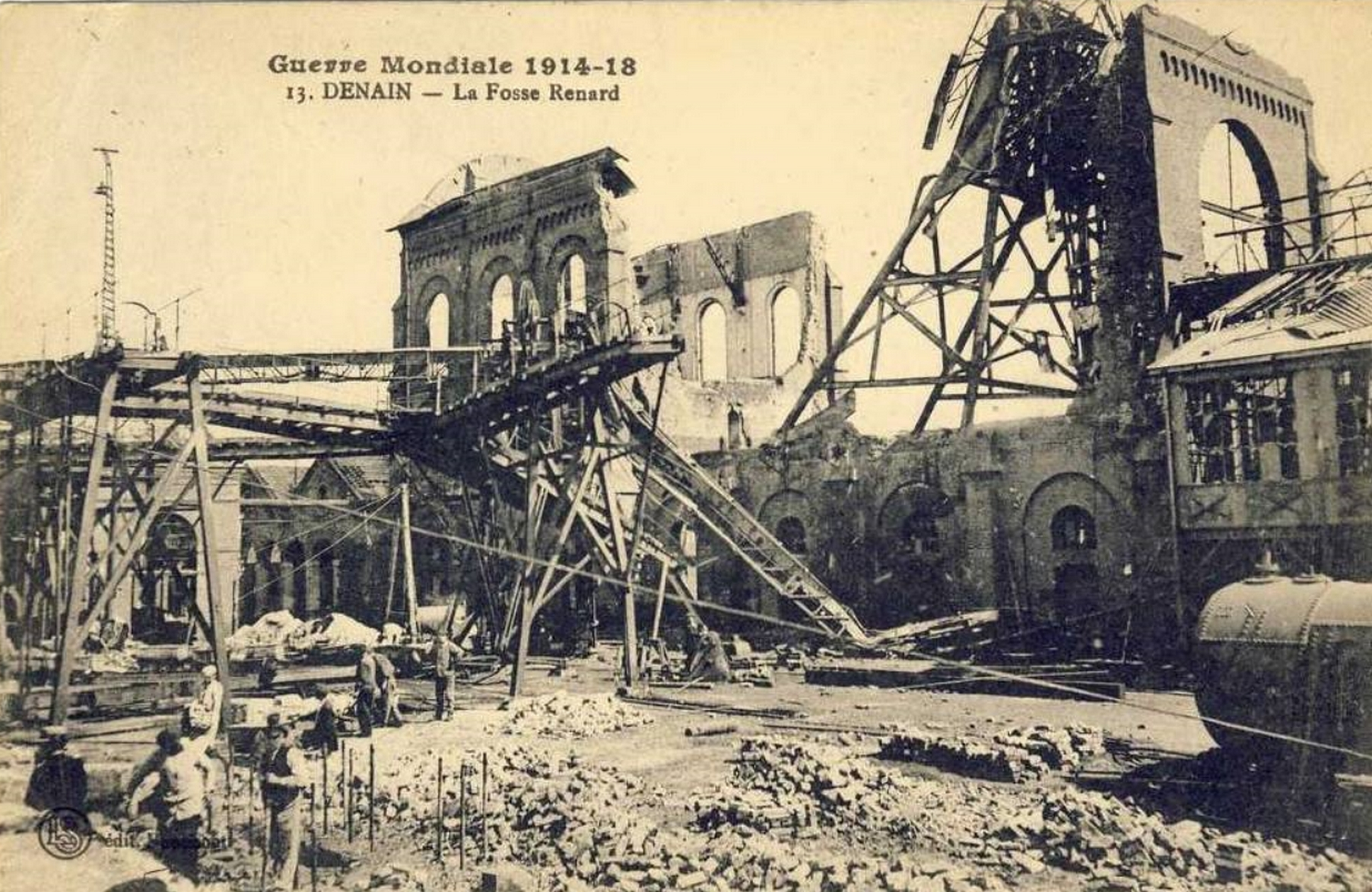
À Denain, le chevalement hangar du puits no 2 de la fosse Renard et son bâtiment sont entièrement détruits.

La « zone d'étape » comprend les compagnies minières du Nord, elle est occupée par les Allemands. L'exploitation reprend au profit de ces derniers quelques semaines après le déclenchement de la guerre, mais la main d'œuvre se fait rare : une partie des ouvriers est sur le front, l'autre est parti en exode, enfin, les ouvriers venus de Belgique ne peuvent plus passer la frontière. L'exploitation des fosses se fait sous le contrôle de la Bergverwaltung, une section des mines de l'administration germanique, qui est un intermédiaire entre les dirigeants militaires et les compagnies minières. Elle est chargée de l'approvisionnement. Malgré tout, la production baisse de 24 à 35 % par rapport à 1913.
En 1918, les Allemands amorcent leur retraite, ils détruisent méthodiquement et en quelques jours l'outil économique du Nord-Pas-de-Calais, dans les concessions des compagnies de l'Escarpelle, d'Aniche, d'Anzin..., que ce soit les fosses ou les usines de traitement du charbon. D'après Virginie Debrabant, cent-trois sièges d'extraction représentant deux-cent-douze puits sont détruits, un grand nombre de cuvelages ont été dynamités dans le Pas-de-Calais, huit cents kilomètres de voies et cent-trois ouvrages d'arts ne sont plus utilisables, cent-dix millions de mètres cubes d'eau inondent les étages inférieurs des fosses, trois mille kilomètres de galeries sont à reconstruire, seize mille logements sont en ruine, presque autant ont été abîmés par les bombardements, certaines communes, comme Lens, ont été rayées de la carte. D'après Yves Le Maner, 14 % des mobilisés ont été tués au combat.

### Reconstruction

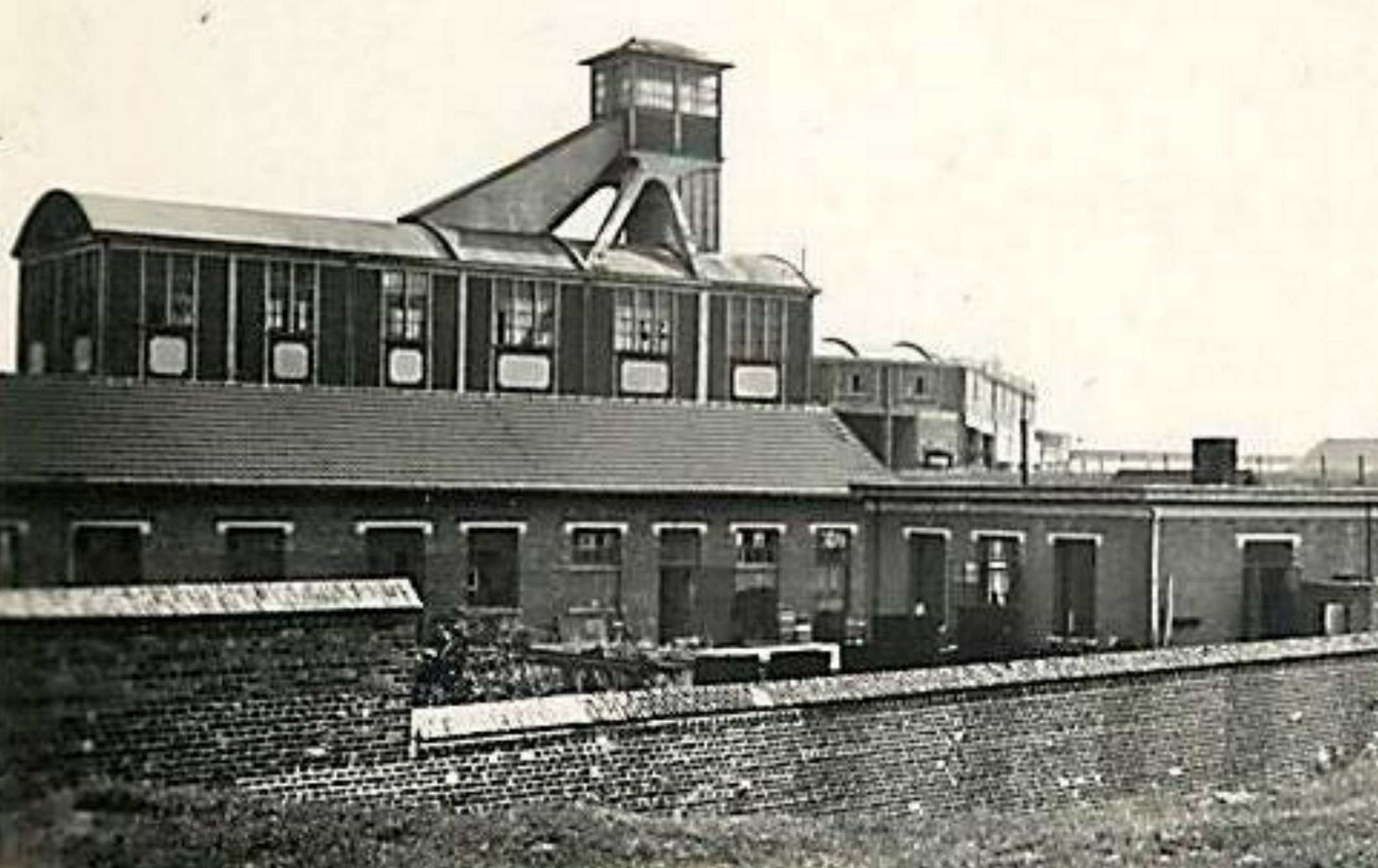
La fosse no 2 des mines de Béthune, reconstruite selon une nouvelle architecture, et avec un chevalement en béton armé.

Dès 1915, devant l'ampleur des dégâts notamment dans le voisinage de Lens, le gouvernement et les compagnies préparent la marche à suivre pour la reconstruction. Ces dernières constituent le 5 mai 1917 le Groupement des houillères envahies, avec le Comité central des houillères de France, afin d'étudier les problèmes posés par la reconstruction. Ce groupement établie avec les actionnaires et les ingénieurs des commandes de pompes de dénoyage et de treuils électriques à la fin de l'année 1917.

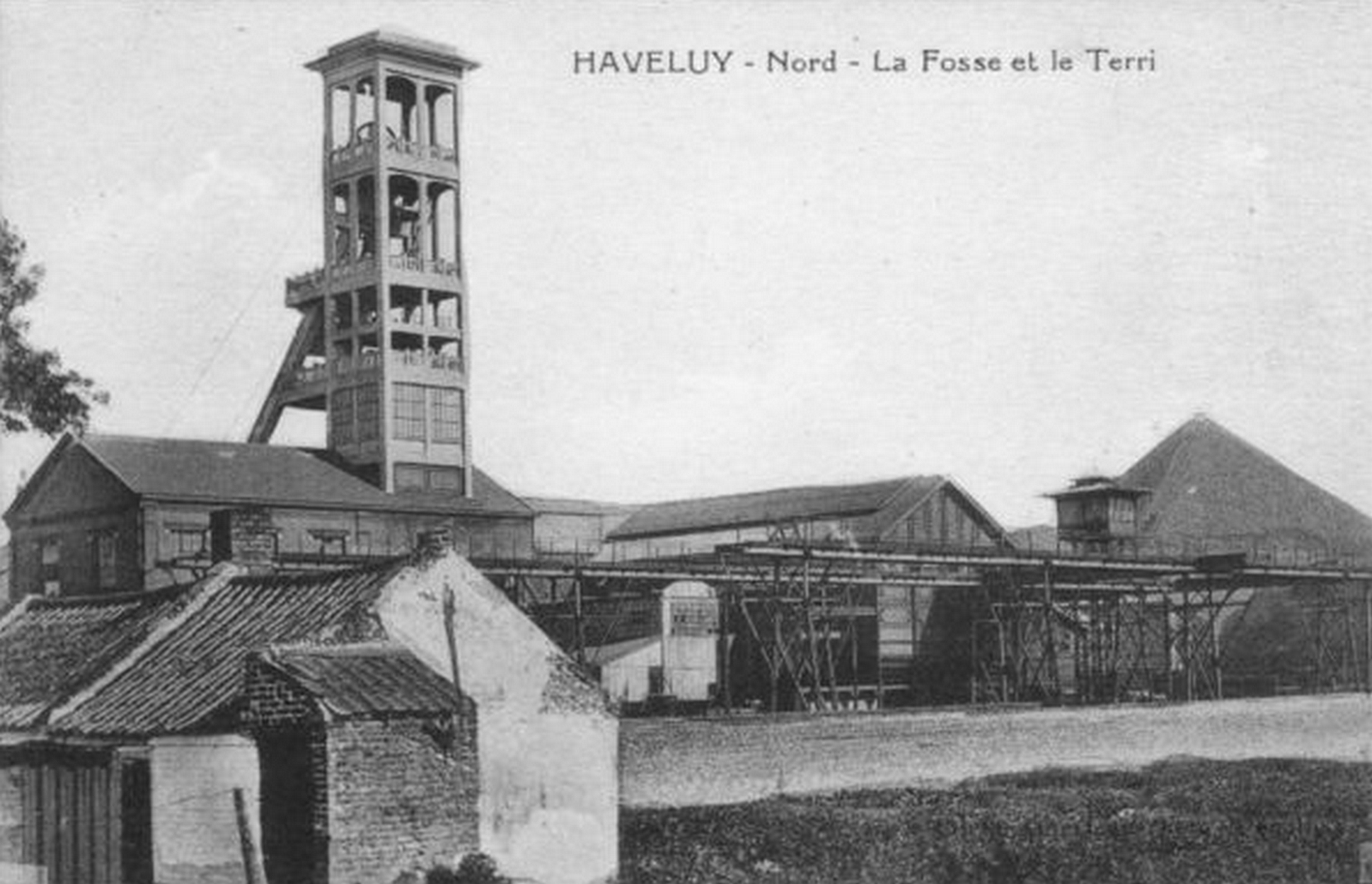
Le chevalement en béton armé du puits Haveluy no 2 fait partie d'une série de cinq chevalements identiques équipant également les puits Hérin no 3, Saint-Mark no 2, Renard no 2 et Dutemple no 2. Seul ce dernier existe encore.

Des chevalements provisoires surmontent les puits déjà réparés dans les zones libérées, les voies d'eau et de fer sont rétablies. Alors que certaines compagnies reconstruisent à l'identique, d'autres innovent et bâtissent dans un autre style architectural, plus moderne, et plus fonctionnel. Ernest Cuvelette est chargé de la reconstruction du patrimoine de la Compagnie des mines de Lens, tâche qu'il accomplit en dix ans. Le travail est immense, puisque sur huit mille logements, seuls trente-trois sont réparables. Il met à profit la reconstruction pour moderniser l'ensemble des installations de la compagnie. La fosse d'aérage no 14 bis, sise à Loos-en-Gohelle, porte son nom. La Compagnie des mines d'Aniche conserve quelques machines d'extraction à vapeur, tandis que la Compagnie des mines d'Anzin et celles du Pas-de-Calais se dotent essentiellement de machines d'extraction électriques. La Société électrique des houillères du Pas-de-Calais est fondée en décembre 1917, elle exploite tout d'abord la centrale de Bully-Grenay, puis celle de Dourges. À l'issue de la reconstruction, les grandes compagnies du Nord disposent chacune de leurs centrale. Le coût global de la reconstruction est d'environ quatre milliards et cinq-cent millions de francs, en dehors des frais annexes, comme l'habitat, supporté par les compagnies.
Une des nouveautés majeures apportées par la reconstruction est l'utilisation du béton armé pour la construction des chevalements, mais aussi de certains bâtiments miniers.
La reconstruction s'achève en 1925, alors que le bassin minier du Nord-Pas-de-Calais reprend à nouveau sa première place de producteur de houille. C'est également à cette date que la Compagnie des mines de Courrières devient la plus importante compagnie française.

### Entre-deux-guerres
L'entre-deux-guerres est marqué par l'immigration. Outre des prisonniers Allemands, des Algériens et des Chinois, présents depuis la guerre, la France signe des conventions d'immigration avec la Pologne, le 3 septembre 1919, avec l'Italie, le 30 septembre 1919, et avec la Tchécoslovaquie le 20 mars 1920. Les travailleurs immigrés reçoivent à travail égal la même rémunération que les travailleurs nationaux de même catégorie. Ils bénéficient également des mêmes avantages sociaux.
La plus grande vague d'immigration est polonaise, elle est surnommée « Stara emigrajca ». Les premiers Polonais sont arrivés vers 1909 et 1910, lorsque le prince Witold Czartoryski, actionnaire de la Compagnie d'Anzin, avait proposé à ses dirigeants de faire appel à des Polonais travaillant en Allemagne dans les mines de la Ruhr. Henri de Peyerimhoff de Fontenelle, secrétaire général du Comité central des houillères de France s'est rappelé cette bonne expérience.
Après la conférence gouvernementale franco-polonaise du 5 juin 1920, la Compagnie de Bruay leur bâtit 1 600 maisons en trois ans. Ces mineurs westphaliens savent manier le marteau-piqueur à un moment où patronat et gouvernement veulent une "nouvelle industrie", plus productive. Leur quotidien en polonais, Narodowiec, créé en 1909 à Herne (Westphalie), déménage à Lens dès 1922, amenant les syndicats à créer Prawo Ludu et Robotnik Polski. Après 1924, Peyerimhoff créé la Société générale d’immigration, pour recruter en Pologne des "silésiens".
Des ouvriers sont recrutés selon des critères sévères en Pologne, et acheminés en train jusqu'à Toul. De là, ils sont répartis dans les diverses entreprises, en fonction des besoins. Mais les compagnies sont déçues, au lieu d'avoir des mineurs qualifiés, elles ont des paysans miséreux et préfère embaucher à nouveau des mineurs polonais dans la Ruhr. Durant l'entre-deux-guerres, deux-cent mille Polonais arrivent dans la région, 93 % de ceux habitant dans le Pas-de-Calais sont des mineurs, ils représentent 40 à 45 % de la population dans des communes comme Marles-les-Mines ou Sallaumines.

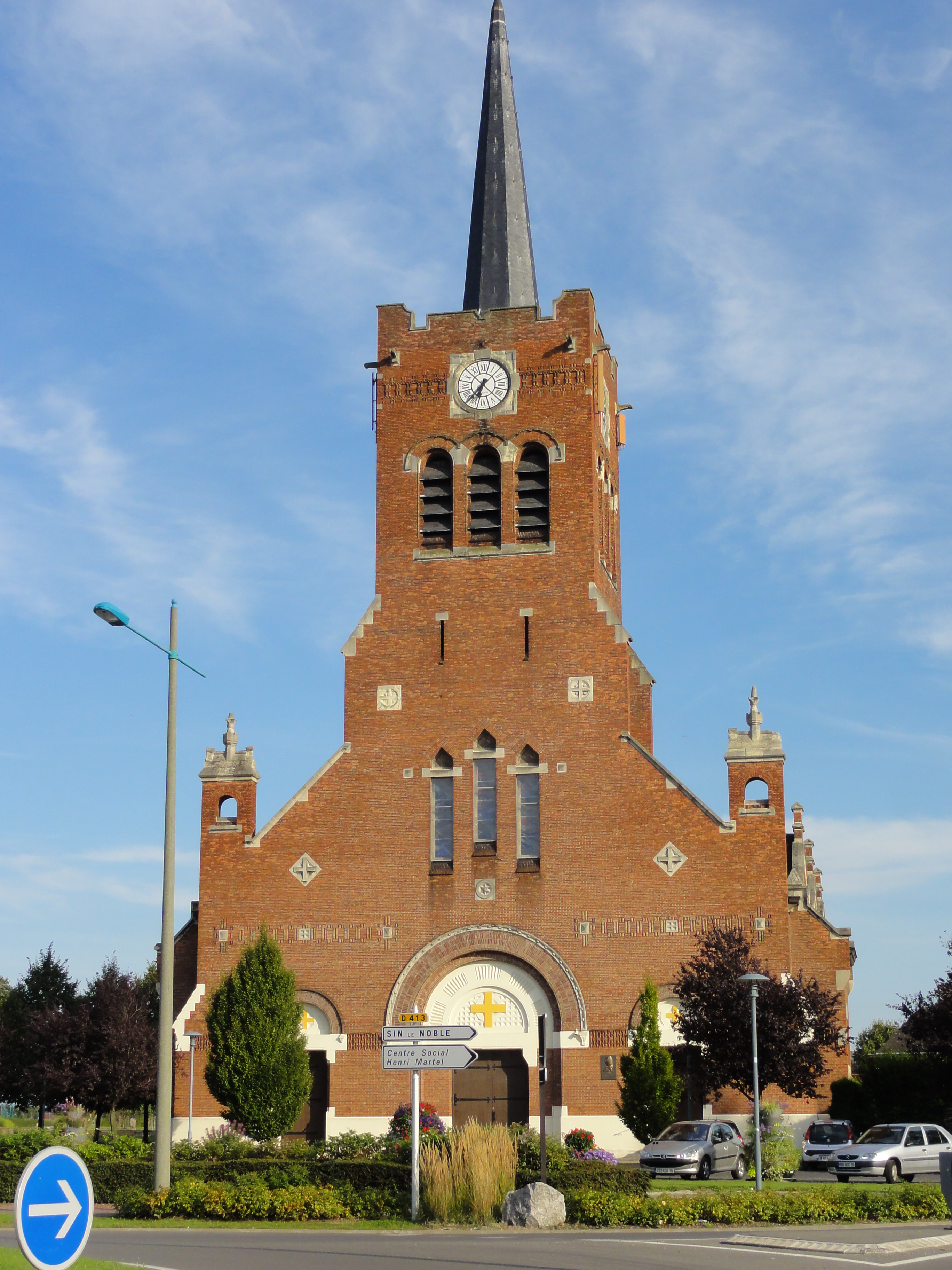
L'église Notre-Dame des Mineurs.

Les Italiens arrivent également en nombre durant l'entre-deux-guerres, grâce au traité du 30 septembre 1919. Ils proviennent des régions pauvres de l'Italie du Nord, du Frioul, et de la Vénétie. Arrivés en France, ils se regroupent en petite communauté selon l'endroit d'où ils proviennent, et sont tout d'abord occupés à des taches subalternes, étant donné qu'ils ne connaissent pas le métier. Les archives du consulat de Lille dénombrent 5 292 Italiens en 1926, date à laquelle les venues cessent par décision du gouvernement fasciste italien.
Italiens et Polonais sont très portés sur la religion, aussi, les compagnies leur bâtissent des églises, à l'image de la Compagnie des mines d'Aniche qui a construit à Waziers dans les cités de la fosse Notre-Dame l'église Notre-Dame des Mineurs. Les mineurs sont pour beaucoup adeptes des associations de musique, de jardinage, et de colombophilie.

### Krach de 1929 et période de crise

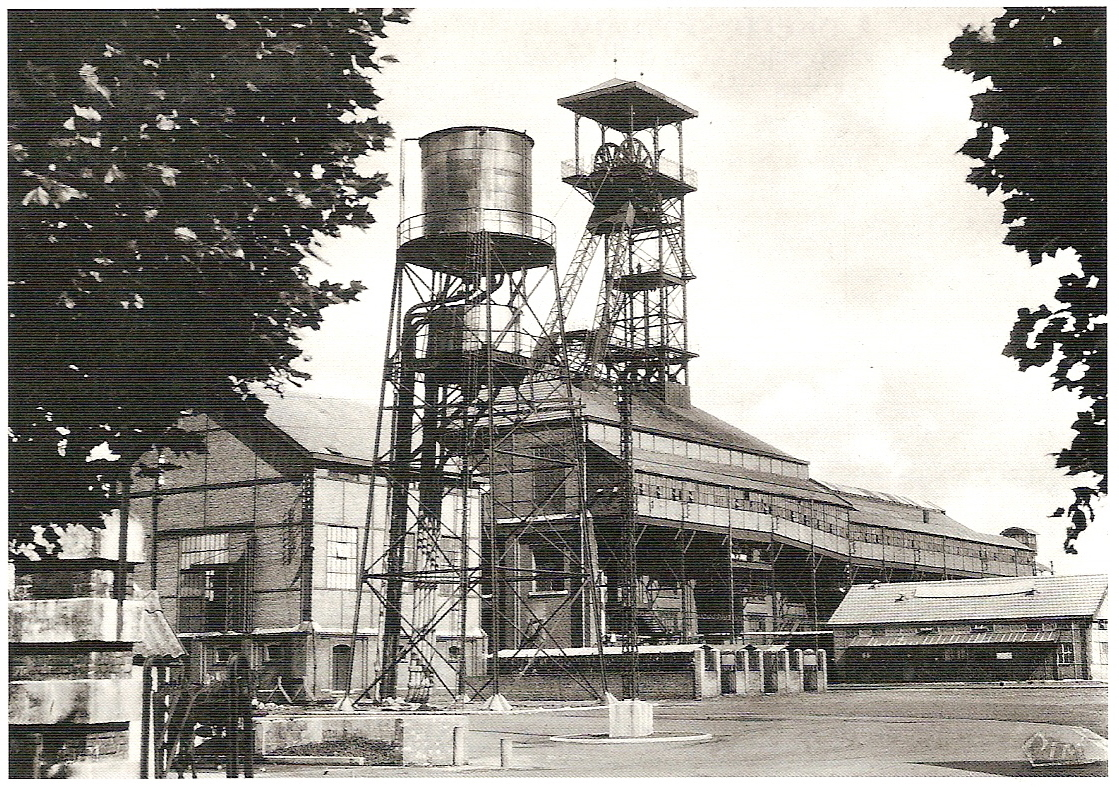
La fosse no 10 à Leforest.

Le Krach de 1929 survenu aux États-Unis se propage en Europe, et atteint la France au début des années 1930. D'une part, les besoins pour la sidérurgie baissent, et d'autre part, la concurrence des houillères étrangères devient beaucoup plus agressive car elle se joue sur des prix plus réduits. Par un décret du 10 juillet 1931, l'État limite les importations étrangères. Pour adapter les prix de vente aux conditions de la concurrence étrangère, il est décidé le 26 janvier 1932 de baisser de 10 pour cent les salaires des mineurs : ces derniers organisent un référendum le 7 février : la grève est rejetée par 46 544 voix contre 9712. La baisse nécessaire des coûts de production pèse donc sur les ouvriers : le travail est alors rationalisé, ce qui permet en trois ans, de 1931 à 1934, de faire passer le rendement par ouvrier de sept-cent-sept à huit-cent-quarante-quatre kilogrammes. Le travail est notamment contrôlé grâce aux préceptes de Charles Bedaux. Le chômage partiel a été en moyenne de quarante-cinq jours en 1934, mais il a atteint jusque soixante jours dans certaines mines.
Parfois, ces mesures ne suffisent toutefois pas, et les compagnies sont obligées de licencier, et ce sont des mineurs étrangers qui en font les frais. Des licenciements massifs en mars 1934 créent un certain climat de tensions. Ainsi, au matin du 7 août 1934, trois-cent-quarante-sept polonais et quatre-vingt-huit français se mettent en grève à la fosse no 10 des mines de l'Escarpelle à Leforest. Ils occupent les travaux du fond durant trente-six heures, tandis que les gardes mobiles occupent le carreau de fosse. Sur avis des représentants syndicaux, ils remontent négocier le lendemain en fin d'après-midi. La compagnie renvoie cent-vingt-deux mineurs polonais, et le ministre Henri Queuille signe le soir même soixante-dix-sept avis d'expulsion. Ces mineurs sont renvoyés en Pologne avec leur famille le 11 août, à 15 h 15. Ainsi, entre 1932 et 1936, ce sont soixante-dix-mille personnes qui sont renvoyées dans leur pays.

### Front populaire

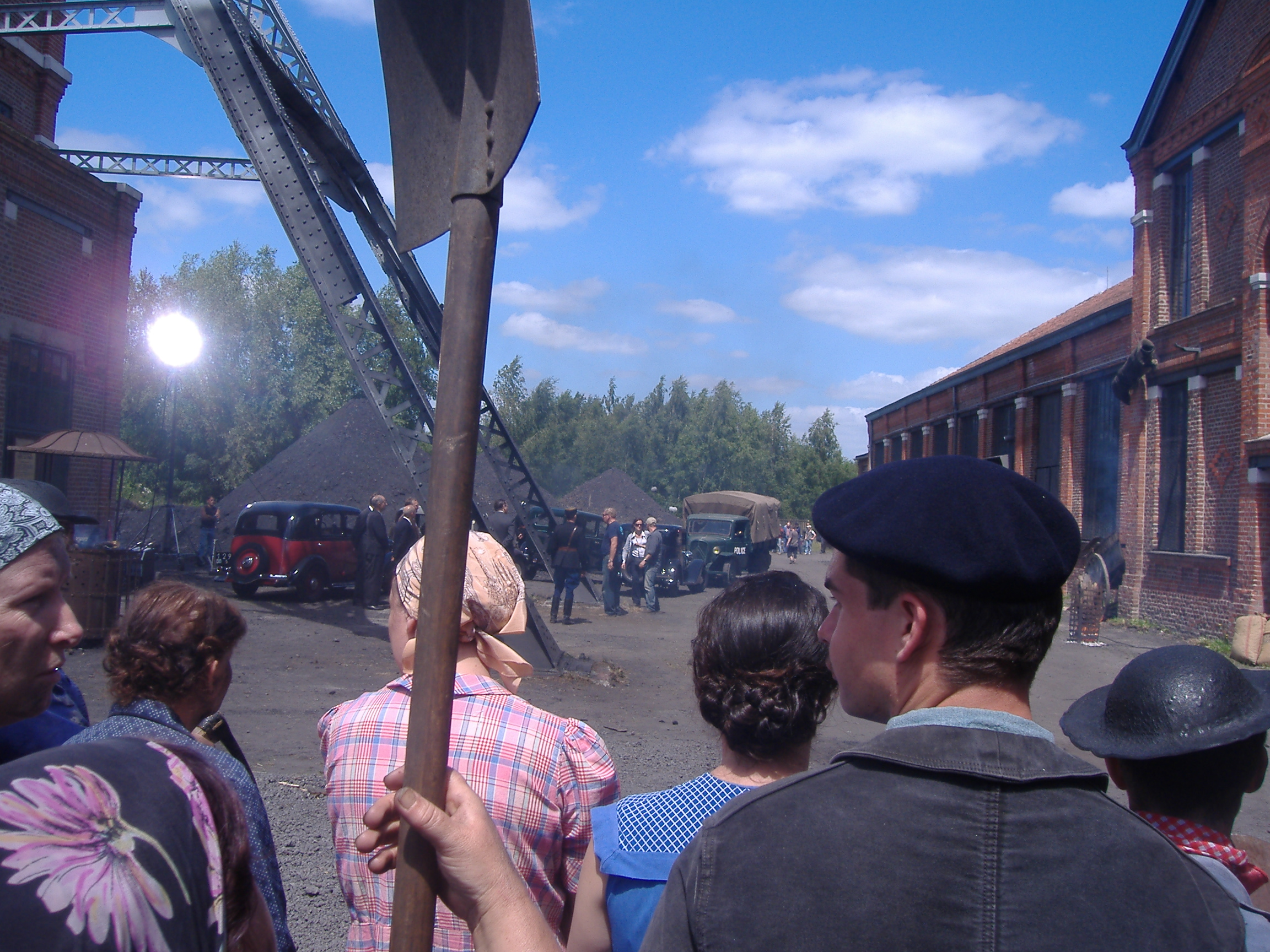
Le tournage de L'Affaire Salengro, le 26 juin 2008.

La crise économique frappe les ouvriers. Alors qu'ils travaillent plus, leur salaire baisse. La Confédération générale du travail et la Confédération générale du travail unitaire ne s'entendent plus. Ce climat de crises permet au Front populaire d'accéder au pouvoir en mai 1936.
Le 10 juin 1936, des hausses de salaires, la diminution de la rationalisation, et le retour du versement à la paye, sont obtenus par convention collective. Le téléfilm L'Affaire Salengro d'Yves Boisset tourné à l'été 2008 montre d'ailleurs Roger Salengro discutant avec des mineurs grévistes, dans des scènes tournées à Wallers à la fosse Arenberg,.

#### Seconde Guerre mondiale

La région est en zone interdite.

La France déclare la guerre à l'Allemagne le 3 septembre 1939. Les compagnies mettent à profit cet évènement pour augmenter le temps de travail sous prétexte d'effort de guerre. À la suite des bombardements de la Luftwaffe survenus en mai 1940, des milliers de familles quittent leur maison, s'ajoutant à l'exode. Le mois suivant, le Nord et le Pas-de-Calais sont rattachés au commandement allemand de Bruxelles, et font donc partie de la zone interdite. Les forces allemandes occupent alors massivement la région, et les compagnies recommencent à exploiter leurs concessions. Devant la forte demande, elles en profitent pour augmenter les heures de travail, et pour remettre à l'ordre du jour le payement à la tâche et le chronométrage. Le travail est d'autant plus dur pour les mineurs qu'ils ont à subir les effets du rationnement. Qui plus est, certains produits, comme les pommes de terre, manquent, et les mineurs et leurs familles sont sous-alimentés.
De nombreux mineurs décident alors de résister. Cent mille mineurs au maximum entrent en grève du 27 mai au 10 juin 1941. Depuis octobre 1940, des femmes de mineurs manifestent pour s'opposer à la vie chère, et aux problèmes de ravitaillement, ceux-ci étant jugés insuffisants. Les mineurs de la fosse no 7 - 7 bis des mines de Dourges à Montigny-en-Gohelle commencent une grève le 27 mai 1941, dans laquelle ils exigent que leur salaire soit augmenté, que le ravitaillement soit amélioré, et que les conditions de travail soient meilleures. Cette grève s'étend aux Compagnies de Courrières, Ostricourt et Carvin deux jours plus tard, à la Compagnie de l'Escarpelle le 30 mai et à la Compagnie d'Anzin le dernier jour du mois. Hermann Niehoff, plus tard général de la 371e division d'infanterie allemande, fait connaître par voie d'affichage le 3 juin que onze mineurs et deux femmes ont été condamnés, et oblige les mineurs à reprendre le travail. Trois jours plus tard, la grève est à son apogée : cent mille des cent-quarante-trois mille mineurs du bassin minier sont en grève. Les compagnies sont débordées et les gendarmes impuissants, les Allemands règlent donc la situation par la force en occupant les carreaux de fosse, en fermant des lieux publics, et en interdisant les rassemblements. Quelques centaines de personnes ont été arrêtées, deux-cent-soixante-dix mineurs ont été déportés en Allemagne, et parmi ceux-ci, cent-trente ne sont jamais revenus.
Durant toute la période de l'Occupation, des sabotages sont régulièrement organisés par les mineurs, que ce soit à l'encontre des réseaux de télécommunication, des carreaux de fosse, ou des réseaux ferroviaires. Pendant l'été 1944, une grève des mineurs débute le 25 août, et permet de libérer le bassin minier des Allemands, et ce, en quelques jours seulement. Dans les mois qui suivent la libération, l'épuration qui touche la France touche également le bassin minier. Des mineurs accusent leurs porions ou leurs ingénieurs de collaboration pour régler leurs comptes, en fait, ils leur reprochent surtout d'avoir dénoncé des grévistes et d'avoir maintenu de dures conditions de travail.

### Nationalisation

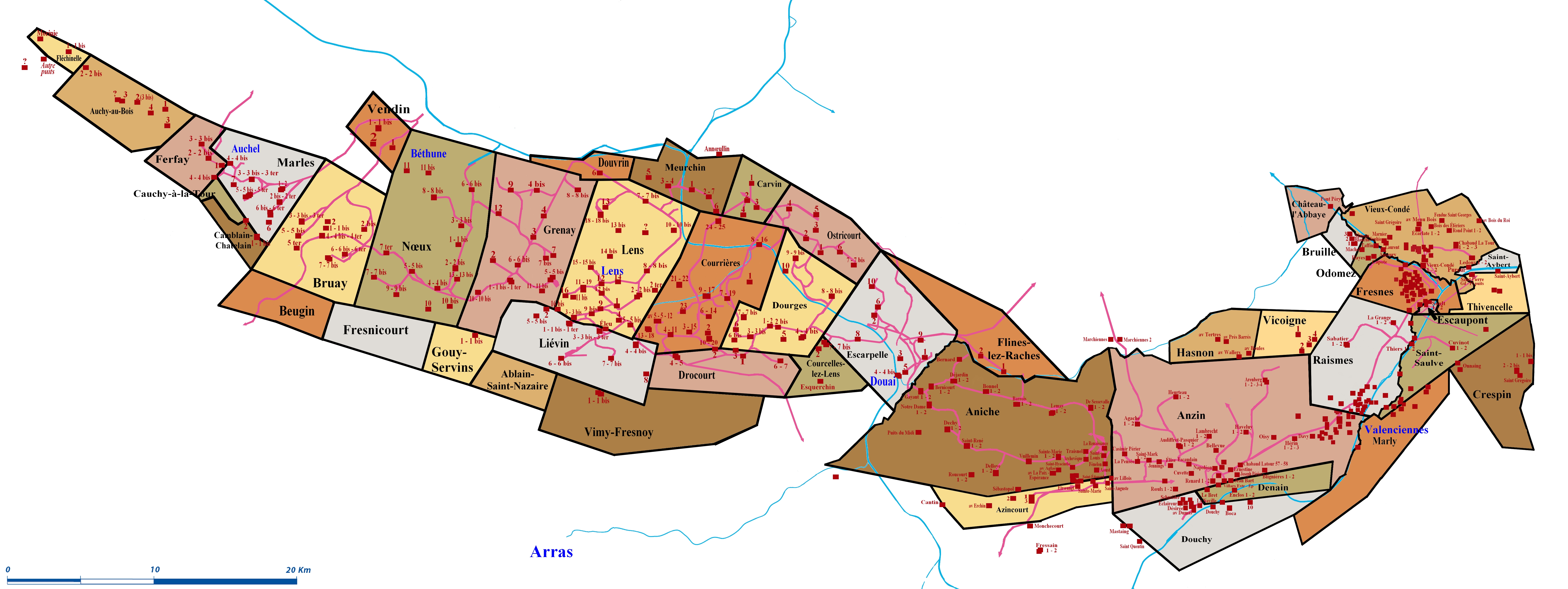
Les puits et les concessions du bassin minier, à l'exception du Boulonnais.

La guerre n'est pas encore terminée que les ministres communistes du gouvernement de Charles de Gaulle envisagent de nationaliser les houillères. Cette nationalisation se déroule en plusieurs étapes : premièrement, les directeurs des compagnies et les présidents des conseils d'administration sont suspendus de leurs fonctions, et remplacés par des administrateurs provisoires ; deuxièmement, un régime provisoire des Houillères nationales du Nord et du Pas-de-Calais est institué par l'ordonnance du 13 décembre 1944, modifiée par celle du 12 octobre 1945 ; troisièmement, un établissement public central, Charbonnages de France, est institué par la loi du 17 mai 1946, ainsi que des établissements publics régionaux, ici les Houillères du Bassin du Nord et du Pas-de-Calais. La mission de cet établissement est de produire, d'exploiter et de vendre le charbon. Des représentants des syndicats entrent dans les conseils d'administration des Houillères du bassin du Nord et du Pas-de-Calais, et c'est aussi le cas dans les autres bassins.

### Subdivisions des HBNPC

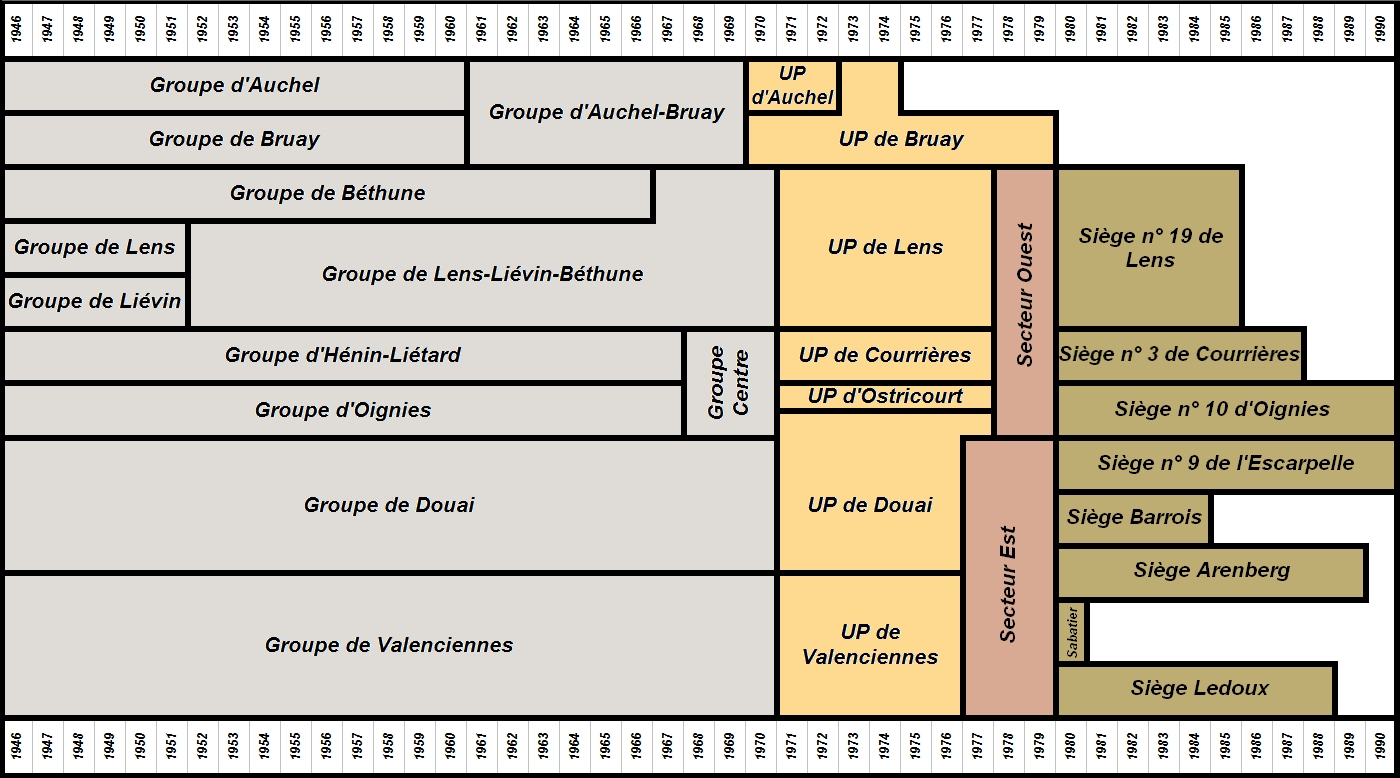
Les divisions administratives des HBNPC.
Groupes
Unités de production
Secteurs
Sièges

Les Houillères du Bassin du Nord et du Pas-de-Calais sont subdivisées en neuf groupes : Auchel, Bruay, Béthune, Lens, Liévin, Hénin-Liétard, Oignies, Douai et Valenciennes. Au fil des fermetures de fosses, ces groupes fusionnent entre eux, ainsi, en 1952, les Groupes de Lens et de Liévin forment le Groupe de Lens-Liévin, en 1961, les Groupes d'Auchel et de Bruay deviennent le Groupe d'Auchel-Bruay, en 1967, les Groupes de Lens-Liévin et de Béthune forment le Groupe de Lens-Liévin-Béthune, enfin, l'année suivante, les Groupes d'Hénin-Liétard et d'Oignies fusionnent dans le Groupe Centre.
En 1970, le Groupe d'Auchel-Bruay disparait au profit de l'Unité de production d'Auchel (qui n'a duré que trois ans au plus) et de l'Unité de production de Bruay, qui disparait à la fin des années 1970 avec la fermeture de la fosse no 6 - 6 bis - 6 ter à Haillicourt. En 1971, les Groupes de Lens-Liévin-Béthune, Centre, Douai et Valenciennes forment cinq unités de productions, dont les limites changent peu : les Unités de production de Lens, de Courrières, d'Ostricourt, de Douai et de Valenciennes. Les unités de production du nord disparaissent en 1977 avec la création du Secteur Est, et ceux du Pas-de-Calais l'année suivante, avec la formation du Secteur Ouest.
Dans les années 1980, il reste très peu de fosses en activité. Aussi, le raisonnement ne se fait plus en termes de secteurs mais selon les sièges de concentration, qui ne sont plus que huit en 1980. La plupart de ces sièges d'extraction regroupent plusieurs fosses, parfois espacées de plusieurs kilomètres, dont les secondaires assurent le service et/ou l'aérage. Les huit sièges sont le 19 de Lens, le 3 de Courrières, le 10 d'Oignies, le 9 de l'Escarpelle, Barrois, Arenberg, Sabatier et Ledoux. Presque tous ferment au cours des années 1980, les deux derniers ferment à la fin de 1990.

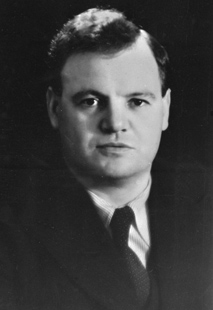
Maurice Thorez en 1936.

### Bataille du charbon
Alors que les mineurs avaient dû produire sans cesse pendant l'Occupation, ils doivent encore en faire autant pour relever le pays. Henri Martel appelle les mineurs le 28 août 1944 à abattre toujours plus de charbon. Des appels à la grève éclatent à la fin de 1944 et au début de 1945, les mineurs se sentent incompris par le Parti communiste français et la Confédération générale du travail qui leur demande de « travailler d'abord et [de] revendiquer ensuite ».
Maurice Thorez, secrétaire général du Parti communiste français, et vice-président du Conseil, demande le 21 juillet 1945 aux mineurs de « se dévouer sans compter ». Toute une propagande est réalisée dans les fosses mais aussi dans la presse pour atteindre le seuil de cent mille tonnes par jour demandé le 17 décembre 1946. La production est évaluée par différents baromètres et graphiques, et des prix de productivité sont attribués si bien aux fosses, qu'au meilleurs mineurs abatteurs qui reçoivent des cadeaux en nature. Dans le troisième tome de son ouvrage Les trois âges de la mine, Virginie Debrabant cite des bicyclettes, des cochons de lait et des vêtements.
En parallèle, de grandes campagnes de recrutement sont lancées afin d'embaucher de jeunes mineurs. Les mineurs sont en quelque sorte glorifiés, un billet de banque 10 francs Mineur est même imprimé durant les années 1940. La "Bataille du charbon" prend fin dans tous les bassins houillers français lors des Grèves de 1947 en France suivies de la grève des mineurs de 1948, deux années de conflits très durs, qui voient les forces de l'ordre quadriller les bassins houillers français et qui sont racontées dans le film de Louis Daquin, La Grande Lutte des mineurs.

### Statut du mineur
Alors que la libération est en cours, la direction de la Fédération nationale des travailleurs du sous-sol envisage de créer un statut enviable pour le métier de mineur, afin que les ouvriers aient des avantages face à ce métier pénible et risqué. Après dix-huit mois de préparatifs, le projet est voté par l'Assemblée nationale le 14 février 1946, et le décret d'application a été signé quatre mois plus tard, le 14 juin. Un décret du 16 janvier 1947, publié au Journal officiel de la République française le surlendemain, vient légèrement modifier le statut.
Le Statut du mineur a pour but de règlementer l'ensemble des aspects de la vie professionnelle du personnel des mines. L'article 2 indique que le statut s'applique aux ouvriers, aux employés, aux agents de maîtrise et techniciens, et aux ingénieurs et aux cadres supérieurs. L'article 3 traite des conditions de titularisation, l'article 4 des mesures disciplinaires, l'article 5 des commissions de discipline et de conciliation. L'embauche, le licenciement, la durée du travail, la hiérarchie et la rémunération sont également abordés. L'article 22 attribue du charbon pour les actifs et les retraités, quant à l'article suivant, il précise que logement est gratuit pour les mineurs, les retraités et les veuves,.

### Modernisation et rationalisation

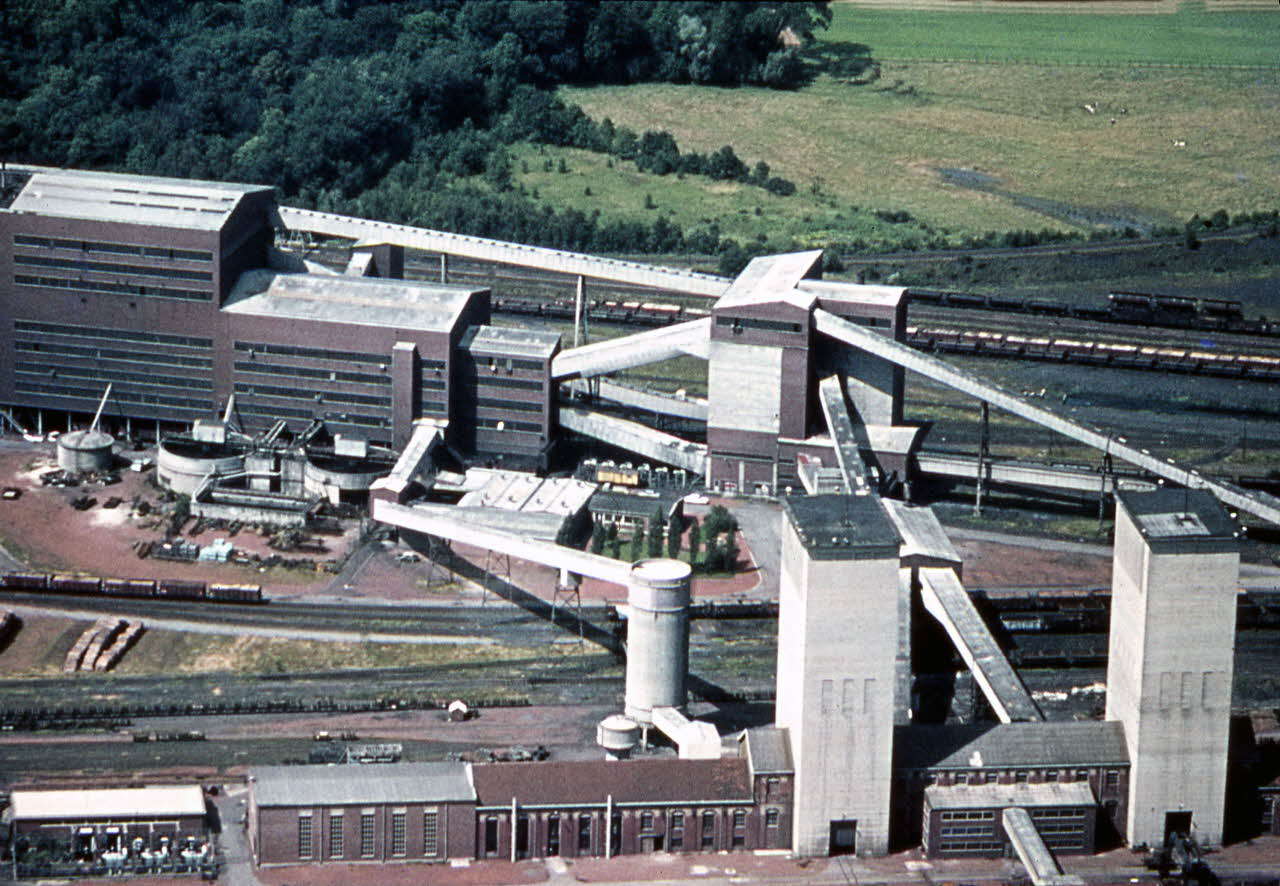
La fosse Barrois, symbole de la modernisation.

Peu après la fin de la Seconde Guerre mondiale, il est envisagé de moderniser à grande échelle le bassin minier. Cette transformation s'étale de 1945 à 1970. Mais la France n'en a pas les moyens, et trouve les fonds nécessaires auprès des États-Unis via le plan Marshall, qui finance entre 1948 et 1952 les investissements de Charbonnages de France à hauteur de 60 %.
Des fosses nouvelles sont construites de toutes pièces : la fosse Puits du Midi à Sin-le-Noble, la fosse no 10 du Groupe d'Oignies à Dourges, la fosse no 18 - 18 bis du Groupe de Lens à Hulluch, la fosse d'aérage no 8 du Groupe de Liévin à Avion, la fosse no 13 - 13 bis du Groupe de Béthune à Sains-en-Gohelle. Certaines fosses, comme la fosse no 2 - 2 bis des mines de Crespin à Quiévrechain, la fosse no 11 - 19 des mines de Lens à Loos-en-Gohelle et la fosse Arenberg des mines d'Anzin à Wallers, se voient doter d'un puits supplémentaire.

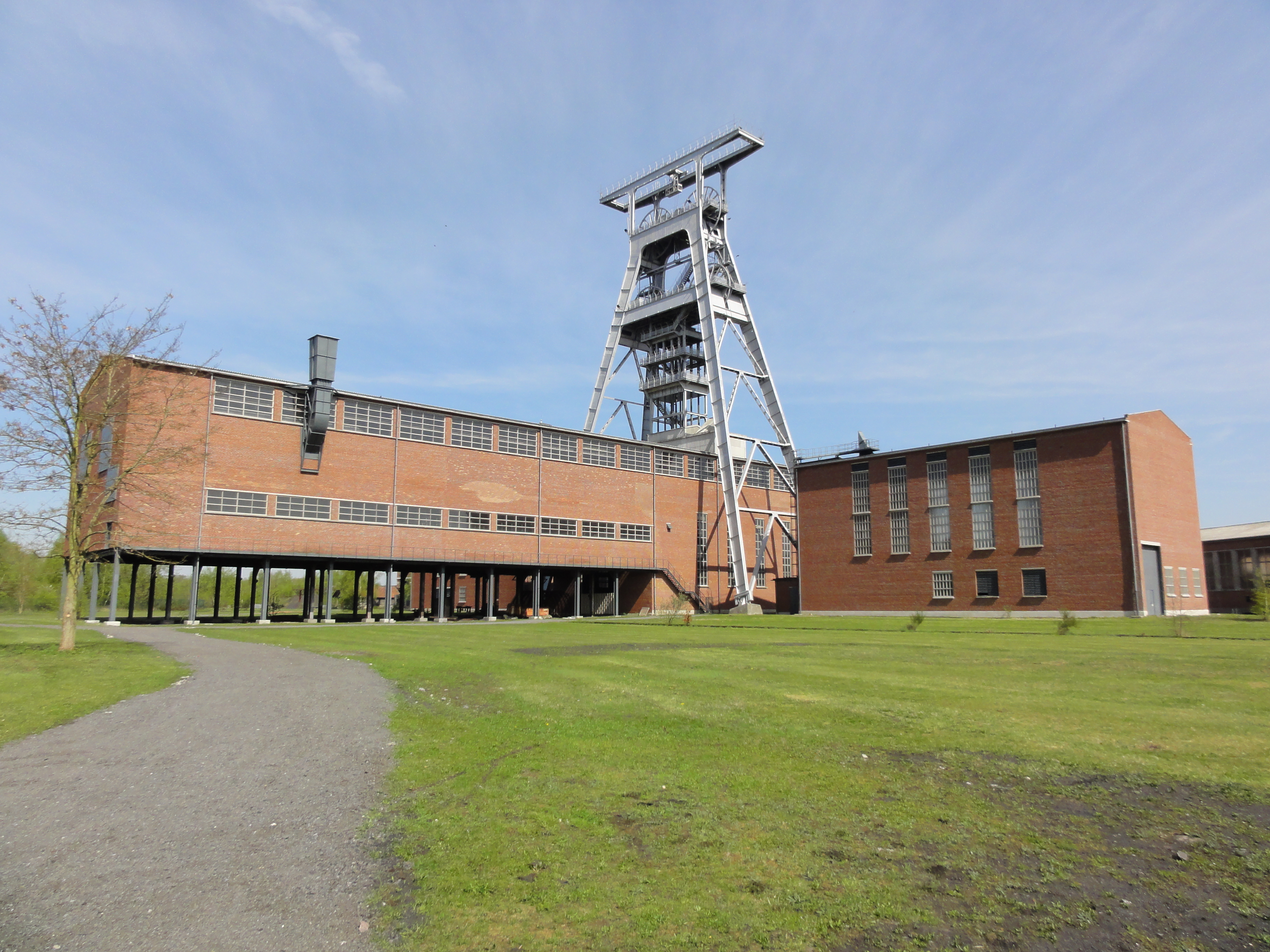
Le puits double-compartimenté no 3 - 4 a été ajouté aux puits nos 1 et 2 de la fosse Arenberg, datant du début du XXe siècle. L'architecture est typique de la Nationalisation.

Enfin, certaines fosses sont partiellement ou entièrement modernisées, à l'instar de la fosse Ledoux des mines d'Anzin à Condé-sur-l'Escaut, des fosses Barrois, Dechy, Déjardin, Gayant et Notre-Dame des mines d'Aniche à Pecquencourt, Dechy, Sin-le-Noble et Waziers, des fosses nos 8 et 9 des mines de l'Escarpelle à Auby et Roost-Warendin. Dans le Pas-de-Calais, il s'agit notamment des fosses nos 2 des mines d'Ostricourt à Oignies, 8 - 8 bis des mines de Dourges à Évin-Malmaison, fosse no 3 - 15 des mines de Courrières à Méricourt, 6 - 6 bis et 7 - 7 bis des mines de Liévin à Angres et Avion, 6 - 6 bis - 6 ter des mines de Bruay à Haillicourt, 3 - 3 bis - 3 ter et 2 bis - 2 ter des mines de Marles à Auchel et Marles-les-Mines...
En parallèle, des centrales thermiques, à l'image de celle d'Hornaing, sont construites dans le bassin minier, ainsi que des complexes d'usines, comportant des lavoirs, des cokeries voire des usines chimiques. Les moyens de production sont rationalisés, des fosses peu productives sont regroupées sur des sièges de concentration, qui peuvent extraire jusque trois mille tonnes par jour, comme le puits no 19 de Lens, ou de remonter cinq mille tonnes, comme la fosse nos 6 - 6 bis - 6 ter des mines de Bruay. Ce chiffre est énorme, quand on sait que dans les années 1850, la première fosse de cette compagnie avait produit seulement deux mille tonnes en une année. Des tours d'extraction en béton armé coiffent les puits des fosses Barrois, nos 10 du Groupe d'Oignies et 19 du Groupe de Lens.

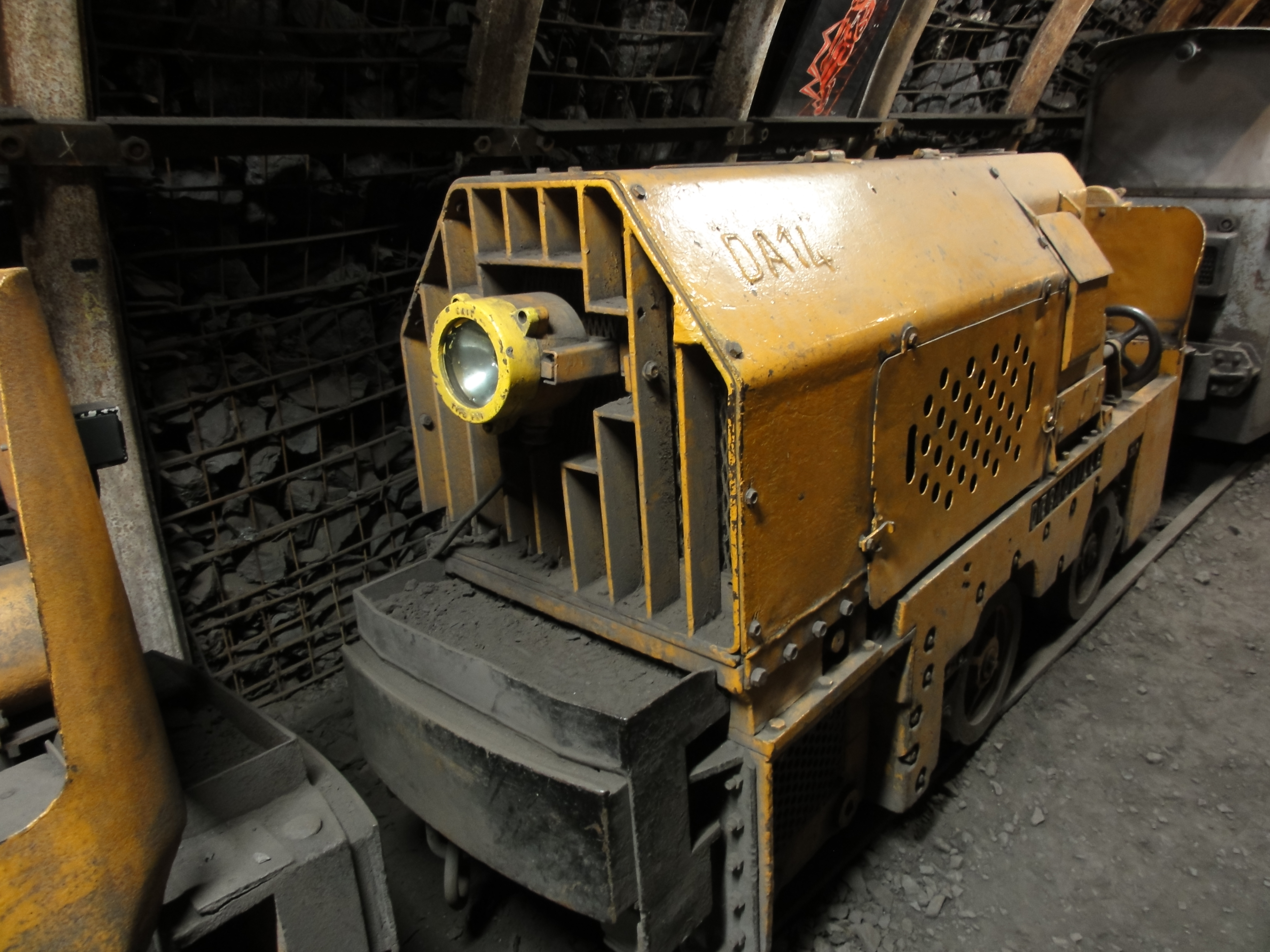
Une locomotive, au Centre historique minier de Lewarde.

Alors que cent-neuf sièges d'extraction était en exploitation en 1945, il n'en reste plus que soixante tout à la fin des années 1950.
Les modifications sont visibles en surface, mais elles sont surtout très présentes dans les galeries, et avaient déjà commencé après la Première Guerre mondiale. En 1923, le marteau-piqueur permet d'assurer 23 % de la production, quinze ans plus tard, il représente 96 % de la production. Dans les années 1930, les couloirs oscillants font leur apparition, ils permettent de déverser directement le charbon dans les berlines, qui s'agrandissent de plus en plus, et qui sont désormais tirées par des locomotives. Dans les années 1950, l'électricité fait son apparition au fond, grâce à l'introduction systématique du matériel antidéflagrant. Les années 1960 sont marquées par l'apparition des rabots et des haveuses. Le pantofore fait son apparition dans les années 1970 pour le creusement des galeries. Les gisements du bassin minier sont en revanche trop accidentés pour que la mécanisation de l'abattage ait pu y être généralisée, comme en Lorraine.

### Fin de l'exploitation minière

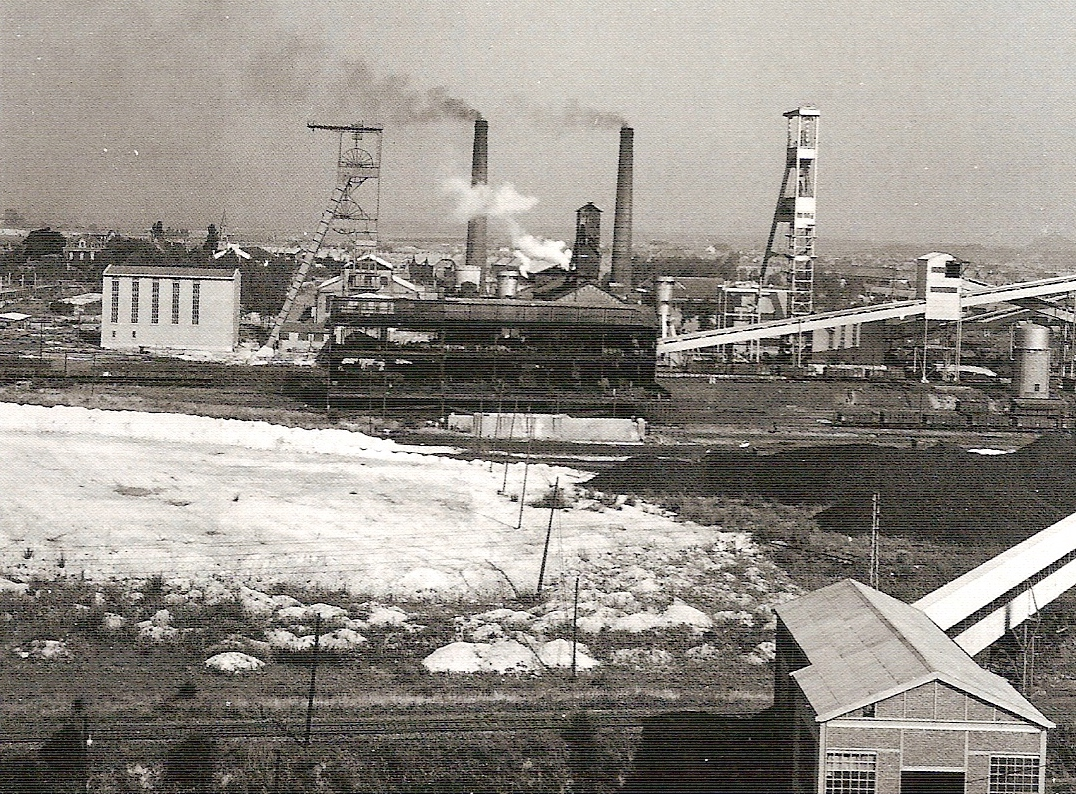
La fosse no 6 - 6 bis - 6 ter des mines de Bruay.

La fin de l'exploitation minière est un processus qui a duré une trentaine d'années.
Charles de Gaulle, président de la République française, visite le 25 septembre 1959 les installations du fond et de la surface de la fosse no 6 - 6 bis - 6 ter des mines de Bruay (Groupe de Bruay) à Haillicourt. Il y prononce devant cinq mille personnes un discours très connu dans le bassin minier dont voici un extrait :

« Le charbon est un élément toujours essentiel, mais aujourd'hui capital de toute l'économie française et, du reste, de toute l'économie mondiale. Il faut penser au charbon, il faut en vouloir, il faut savoir naturellement en extraire, il faut le faire dans les meilleures conditions possibles mais il ne faut jamais renoncer à notre charbon ! »

— Charles de Gaulle

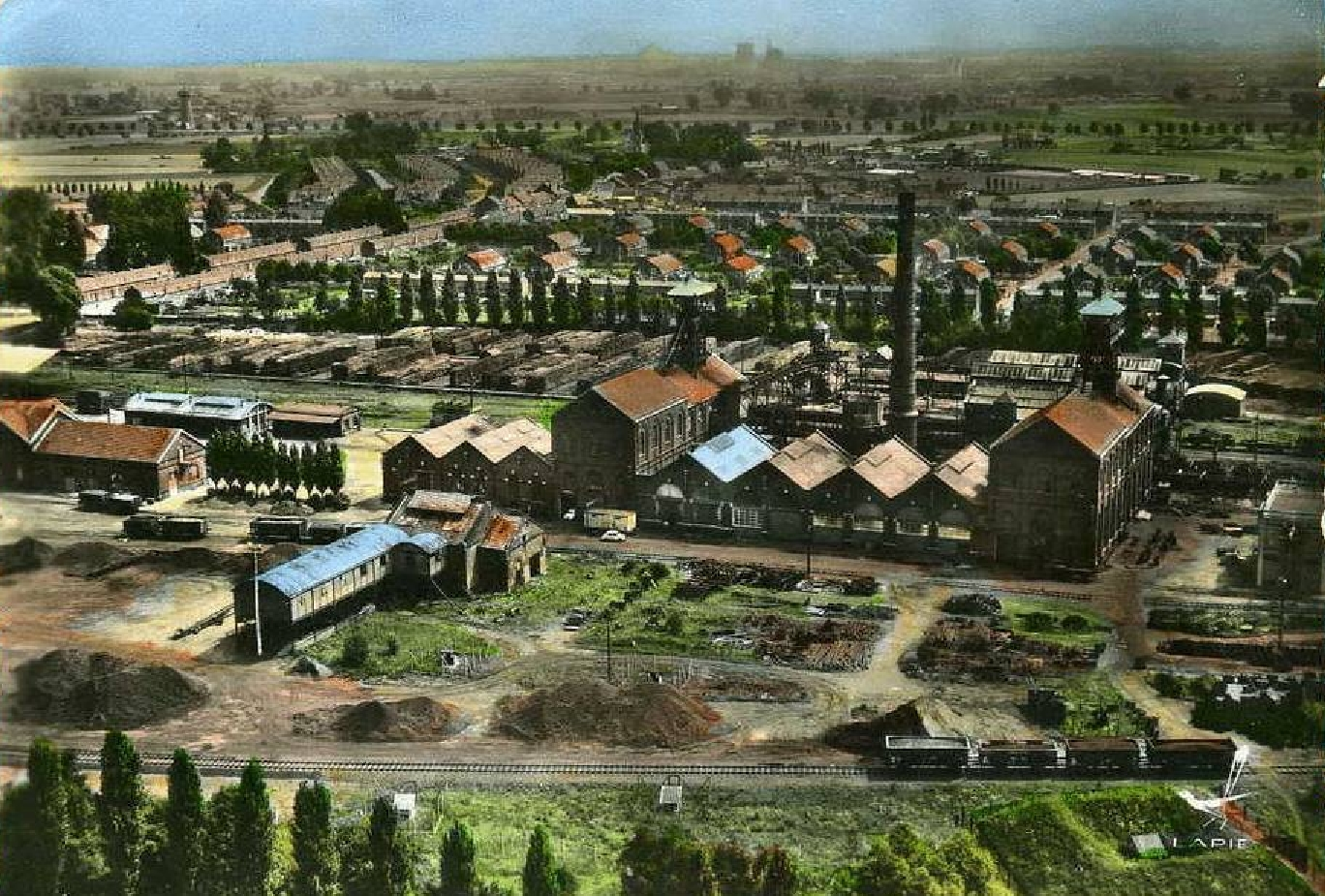
La fosse De Sessevalle, fermée en 1970.

Six mois plus tard, Jean-Marcel Jeanneney, ministre de l'Industrie au sein du Gouvernement Michel Debré, annonce que commence le début du processus de la récession charbonnière : le plan Jeanneney. Plusieurs facteurs entrent en cause : le gaz et le pétrole prennent de plus importance, les veines rentables sont situées de plus en plus profondément, et les frontières ont été ouvertes pour l'importation d'un charbon qui est moins cher que celui produit en France. Le plan Jeanneney prévoit de fermer les exploitations minières isolées, afin de réduire les dettes de Charbonnages de France. Le bassin minier est toutefois légèrement avantagé, dans la mesure où sa part dans la production nationale va devoir passer de 49 à 53 %.

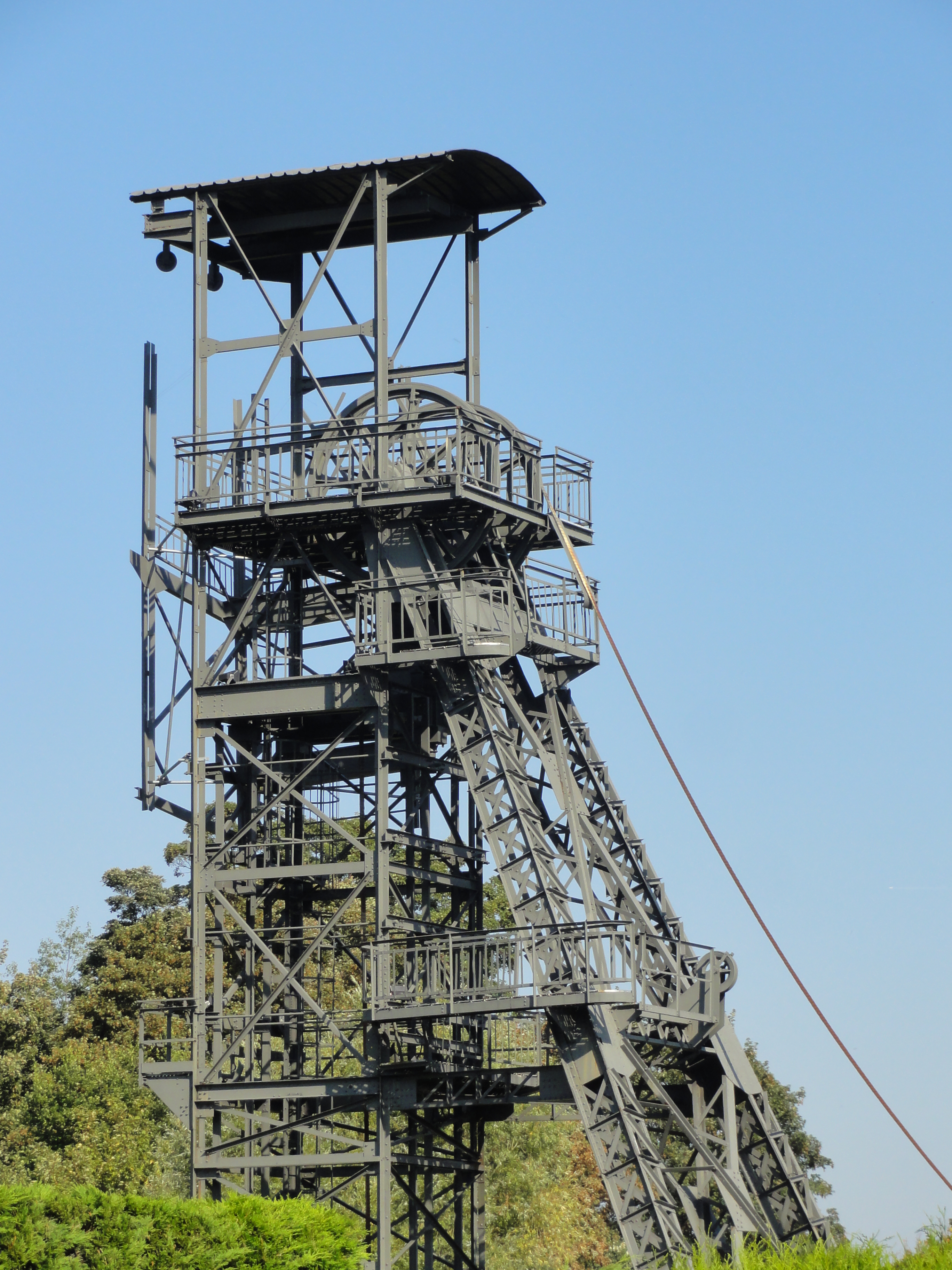
La fosse no 2 des mines de Marles, fermée en 1974.

Les mineurs, sentant leur avenir menacé, se mettent massivement en grève en mars 1963, quel que soit le syndicat auquel ils adhérent. Des ingénieurs se joignent au mouvement. De fortes augmentations de salaires sont obtenues après trente-cinq jours de grève. En 1968, André Bettencourt, ministre de l'Industrie au sein du gouvernement Maurice Couve de Murville, annonce que la production de houille doit passer de vingt à dix millions de tonnes en 1975, il s'agit du plan Bettencourt. Il n'y a alors plus d'embauche, et les puits les moins rentables ferment les uns après les autres : la fosse no 9 - 17 des mines de Courrières, la fosse no 5 - 5 bis des mines de Béthune et la fosse Saint-Mark des mines d'Anzin ferment en 1968 ; la fosse no 5 - 5 bis des mines de Bruay ferme l'année suivante ; la fosse De Sessevalle des mines d'Aniche et la fosse no 2 - 2 bis des mines de Dourges ferment en 1970 ; la fosse Delloye des mines d'Aniche et la fosse no 6 - 6 bis ferment en 1971 : l'année 1972 est marquée par les fermetures du lavoir et de la cokerie de Chocques, le lavoir de Mazingarbe, la fosse La Grange des mines d'Anzin, la centrale de Vendin, le lavoir Ledoux, la fosse Vieux-Condé, et la Fosse no 13 - 13 bis du Groupe de Béthune (une des fosses post-Nationalisation) ; la fosse no 10 des mines de l'Escarpelle cesse d'extraire en 1973 (mais est conservée pour l'aérage de la fosse no 9), ainsi que la cokerie d'Harnes, le lavoir de la fosse no 2 bis - 2 ter des mines de Marles, et la fosse no 21 - 22 des mines de Courrières ; Enfin, en 1974, le lavoir de Liévin et les fosses nos 2 et 2 bis - 2 ter des mines de Marles sont mis à l'arrêt. Ces fermetures de sièges d'extraction s'accompagnent également de la fermeture des fosses secondaires, destinées à l'aérage et/ou au service.

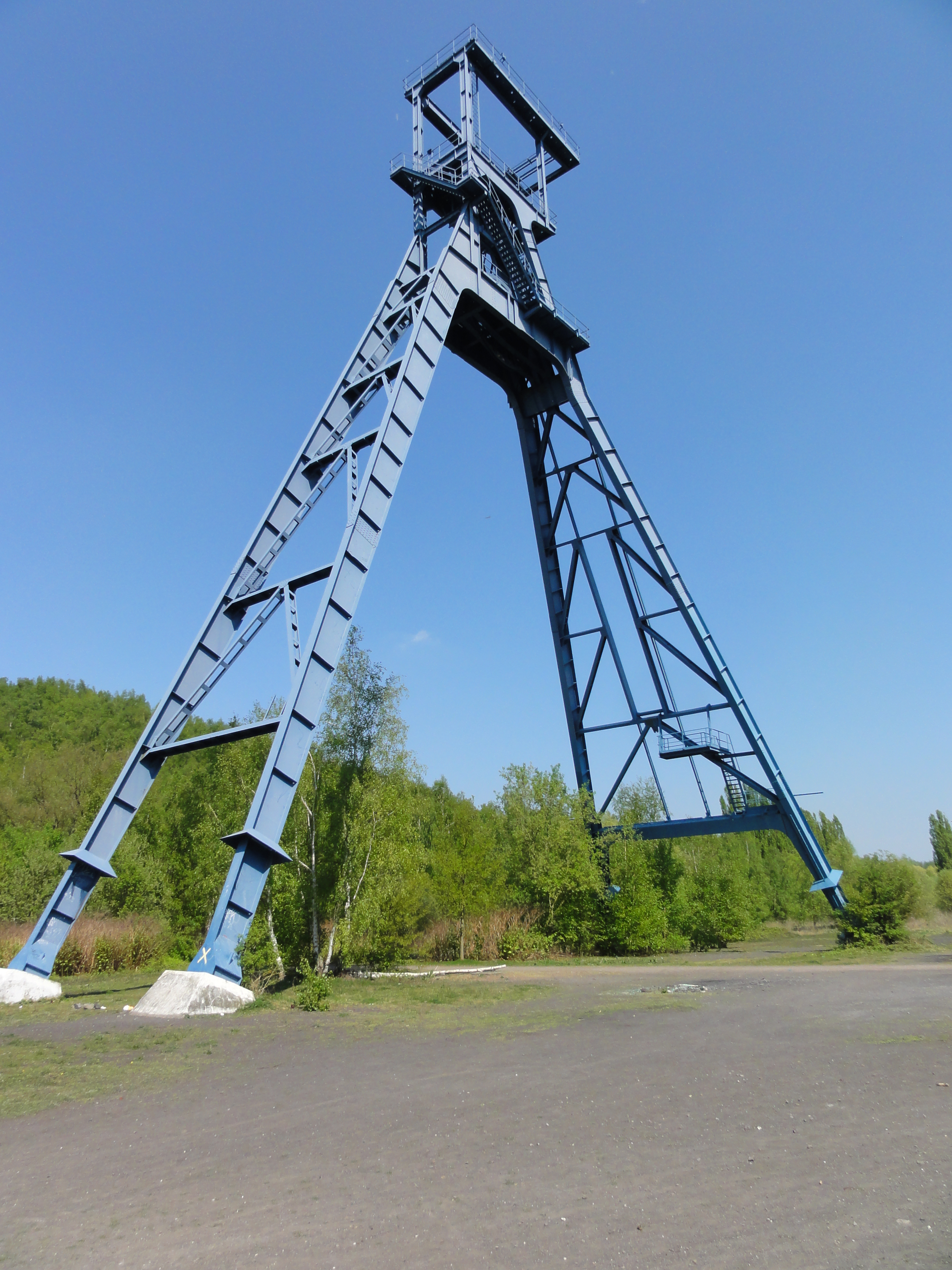
La fosse Sabatier est la première à fermer dans les années 1980.

Pendant ce temps, la reconversion commence lentement, et ne compensera jamais tous les emplois perdus à cause de la fermeture des fosses. De nombreux carreaux de fosses sont transformés en zones industrielles. Au début des années 1970, une usine Renault est mise en service à Lambres-lez-Douai et une antenne de l'Imprimerie nationale est ouverte à Flers-en-Escrebieux.
La seconde moitié des années 1970 est marquée par de nombreuses fermetures : la fosse Agache des mines d'Anzin, le lavoir de la fosse Arenberg des mines d'Anzin et la fosse no 18 - 18 bis du Groupe de Lens ferment en 1976 ; la cokerie de Waziers, l'usine anthracine de Fort de Scarpe et l'usine d'agglomération de Somain cessent de produire en 1977 ; le lavoir de Liévin, la cokerie de Vendin-le-Vieil, la centrale de Beuvry, le lavoir de Gayant et la fosse Gayant des mines d'Aniche ferment en 1978 ; enfin, la fosse no 6 - 6 bis - 6 ter des mines de Bruay est mise à l'arrêt en 1979, soit vingt ans après le discours prononcé par Charles de Gaulle, qui assurait alors que le charbon serait encore extrait pour longtemps.
En 1974, la fosse Saint-Amé de Liévin ferme après un coup de grisou qui coûte la vie à 42 mineurs. En 1975, la production s'est élevée à 7 715 000 tonnes, représentant 1,3 million de tonnes en moins que l'année précédente et 627 000 tonnes de moins que le programme prévu. Treize sièges sont encore exploités, et le personnel minier représente 44 287 personnes au 31 décembre. Les Marocains représentent 4 287 personnes.
En 1980, il ne subsiste plus que huit sièges d'extraction, complétés par une multitude de fosses de service ou d'aérage. Les secteurs Est et Ouest disparaissent au profit d'une nouvelle subdivision basée sur les huit sièges d'extraction subsistant encore. La fosse Sabatier des mines d'Anzin à Raismes cesse d'extraire en 1980, entraînant également la fermeture de ses fosses d'aérage nos 2 et 3 des mines de Vicoigne. La fosse Barrois des mines d'Aniche à Pecquencourt cesse d'extraire le 30 juin 1984, avec ses fosses d'aérage et de service Lemay, Bonnel et Déjardin. C'est en 1984 qu'est ouvert au public le Centre historique minier de Lewarde, sur le site de la fosse Delloye des mines d'Aniche.
En 1986, seules restent cinq fosses et en 1989 le dernier puits du Valenciennois Arenberg fermera aussi, ne laissant que deux sites d’extraction, l'Escarpelle à Roost-Warendin, qui ferme en octobre 1990 et d’Oignies qui suit deux mois après le 20 décembre 1990.

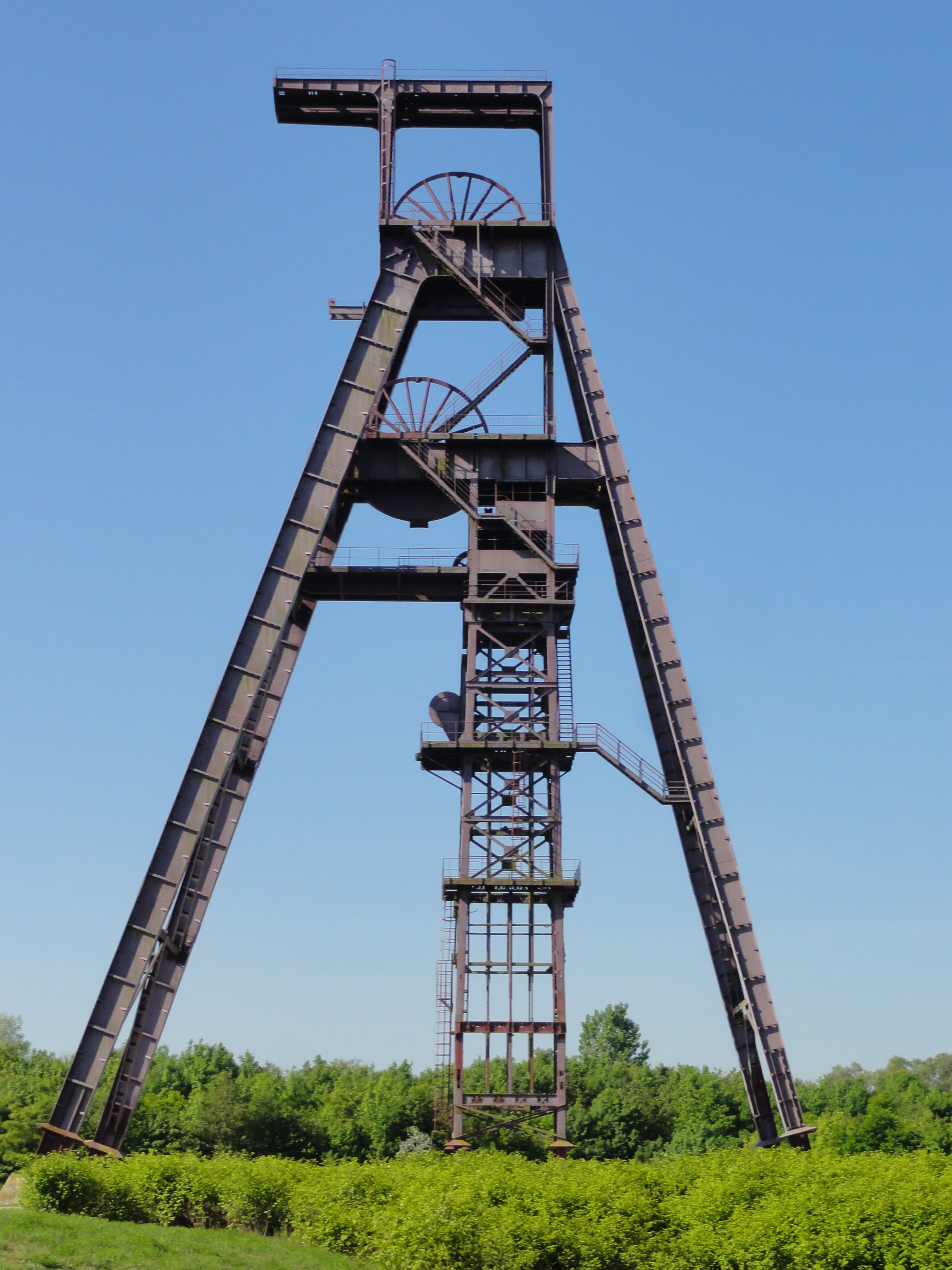
La fosse Ledoux a eu un de ses deux chevalements préservé.

La fosse no 11 - 19 des mines de Lens ferme le 31 janvier 1986, avec sa fosse no 7 - 7 bis des mines de Liévin, d'autres puits de service comme la fosse no 6 - 6 bis des mines de Liévin ou la fosse no 12 des mines de Lens ayant fermé quelques années plus tôt. À Sallaumines, la fosse no 3 - 15 des mines de Courrières a cessé d'extraire en 1983 au profit de la fosse no 4 - 5 des mines de Drocourt, mise à l'arrêt le 11 mars 1988, entraînant également l'arrêt des fosses secondaires nos 5 - 12 et 6 - 14 des mines de Courrières. La fosse Ledoux des mines d'Anzin à Condé-sur-l'Escaut cesse d'extraire le 30 décembre 1988, causant la fermeture du grand puits de sa fosse d'aérage fosse Saint-Pierre des mines de Thivencelle. Ses fosses Chabaud-Latour et Vieux-Condé avaient été respectivement remblayées en 1973 et 1982. La fosse Arenberg des mines d'Anzin à Wallers, constituée de quatre puits dont un possède deux compartiments, cesse d'extraire le 31 mars 1989. La fosse no 9 des mines de l'Escarpelle à Roost-Warendin est mise à l'arrêt le 26 octobre 1990, ainsi que sa fosse d'aérage no 10. Enfin, la fosse no 10 du Groupe d'Oignies à Dourges remonte le 21 décembre 1990 sa dernière gaillette par sa fosse de service no 9 - 9 bis des mines de Dourges, la fosse d'aérage no 8 - 8 bis des mines de Dourges et la fosse no 24 - 25 des mines de Courrières ferment également.
Dans le même temps, des complexes industriels entiers sont fermés : les centrales de Labuissière et de Thiers ferment en 1981, la centrale d'Hénin-Beaumont l'année suivante, la cokerie de Lourches en 1983, la cokerie de Mazingarbe et la centrale de Dechy en 1984, la centrale d'Harnes et le lavoir du 19 du Groupe de Lens en 1986, le lavoir de Bruay en 1986, le lavoir de Drocourt et la centrale de Violaines, les lavoirs Rousseau et Barrois en 1988, les deux premiers groupes de la centrale d'Hornaing en 1989, le lavoir d'Oignies en 1991 et la centrale de Courrières en 1992. L'Établissement public à caractère industriel et commercial des HBNPC est dissout le 1er janvier 1993. À peu d'exceptions près, toutes ces fermetures sont suivies de la destruction systématique des outils de production.

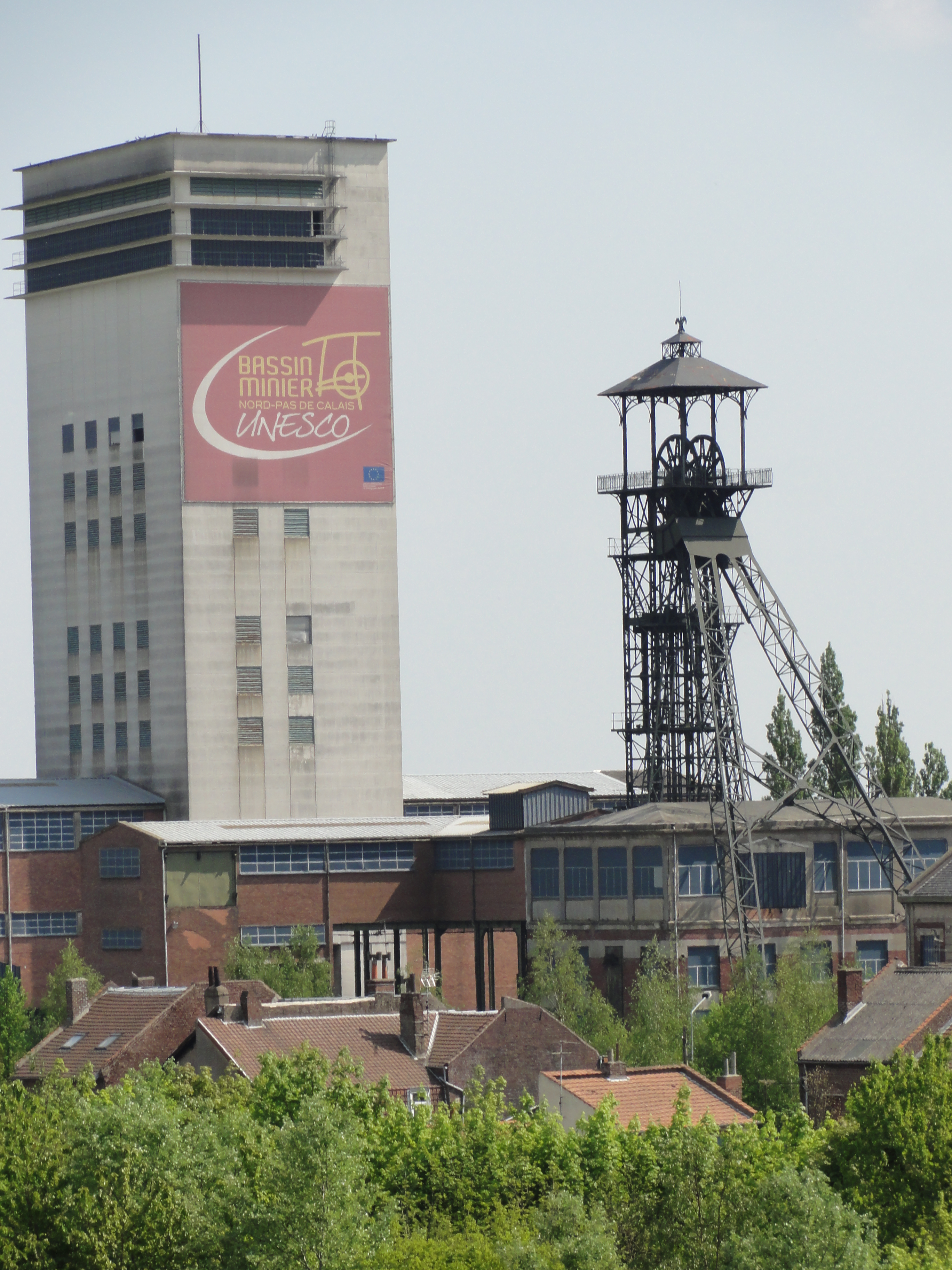
La volonté du classement à l'Unesco est très clairement affichée.

## Classement au patrimoine mondial de l'Unesco

Logo officiel de l'inscription.

Depuis 2003, Bassin Minier Uni, la Mission Bassin Minier et La Chaîne des Terrils, accompagnés par des personnalités telles que Jean-François Caron, Gilbert Rolos, Jacques Vernier et Daniel Mio, préparent un dossier en vue de classer le bassin minier du Nord-Pas-de-Calais au patrimoine mondial de l'Unesco. Le dossier comporte mille quatre-cent-cinquante pages, trois mille sept-cent-trente photos et quatre-vingt-onze cartes, il pèse quinze kilos. Quatre-vingt-sept communes ont été retenues, allant d'Enguinegatte à Quiévrechain. Le dossiers propose de protéger dix-sept fosses et vestiges de fosses, vingt-et-un chevalements, cinquante-et-un terrils, cinquante-quatre kilomètres de cavaliers miniers, des cités toutes entières, des écoles, des dispensaires, des grands bureaux, des églises, etc.
En ce sens, de nombreux vestiges avaient été classés ou inscrits aux monuments historiques en 2009 et 2010. Des clubs BMU (Bassin Minier Uni) se forment afin de protéger le patrimoine, comme à Denain pour la fosse Mathilde des mines d'Anzin.
Durant la section d'examen des candidatures au patrimoine mondial du 24 juin au 6 juillet 2012 à Saint-Pétersbourg (en Russie), le bassin minier du Nord-Pas-de-Calais est classé au patrimoine mondial de l'Unesco le 30 juin 2012.